# Spedizione dei Mille
La spedizione dei Mille fu uno degli episodi cruciali del Risorgimento. Si svolse dal 1860 al 1861 quando un migliaio di volontari, al comando di Giuseppe Garibaldi, partì nella notte tra il 5 e il 6 maggio da Quarto (borgo di Genova e allora Regno di Sardegna), alla volta della Sicilia, che faceva parte del Regno delle Due Sicilie.
Lo scopo della spedizione era di rovesciare il governo borbonico e appoggiare le rivolte scoppiate sull'isola. 
I garibaldini sbarcarono l'11 maggio presso Marsala e, con il contributo di volontari meridionali e a rinforzi alla spedizione, aumentarono di numero, creando l'Esercito meridionale.
Dopo una campagna di pochi mesi con alcune battaglie vittoriose contro l'esercito borbonico, i Mille e il neonato esercito meridionale riuscirono a conquistare tutto il Regno delle Due Sicilie, permettendone l'annessione al nascente Regno d'Italia.

## Premesse

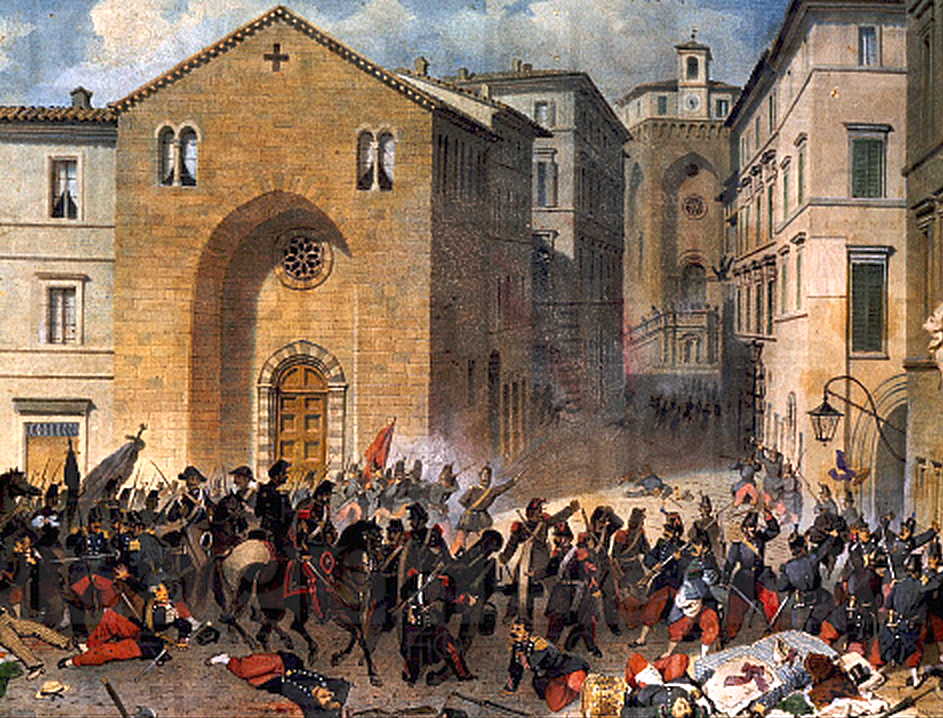
Massacro di Perugia compiuto dai mercenari svizzeri

La seconda guerra di indipendenza terminò l'11 luglio 1859; i termini dell'armistizio di Villafranca, voluto da Napoleone III, che riconoscevano al Regno di Sardegna la Lombardia (con l'esclusione di Mantova), ma lasciavano Venezia e tutto il Veneto in mano austriaca, avevano creato malcontento in gran parte dei patrioti unitari italiani.
Già da maggio 1859 le popolazioni del Granducato di Toscana, della Legazione delle Romagne (Bologna, Ferrara, Ravenna e Forlì), del Ducato di Modena e del Ducato di Parma avevano scacciato i propri sovrani e richiesto l'annessione al Regno di Sardegna, mentre il governo pontificio aveva ripreso pieno possesso dell'Umbria e delle Marche, le cui popolazioni subirono una dura repressione, culminata il 20 giugno 1859 nelle sanguinose stragi di Perugia ad opera delle truppe svizzere pontificie al servizio di Pio IX.
Napoleone III e Cavour erano reciprocamente in debito: il primo poiché si era ritirato dal conflitto prima della prevista conquista di Venezia, il secondo perché aveva consentito che i moti si estendessero ai territori dell'Italia centro-settentrionale, andando quindi oltre quanto convenuto con gli accordi di Plombières. Lo stallo politico venne risolto il 24 marzo 1860, quando Cavour sottoscrisse la cessione della Savoia e del circondario di Nizza alla Francia, ottenendo in cambio il consenso dell'imperatore francese all'annessione della Toscana e dell'Emilia-Romagna al Regno di Sardegna.

## Il contesto storico
Savoia e Nizza
     Regno di Sardegna
     Regno Lombardo-Veneto
     Stato pontificio
     Regno delle Due Sicilie

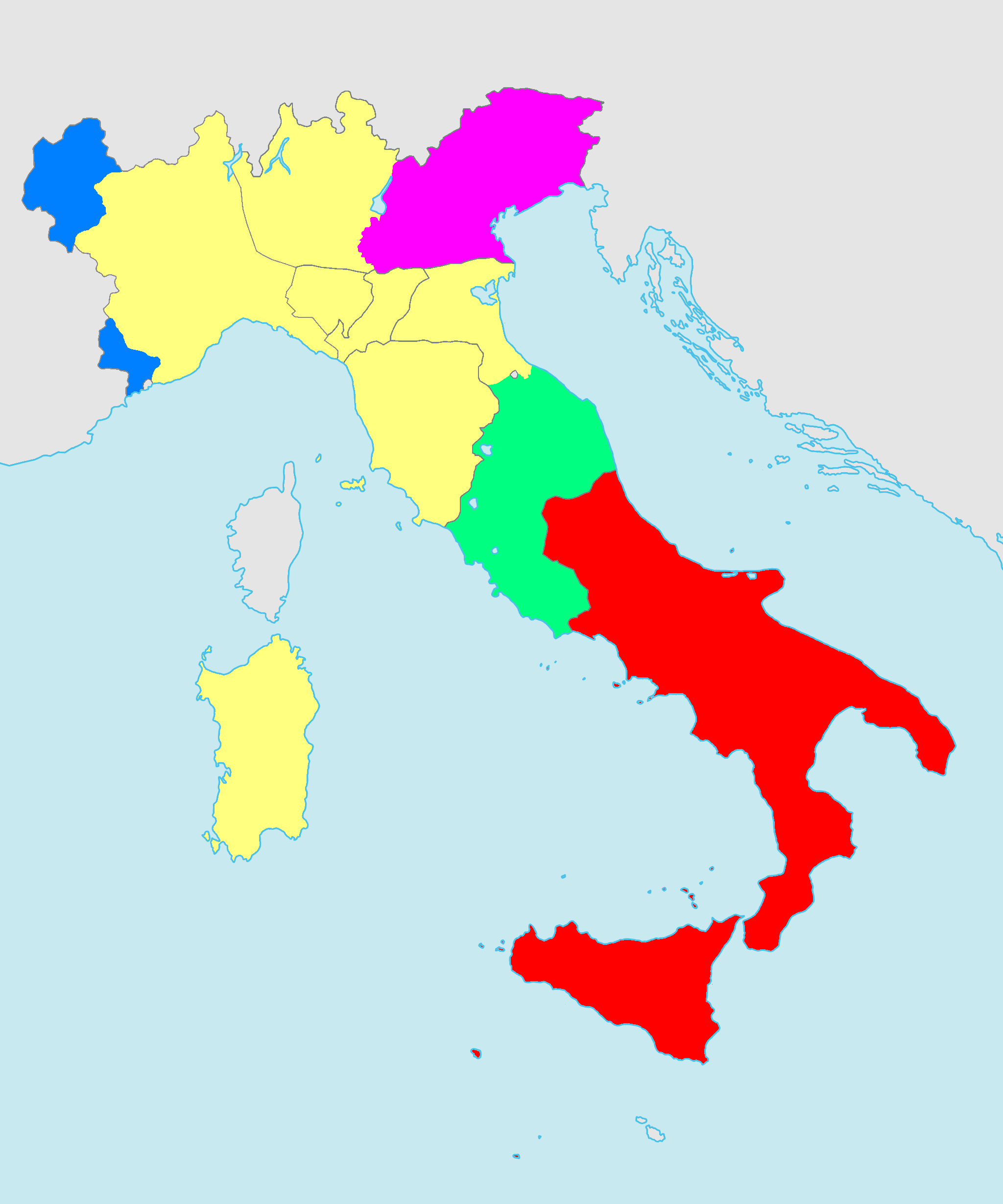
La penisola italiana nel marzo del 1860.
Savoia e Nizza
Regno di Sardegna
Regno Lombardo-Veneto
Stato pontificio
Regno delle Due Sicilie

Nel marzo 1860 esistevano in Italia tre Stati: il Regno di Sardegna, comprendente Piemonte, Valle d'Aosta, Liguria, Sardegna e ora Lombardia (eccetto Mantova), Emilia-Romagna e Toscana; lo Stato Pontificio, comprendente Umbria, Marche, Lazio e le exclave di Pontecorvo e Benevento; il Regno delle Due Sicilie, comprendente Abruzzo (inclusa Cittaducale), Molise, Campania (incluse Gaeta e Sora), Basilicata, Puglia, Calabria e Sicilia. A questi si può aggiungere la piccola Repubblica di San Marino, che tuttavia si era sempre mantenuta distante da ogni spinta unificatrice col resto della penisola.
Bisogna aggiungere che l'Impero austriaco di Francesco Giuseppe poteva ancora essere considerato una potenza con forti interessi nella penisola italiana, poiché possedeva intere regioni come il Regno Lombardo-Veneto (ora limitato a Veneto, Friuli e Mantovano), il Trentino e la Venezia Giulia, anche se non controllava più nemmeno indirettamente né la Toscana né Modena, governate fino al 1859 dai rami cadetti degli Asburgo-Lorena di Toscana e degli Asburgo-Este, succeduti alle antiche casate dei Medici e degli Este.
La Francia si presentava nel doppio ruolo di potenza protettrice di Roma e principale alleato del Regno di Sardegna. Questa condizione permise a Napoleone III di possedere forte influenza sulle faccende italiane sino alla fine del suo impero (guerra franco-prussiana del 1870) e sarà determinante nel 1860. L'imperatore dei francesi, difatti, impediva al Regno di Sardegna tanto un'azione contro l'Austria (senza il suo sostegno), quanto un'azione contro Roma (con la sua opposizione), in base agli accordi di Plombières.
Il Regno delle Due Sicilie era guidato da un monarca giovane e inesperto (Francesco II di Borbone, succeduto al padre Ferdinando II solo il 22 maggio 1859, meno di un anno prima della spedizione); nel 1836 il reame borbonico aveva peggiorato le relazioni con il Regno Unito, a cui aveva dovuto la sopravvivenza durante il periodo napoleonico, con la "questione degli zolfi". Infine, il Regno delle Due Sicilie era caduto in una sorta di isolamento diplomatico: aveva infatti rifiutato la partecipazione alla guerra di Crimea al fianco di Francia e Regno Unito, al cui fianco viceversa aveva partecipato il Regno di Sardegna, e finì con il poter contare solamente sulle proprie forze.
Il regno meridionale era ancora lo stato più esteso della penisola e poteva fare affidamento sull'esercito più numeroso, forte di 93 000 uomini (oltre che di 4 reggimenti ausiliari di mercenari) e sulla flotta più grande di stanza nel Mediterraneo (11 fregate, 5 corvette e 6 brigantini a vapore, oltre a vari tipi di navi a vela). Come amava ricordare Ferdinando II, era difeso "dall'acqua salata e dall'acqua benedetta", cioè dal mare e dalla presenza dello Stato della Chiesa che, protetto dalla Francia, avrebbe teoricamente impedito ogni invasione via terra dal nord Italia.
Nell'autunno-inverno del 1859 Francesco II propose a Francesco Giuseppe (marito di sua cognata, l'imperatrice Elisabetta) di intervenire a sostegno delle rivendicazioni di Pio IX, di Ferdinando IV di Toscana e dei duchi di Modena e Parma per restaurare i deposti sovrani sui loro troni e territori in Italia centrale, spodestati dalle insurrezioni, non previste negli accordi di Plombières. 
Tuttavia, l'Austria, appena uscita militarmente sconfitta dal conflitto della seconda guerra d'indipendenza, non era più in grado di rivestire quel ruolo di restauratore che aveva svolto nei passati decenni e declinò la proposta. L'iniziativa si scontrava direttamente con la politica di Torino e, di conseguenza, di Parigi, dal momento che Napoleone III, per giustificare all'opinione pubblica francese la guerra condotta contro l'Austria, doveva annettere alla Francia i territori oggetto degli accordi di Plombières.
Quando negli ambienti diplomatici europei, nell'autunno 1859, circolò l'idea di una conferenza riguardante la risistemazione dell'Italia a seguito dei recenti eventi, Francesco II si dimostrò indifferente, non cogliendo l'opportunità di mostrare una presenza attiva internazionalmente.

### La situazione nel Regno delle Due Sicilie

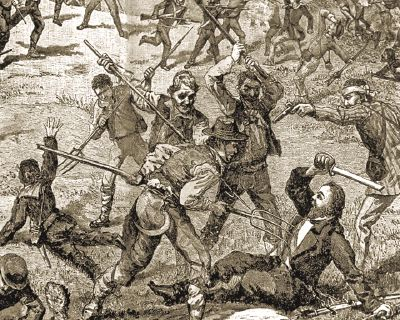
La morte di Carlo Pisacane, massacrato dai contadini di Sanza incitati dai notabili filoborbonici

Nel corso degli anni erano state diverse le ribellioni che i Borbone avevano dovuto sedare: i moti siciliani del 1820 e del 1837, la rivoluzione calabrese del 1847, la rivoluzione siciliana del 1848-1849 e quella calabrese dello stesso anno e il movimento costituzionale napoletano del 1848.
Dal punto di vista militare, fondamentale era stata l'alleanza e il sostegno militare dell'Impero austriaco.
Per due volte, infatti, i Borbone avevano riguadagnato il trono in seguito all'intervento degli eserciti austriaci: nel 1815 l'austriaco Federico Bianchi aveva sconfitto l'esercito napoletano di Gioacchino Murat, cognato di Napoleone, nella battaglia di Tolentino e nel 1821 l'austriaco Johann Maria Philipp Frimont aveva sconfitto un secondo esercito napoletano, quello di Guglielmo Pepe, nella battaglia di Rieti-Antrodoco.
Nel 1849 le forze borboniche, che cercavano di invadere la Repubblica Romana, furono affrontate e vittoriosamente respinte dai volontari italiani comandati da Garibaldi.
Nel giugno 1859 si ebbe una rivolta di una parte dei reggimenti di mercenari svizzeri (il 3º Reggimento Svizzero), in conseguenza del fatto che il governo elvetico quell'anno aveva deciso che i suoi cittadini non avrebbero più potuto prestare servizio militare in potenze straniere, e parte delle truppe mercenarie al soldo dei Borboni vennero disciolte.
I liberali napoletani, comunque, non avevano avuto la forza sufficiente per imporre una costituzione nemmeno dopo la battaglia di Solferino e San Martino.
Essi erano, però, presenti in buon numero nelle alte cariche dell'esercito e dell'Armata di Mare; lo storico de Cesare afferma che, fin dallo sbarco di Garibaldi in Sicilia, Francesco II non poté di fatto più contare sulla marina, poiché solo pochi ufficiali di marina rimasero fedeli alla causa del re di Napoli.
Dopo la vittoria franco-piemontese nella battaglia di Magenta, a Napoli si ebbero vivaci manifestazioni anti-austriache dei liberali, che convinsero Francesco II a nominare il generale Carlo Filangieri primo ministro e ministro della guerra, non lasciandogli tuttavia scegliere i ministri del suo governo.
La popolazione delle province continentali conservava la suddivisione in due parti politiche, o in "due nazioni", secondo la definizione di Vincenzo Cuoco: la prima di possidenti e la seconda del popolo delle campagne e della capitale (ovvero i lazzari); quest'ultima era generalmente vicina alla dinastia borbonica, come avevano dimostrato il successo del movimento sanfedista, che nel 1799 aveva rovesciato la Repubblica Napoletana, con la strage dei giacobini del regno, la resistenza antifrancese del periodo 1806-1815 e il fallimento della spedizione di Sapri di Carlo Pisacane del 1857 e come dimostrerà anche il successivo e complesso fenomeno del brigantaggio postunitario.
, mentre la prima si era manifestata con i moti costituenti nel 1820 a Napoli, i moti del Cilento nel 1828, i moti di Penne nel 1837, i moti di Reggio Calabria del 1847 e di Sicilia e Calabria del 1848 ancora nel Cilento nel 1848 e nello stesso anno a Napoli con l'ottenimento della Costituzione revocata l'anno seguente.
Prima dell’arrivo di Garibaldi si era pensato a un complotto contro il nuovo re Francesco II e la giovanissima consorte Maria Sofia di Baviera. L’ascesa al trono dei giovani sovrani avrebbe infatti suscitato sentimenti di gelosia da parte della vedova di Ferdinando II e matrigna di Francesco II, la precedente regina Maria Teresa, che mal si rassegnava alla perdita del potere. Si pensò allora a una congiura con l’aiuto della camarilla per sostituire Francesco II con il Conte di Trani, secondogenito della regina madre austriaca. Le prove, vere o no, raccolte da Carlo Filangieri vennero gettate nelle fiamme del camino dallo stesso Francesco II, che pronunciò le parole “È la moglie di mio padre“.
Luigi Settembrini aveva evidenziato e denunciato le gravi problematiche in cui versava il regno con la sua Protesta del popolo delle Due Sicilie.

### I mazziniani e la Sicilia

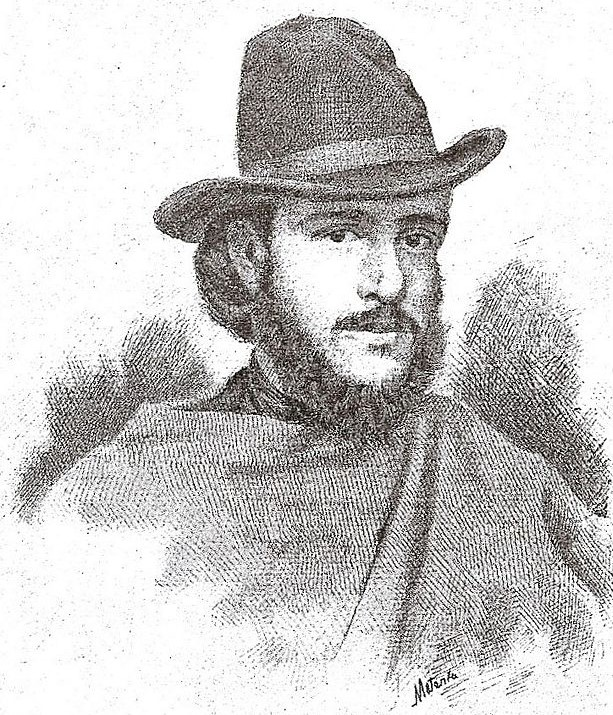
Ritratto di Rosolino Pilo

L'unica delle forze opposte ai Borbone che mostrasse la volontà di scendere in armi, in quel 1859, era l'indipendentismo siciliano.
A partire dall'ottobre di quell'anno si erano registrati sull'isola focolai di protesta e Salvatore Maniscalco, direttore generale della polizia sull'isola, era scampato a un tentativo di assassinio.
I ricordi della lunga rivoluzione del 1848 che aveva portato ai mesi del regno di Sicilia costituzionale erano ancora vividi. La repressione borbonica era stata particolarmente dura e nulli i tentativi del governo napoletano di giungere a un accomodamento politico. Inoltre, l'insofferenza non era limitata alle classi dirigenti, ma coinvolgeva una larga fascia della popolazione cittadina e rurale, congiuntura pressoché unica nel corso dell'intero Risorgimento. A dimostrazione di ciò, infatti, vi furono le adesioni di volontari alle schiere garibaldine da Marsala a Messina, sino al Volturno.
Molti dei quadri dirigenti della rivoluzione del 1848 (tra cui Rosolino Pilo e Francesco Crispi) erano espatriati a Torino, avevano partecipato con entusiasmo alla seconda guerra di indipendenza e avevano maturato un atteggiamento politico decisamente liberale e unitario. Proprio i mazziniani vedevano nella Sicilia insurrezionalista, nell'intervento di Garibaldi e nella monarchia sabauda gli elementi fondanti per il successo della causa unitaria. 
Il 2 marzo 1860 Giuseppe Mazzini scrisse una lettera ai siciliani, incitandoli alla ribellione, e dichiarando: "Garibaldi è vincolato ad accorrere".
In particolare, Rosolino Pilo ebbe un preciso ruolo nel porre le basi per una nuova sollevazione in Sicilia. Sempre nel mese di marzo 1860, questi, intenzionato a salpare alla volta dell'isola, si era rivolto a Garibaldi, prima chiedendo armi e poi invitando il nizzardo a un intervento diretto al di là dello stretto. Garibaldi, però, si era tirato indietro, ritenendo inopportuno qualsiasi slancio che non avesse avuto buone probabilità di successo. Garibaldi avrebbe guidato una rivoluzione solo se a chiederglielo fosse stato il popolo e il tutto fosse avvenuto in nome di Vittorio Emanuele II. Solo con il contributo delle popolazioni locali e l'appoggio del Piemonte, infatti, Garibaldi avrebbe contenuto il rischio di un fallimento, evitando risultati simili a quelli avuti in precedenza dai fratelli Bandiera o da Carlo Pisacane. Pur non avendo ottenuto l'immediato sostegno di Garibaldi, il 25 marzo Rosolino Pilo partì comunque per la Sicilia con l'intento di preparare il terreno per la futura spedizione. Accompagnato da Giovanni Corrao, anch'egli mazziniano, il Pilo giunse nel messinese e prese immediatamente contatti con gli esponenti delle famiglie più importanti. In questo modo egli si assicurò l'appoggio dei latifondisti.
I baroni, una volta sbarcato il corpo di spedizione, avrebbero rese disponibili le bande che erano al loro servizio, i cosiddetti picciotti.
La situazione in Sicilia si faceva difficile anche per il capo della polizia Maniscalco che, nonostante i suoi duri metodi, non riuscì a impiegare le “Compagnie d’arme”, specie di vigilantes, per guidarle contro gli insorti, in quanto queste ultime si rifiutarono di assolvere il compito e il governo non ebbe il coraggio di punirle per tale mancanza.
Nel maggio del 1860 il Mazzini scrisse una denuncia contro la possibilità della cessione della Sardegna alla Francia per la nascita di uno stato nazionale comprendente altri territori. Analogamente a quanto era avvenuto in precedenza per Savoia e Nizza.

### La rivolta della Gancia a Palermo

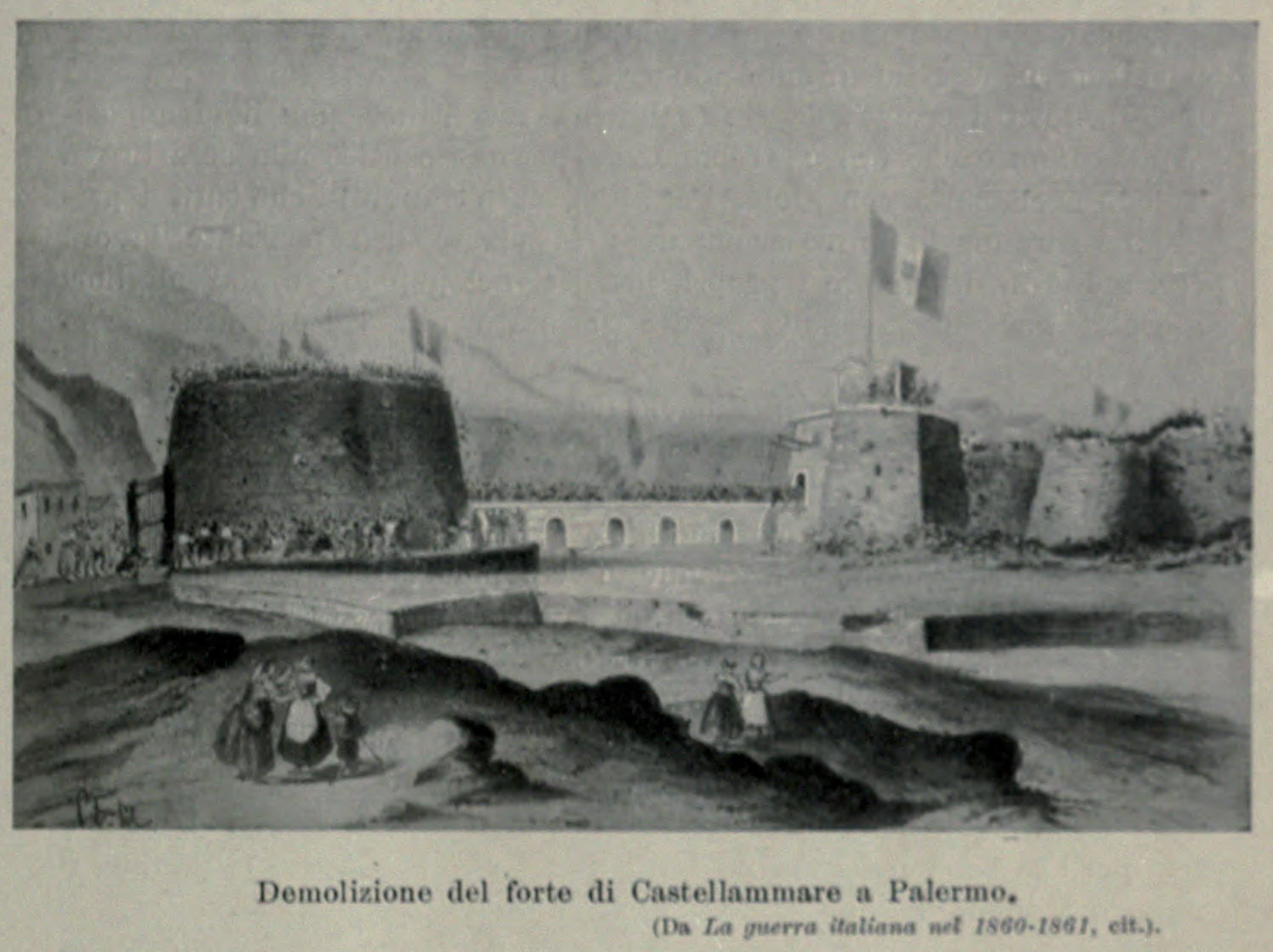
Gli arrestati dopo la rivolta della Gancia vennero richiusi nel forte Castello a Mare a Palermo, che venne in parte demolito dalla popolazione dopo l'abbandono della città da parte dei borbonici

A Palermo, il 4 aprile, si accese la fiamma della rivolta con un episodio, subito represso, che ebbe tra i protagonisti sul campo Francesco Riso e, lontano dalla scena, Francesco Crispi, che coordinò l'azione dei rivoltosi da Genova. La repressione borbonica portò a uno scontro a fuoco al convento della Gancia e dopo pochi giorni alla fucilazione in piazza di 13 rivoltosi. Nonostante il fallimento l'episodio dette il via a una serie di manifestazioni e insurrezioni nel distretto di Palermo, a Bagheria, Misilmeri, Capaci e infine a Carini, 
che divenne l'epicentro della rivolta, tenuta in vita dalla famosa marcia di Rosolino Pilo e Giovanni Corrao da Messina a Piana degli Albanesi, tra il 10 e il 20 aprile, durante la quale avvisarono coloro che incontravano lungo il percorso di tenersi pronti "…che verrà Garibaldi". Lì si riunirono con i rivoltosi provenienti da Palermo e dai circondari.
La notizia della sollevazione fu confermata sul continente da un telegramma cifrato inoltrato da Malta da Nicola Fabrizi, fondatore della Legione italica, il 27 aprile. Il contenuto del messaggio, 
non eccessivamente incoraggiante, accrebbe le incertezze di Garibaldi, fino ad indurlo a rimandare la partenza prevista per il giorno successivo, tanto che aveva già scritto ai direttori del Fondo per il milione di fucili che la spedizione era annullata. Nella delusione generale, Nino Bixio si offrì di guidare il bastimento siciliano di Giuseppe La Masa. I mazziniani esclamarono: "Garibaldi ha paura". Tale fu la delusione tra i sostenitori dell'impresa, che Francesco Crispi, che aveva decodificato il telegramma, sostenendo di aver commesso un errore, due giorni dopo ne fornì una nuova versione, comprendendo che senza il generale la spedizione sarebbe stata destinata all'insuccesso. Quest'ultima versione, molto probabilmente falsificata dal Crispi stesso, convinse il nizzardo ad annunciare la definitiva decisione di partire alla volta della Sicilia.

## La preparazione

### I dubbi di Garibaldi

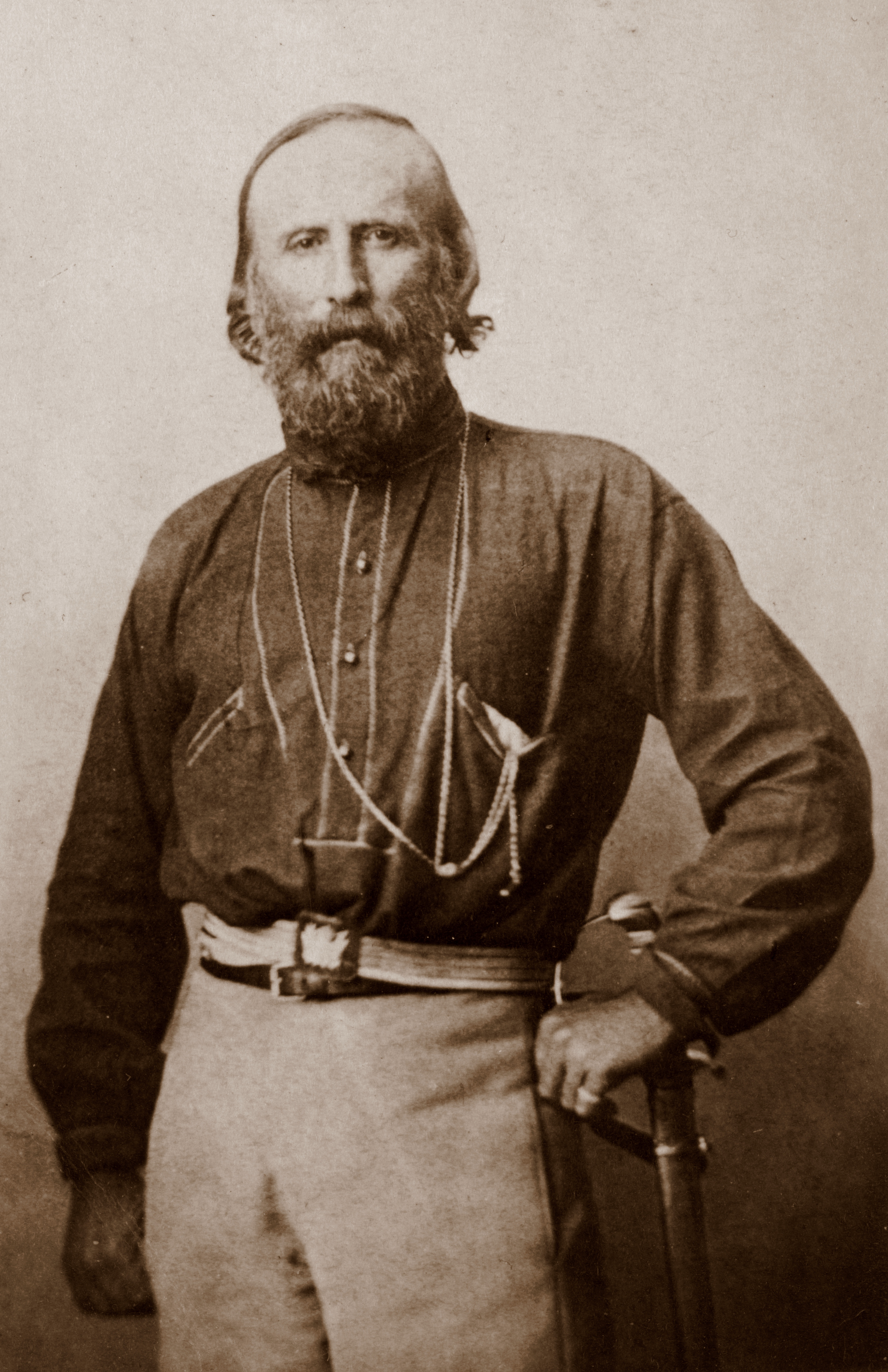
Giuseppe Garibaldi

Contrariamente a quello che si potrebbe pensare, inizialmente Garibaldi non era a favore dello sbarco in Sicilia; egli pensava, invece, di poter sfruttare il favorevole momento di giovanile entusiasmo patriottico per tentare un'invasione dello Stato Pontificio con una rapida e fulminea marcia su Roma. Impresa questa sicuramente più facile, come gli prospettavano i suoi più fidi amici, che affrontare una lunga navigazione e sfuggire al controllo delle 24 navi della Marina borbonica senza essere catturati o affondati. Inoltre in Sicilia i garibaldini avrebbero dovuto affrontare un forte esercito di 25000 soldati, senza considerare altre difficoltà, come superare lo Stretto di Messina.
( Leone Fortis, Francesco Crispi, Editore Enrico Voghera, 1895,  pp.  166.-167.)
I sostenitori dell’azione su Roma ritenevano che l'eventuale successo avrebbe avuto un contraccolpo in Francia, dando occasione ai repubblicani francesi di liberarsi dell'impero di Napoleone III, percepito come il maggiore ostacolo all’unità d’Italia.
Nel 1859 la convinzione che l’azione si dovesse svolgere nel territorio pontificio aveva indotto Garibaldi a prepararsi per una spedizione nelle Marche pontificie con Giacomo Medici, Nino Bixio e un migliaio di volontari, per partecipare alle insurrezioni che lì si stavano preparando, quando il re lo richiamò, convincendolo a desistere dall’intraprendere l’impresa, quanto mai inopportuna in quanto un attacco allo Stato Pontificio in quel momento avrebbe potuto provocare un intervento francese, austriaco o addirittura entrambi, come sostenevano Bettino Ricasoli e Urbano Rattazzi, che a loro volta avevano convinto anche Domenico Farini e Manfredo Fanti, inizialmente anche essi favorevoli all’azione di Garibaldi per un'insurrezione nelle Marche pontificie.

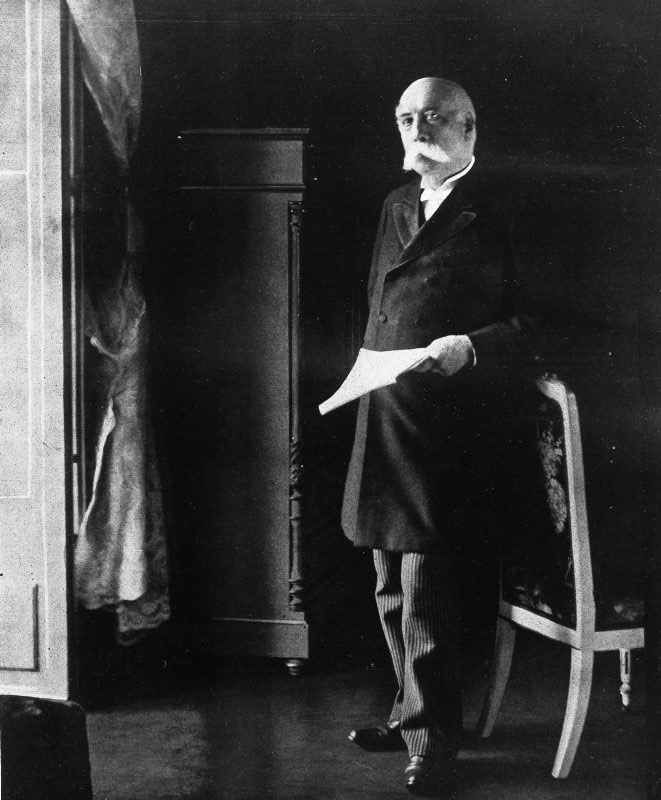
Francesco Crispi in una foto da anziano

Si riporta che nel 1854 fosse stato Mazzini a prospettare a Garibaldi, allora di ritorno dall'America con un carico di carbone, l'idea di una spedizione in Sicilia e che poi tale idea fosse stata successivamente ripresa dagli stessi siciliani. Sarebbe stato Francesco Crispi, nel 1859, a pensare concretamente a una spedizione in Sicilia per aiutare la sollevazione popolare antiborbonica nell’isola e avrebbe avuto anche un ruolo importante nel convincere Garibaldi a intraprendere la spedizione e a fugare gli ultimi dubbi sorti due giorni prima della partenza, a causa dei pericoli prospettati da alcuni fedeli del generale sulla difficoltà dell’impresa, che avrebbe potuto concludersi male come nei casi di Gioacchino Murat, Carlo Pisacane e dei fratelli Bandiera.

### La politica piemontese

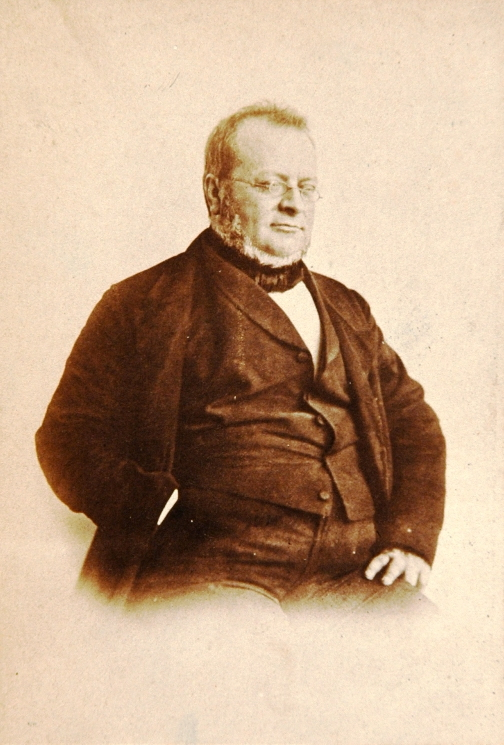
Camillo Benso, conte di Cavour (Lodovico Tuminello)

Cavour riteneva rischiosa l'idea di una spedizione, che considerava dannosa per i rapporti con la Francia, essenzialmente sospettando che l'obiettivo finale di Garibaldi fosse Roma, essendo l'imperatore dei francesi obbligato, per ragioni di politica interna, a difendere il Papa. Il conte, pertanto, si sarebbe decisamente opposto alla spedizione, ma il suo prestigio era stato scosso dalle cessioni di Nizza e Savoia, per le quali aveva avuto un forte scontro alla Camera con Garibaldi stesso, e non si sentiva abbastanza forte per manifestare il proprio dissenso.
Per di più, Garibaldi, nonostante fosse vicino agli ambienti repubblicani e rivoluzionari, era, in tale prospettiva, già da tempo in contatto con Vittorio Emanuele II. Il nizzardo, infatti, a dispetto delle sue idee repubblicane, ormai da 12 anni aveva accettato di collaborare con Casa Savoia, convinto che l'unificazione nazionale ormai fosse possibile solamente tramite il Piemonte; d'altronde, le contingenze erano tali che lo stesso Mazzini poteva scrivere: "Non si tratta più di repubblica o monarchia: si tratta dell'unità nazionale... d'essere o non essere".
Per Cavour, invece, Garibaldi, pur godendo dell'illimitata stima dell'opinione pubblica liberale italiana, era fonte di grandi preoccupazioni. Solo alla fine del 1859, infatti, questi si era recato in Romagna con l'intento di invadere le Marche e l'Umbria, rischiando di scatenare le ire di Parigi. Secondo alcuni storici, il nizzardo, però, rappresentava anche un'"opportunità", poiché attraverso di lui avrebbe potuto avere successo la sollevazione dall'interno del Regno delle Due Sicilie e "costretto" il Regno di Sardegna a intervenire per garantire l'ordine pubblico. Il conte, pertanto, decise di assumere un atteggiamento attendista e osservare l'evolversi degli avvenimenti, in modo da poter profittare di eventuali sviluppi favorevoli al Piemonte: solo quando le probabilità di un esito positivo della spedizione fossero apparse considerevoli, Cavour avrebbe appoggiato apertamente l'iniziativa.
Inizialmente Cavour aveva pensato di affidare l’impresa di una spedizione in Sicilia al nizzardo Ignazio Ribotti, in quanto Garibaldi era notoriamente legato agli ideali repubblicani e a Giuseppe Mazzini. Successivamente lo statista piemontese si convinse che Garibaldi era il più adatto a condurre un'operazione nell’isola.
In quest'ottica, il 18 aprile, in seguito ai moti anti-borbonici, Cavour inviò in Sicilia due navi da guerra: il Governolo e l'Authion. Ufficialmente i due vascelli avevano il compito di proteggere i cittadini sardi presenti nell'isola. L'effettivo incarico, però, consisteva nel valutare accuratamente le forze degli opposti schieramenti. Nello stesso tempo, il primo ministro piemontese riuscì, attraverso Giuseppe La Farina (che sarà inviato in Sicilia dopo lo sbarco, per controllare e mantenere i contatti con Garibaldi), a seguire tutte le fasi preparatorie della spedizione, finché egli stesso, il 22 aprile, non si recò a Genova per rendersi conto di persona della situazione.
A fine aprile si svolse a Torino un convegno dei patrioti italiani esuli in Piemonte che presentava l'insurrezione siciliana come una rivolta nazionale che dovesse avvenire sotto lo stesso tricolore sventolato a Firenze e a Torino. Di tale convegno venne data notizia anche a Napoli, con un articolo sul Corriere di Napoli.
Il 15 aprile 1860, su consiglio del Cavour, Vittorio Emanuele II scrisse una lettera al suo “caro cugino” Francesco II che, in caso di accoglimento, avrebbe potuto permettere la nascita di due stati indipendenti da influenze straniere con una politica nazionale condivisa.
Tenendo conto che poco prima, dopo il rifiuto di Ribotti, era stato concesso a Garibaldi di guidare una spedizione in Sicilia, il messaggio sembrava più un ultimatum, in quanto il governo sardo sapeva bene che Francesco II stava cospirando con il papato e con l’Austria per riportare la geografia politica della penisola alla situazione precedente.
(Garibaldi e i Mille, G.M. Trevelyan, pagg. 239-240)

### L'organizzazione del corpo di spedizione

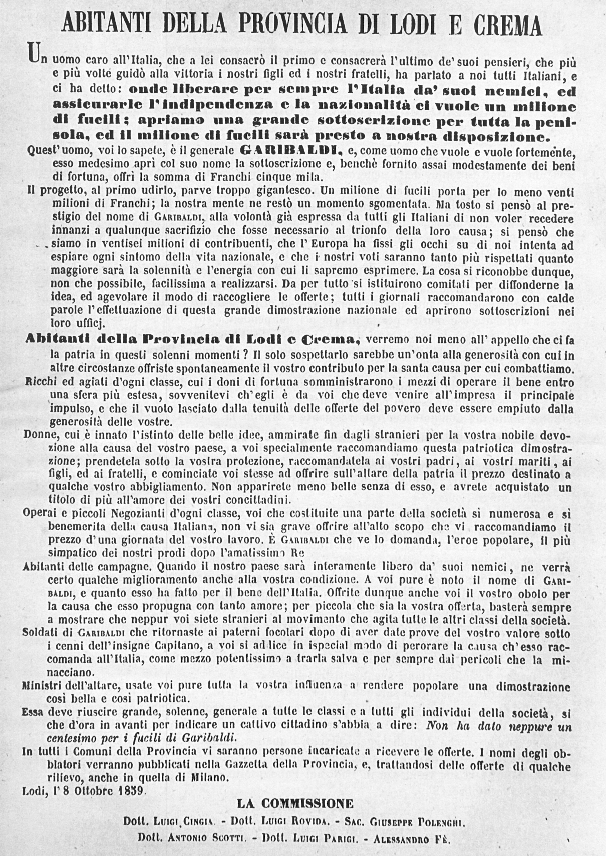
Manifesto del comitato di Lodi e Crema per la sottoscrizione nazionale "per un milione di fucili" per Garibaldi

Nel frattempo l'organizzazione della forza di spedizione era in pieno svolgimento. Garibaldi, reduce dalla brillante campagna di Lombardia con i Cacciatori delle Alpi, aveva dimostrato le proprie capacità di capo militare, affrontando con un esercito leggero, costituito da volontari, un esercito regolare. Anche per questa spedizione avrebbe fatto ricorso all'arruolamento di volontari disposti a combattere sotto la sua guida.
Nell'ottobre 1859, a seguito di un appello di Garibaldi per l'unità d'Italia, era cominciata la sottoscrizione nazionale "per un milione di fucili", sostenuta da comuni e enti nazionalisti, i quali avevano già raccolto notevoli somme: ad esempio la Camera di Commercio di Milano, facendosi voce della borghesia ambrosiana, raccolse 70 226,85 lire per l'acquisto dei fucili; secondo Del Boca, a questa raccolta fondi sono da aggiungersi le somme stanziate dal Piemonte per la spedizione, fino a un ammontare di lire 7905607 che saranno computate, a impresa terminata, nel bilancio del nuovo stato unitario. È comunque un fatto noto che il governo piemontese appoggiava la causa garibaldina e la finanziava, anche indirettamente, con fondi governativi. I denari furono consegnati da Giuseppe Finzi a Crispi, ma le carabine moderne destinate alla spedizione furono sequestrate per ordine del governatore di Milano Massimo d'Azeglio.
Oltre alla cavourriana Società Nazionale e al Fondo per il milione di fucili, sussidiato anche dal governo, che finanziarono principalmente le successive spedizioni di giugno e luglio, i finanziamenti per le spedizioni di agosto pervenivano invece dal Comitato Centrale del mazziniano Bertani e da altri partiti, per un totale di 6 201 060,13 lire, provenienti per i cinque sesti rispettivamente dalla Sicilia, in gran parte dalla Zecca di Palermo, per lire 5 106 655,45 (pari a once 416 000), altri importi per lire 201632,05 provenivano da Napoli, mentre le somme direttamente raccolte dal Comitato Bertani ammontano a lire 851 735,28.
Il 9 aprile Bixio tornò a Genova con delle istruzioni per Agostino Bertani e una lettera personale di Garibaldi diretta a Giovanni Battista Fauché, dal 1858 procuratore generale e direttore della Società di navigazione Rubattino. La lettera fu recapitata dal Bertani il 10; in essa l'Eroe dei due mondi richiedeva, per «trasportarmi in Sicilia con alcuni compagni», uno dei due piroscafi, il San Giorgio o il Piemonte, in servizio per Cagliari e per Malta; offriva per questo servizio 100 000 franchi, che il Fauché rifiutò, dicendo che «se li porti pure in Sicilia ove possono essergli necessari».
Successivamente, intorno al 24 aprile, Garibaldi richiese al Fauché la disponibilità di un secondo vapore, che il direttore confermava, mettendogli a disposizione anche il Lombardo; si trattava di due dei migliori vapori – sugli otto totali– della flotta Rubattino. I dettagli furono fissati in una riunione il 30 aprile a casa di Bertani, presenti Garibaldi, Fauché e Bixio.
Il corpo di spedizione, al momento della partenza da Quarto, era composto da 1 162 uomini. I Mille provenivano prevalentemente dalle regioni centro-settentrionali e, tra essi, non c'erano solo italiani, ma anche volontari stranieri. La provincia di Bergamo era quella che contava il numero maggiore di uomini rispetto alle altre e, in virtù di questo contributo, Bergamo è ancora oggi soprannominata la "città dei Mille". Nei mesi successivi sbarcarono in Sicilia molte altre spedizioni. La compagine aveva anche un cappellano, il sacerdote Alessandro Gavazzi, che, criticando radicalmente l'istituzione del Papato, arrivò a fondare la Chiesa libera evangelica italiana. Il più giovane del gruppo, imbarcatosi all'età di 10 anni, 8 mesi e undici giorni, assieme al padre Luigi, fu Giuseppe Marchetti, nato a Chioggia il 24 agosto 1849.

## Forze in campo

### Regno delle Due Sicilie
L’esercito borbonico era molto ben equipaggiato e armato in gran parte con fucili a canna rigata o adattati con rigatura, possedeva una buona cavalleria e ottima artiglieria, anche a canna rigata, che venne impiegata a Capua. La fanteria era armata con fucili a canna rigata di grosso calibro, mentre i “Cacciatori” erano dotati di un’arma dello stesso calibro, ma più corta. Sebbene sulla carta l'esercito borbonico apparisse come un avversario formidabile (capace di schierare oltre 60000 uomini), va tuttavia rilevato che era gravato da gravi carenze che ne compromettevano grandemente l'efficienza: in primo luogo la corruzione e il clientelismo erano praticamente endemici per quanto riguardava i quadri degli ufficiali superiori, quindi coloro che ricoprivano ruoli apicali nell'organizzazione delle truppe e nella conduzione delle operazioni erano, nel migliore dei casi, degli incompetenti, dei disonesti nel peggiore; infatti dopo i moti del 1821 e la Prima Guerra d'Indipendenza, il regime borbonico aveva compiuto delle feroci purghe che avevano portato a privarsi degli ufficiali più capaci (come quelli formatisi all'epoca del regno di Gioacchino Murat) andando a preferire la fedeltà al trono rispetto alla competenza. In secondo luogo l'esercito napoletano non aveva alcuna reale esperienza di combattimento: infatti la principale occupazione delle forze armate nel Regno delle Due Sicilie era essenzialmente il mantenimento dell'ordine pubblico, venendo principalmente impiegate nella repressione del brigantaggio e delle frequenti rivolte contadine.

### Garibaldini

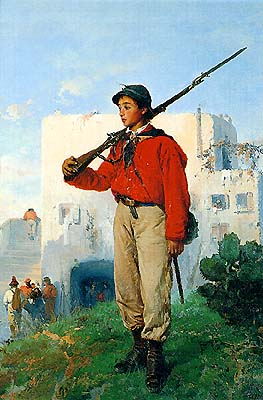
Girolamo Induno, Sentinella garibaldina

Sulla base della documentazione disponibile, gli storici hanno stimato il numero dei volontari partiti il 5 maggio 1860 da Genova in 1150, dei quali 1089 sarebbero dovuti sbarcare a Marsala, in quanto una sessantina erano stati destinati alla diversione dello Zambianchi ed alcuni avevano poi lasciato la spedizione per contrasti politici.
Lo storico Mario Menghini cita anche che a Talamone Garibaldi scartò dagli effettivi un centinaio di volontari non ritenuti idonei per vari motivi e per questioni di spazio a bordo.
I volontari dismessi fecero quindi ritorno a Genova anche via Livorno (Supplemento al Movimento del 13 maggio 1860); secondo tale dato, il numero dei volontari partiti da Talamone dovrebbe pertanto essere sceso a meno di 1000
Ai volontari ripartiti da Talamone qualcuno si era aggregato a Porto Santo Stefano, nascondendosi nelle stive. A Porto Santo Stefano furono respinti molti militari che avrebbero voluto unirsi alla spedizione. Le difficoltà di stabilire il numero dipendono anche dal fatto che non sempre i volontari si presentavano con il proprio vero nome e a fine campagna molti non seppero o non vollero essere riconosciuti nell'elenco ufficiale, oltre a quelli caduti dei quali non si conosceva con esattezza l'identità.
Si ritiene che, prima dello scioglimento dell'Esercito meridionale, il numero totale dei garibaldini avesse raggiunto i 50000 Occorre però considerare che l’Esercito garibaldino, anche se ispirato alle norme del regolare Corpo dei Cacciatori delle Alpi, era composto di volontari, anche stranieri, organizzati autonomamente in maniera spesso improvvisata; pertanto le ricostruzioni da parte degli storici, basate solo su documenti, possono incontrare falsi, in quanto la formazione dei reparti e la loro consistenza erano variabili e non sempre documentate come in un esercito regolare, anche per mancanza di tempo e di personale dedicato.
Il modo di combattere dei garibaldini venne descritto da un amico intimo di Garibaldi, il capitano inglese C.S. Forbes, R.N., che, arrivato alcuni giorni dopo la battaglia di Milazzo, così scrisse:
...Un moschetto o una carabina, sessanta cariche, una fiaschetta per l'acqua e per lo più una bisaccia vuota, ecco tutto il bagaglio di un garibaldino.»
(Garibaldi e la formazione dell'Italia - Appendice E - capo V - pag. 389 - (Forbes 92) di G.M. Trevelyan)

## Svolgimento

### La partenza

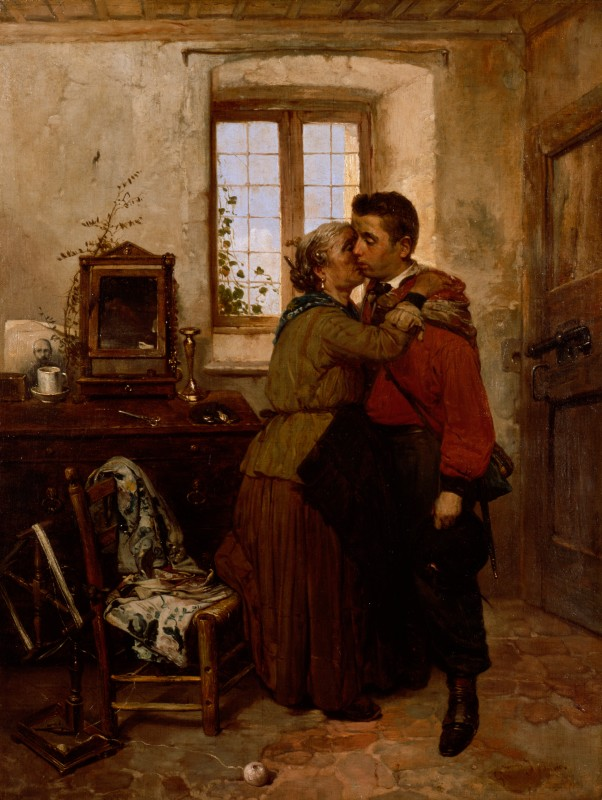
Gerolamo Induno: La partenza del garibaldino

Nella notte fra il 5 e 6 maggio, sotto il comando di Bixio, un gruppo di garibaldini si impadronì delle due navi, simulando il furto, come da accordi e segretamente sorvegliati dalle autorità piemontesi. Molti volontari, dopo una lunga attesa, partirono su scialuppe dallo scoglio di Quarto per raggiungere i due vapori. Garibaldi, impaziente, si era fatto portare al porto e lì si imbarcò. Altri volontari si imbarcarono alla foce del Bisagno.
A spedizione conclusa, alla società di navigazione Rubattino sarà anche riconosciuta, con decreto dittatoriale di Garibaldi del 5 ottobre 1860, la somma di 1,2 milioni di lire come risarcimento per la perdita del Piemonte e del Lombardo, valutati 750 000 lire, e del piroscafo Cagliari, valutato 450 000 lire (che era stato adoperato per la fallita spedizione di Pisacane nel 1857 e poi restituito all'armatore dal governo borbonico).
Subito dopo la partenza della spedizione, Fouché avvisò le autorità portuali della scomparsa delle due navi e contemporaneamente garantì che il servizio postale, in appalto alla Rubattino, non sarebbe stato interrotto. Il "furto" provocò una riunione d'urgenza dei soci e dei creditori della Rubattino, che il 7 maggio indirizzarono una protesta al governo sardo ritenuto colpevole di negligente sorveglianza e quindi responsabile del danno ricevuto dalla società, che finanziariamente non era in buona salute. Il Fauché rifiutò (a lui sarebbe spettato, quale direttore generale, di protestare ufficialmente e di sporgere denuncia per il furto); il fatto di aver abusato della sua posizione portò poche settimane dopo al suo licenziamento.
L'episodio ebbe anche uno strascico polemico, in quanto il Fauché fece pubblicare sui giornali genovesi una lettera scrittagli dal Bertani in cui questo si rammaricava della sua estromissione dalla Rubattino accusando, senza nominarlo, l'armatore di «non capire che per formare la grande Società della Nazione, deve sacrificarsi qualunque società privata»; Raffaele Rubattino si difese scrivendo il 23 giugno a Giacomo Medici, chiedendogli che difendesse presso Garibaldi e i conoscenti il suo buon nome di patriota. La polemica tra il Rubattino e il Fauché su chi aveva il merito patriottico di aver fornito le navi ai Mille sarebbe continuata negli anni a venire.
A eccezione delle prime due navi, Piemonte e Lombardo, che non potevano fare scalo in Sardegna per espressa disposizione di Cavour, a partire dalla Spedizione Medici tutte le spedizioni successive fecero scalo a Cagliari per rifornirsi prima di continuare il viaggio verso le coste della Sicilia.

### Il viaggio

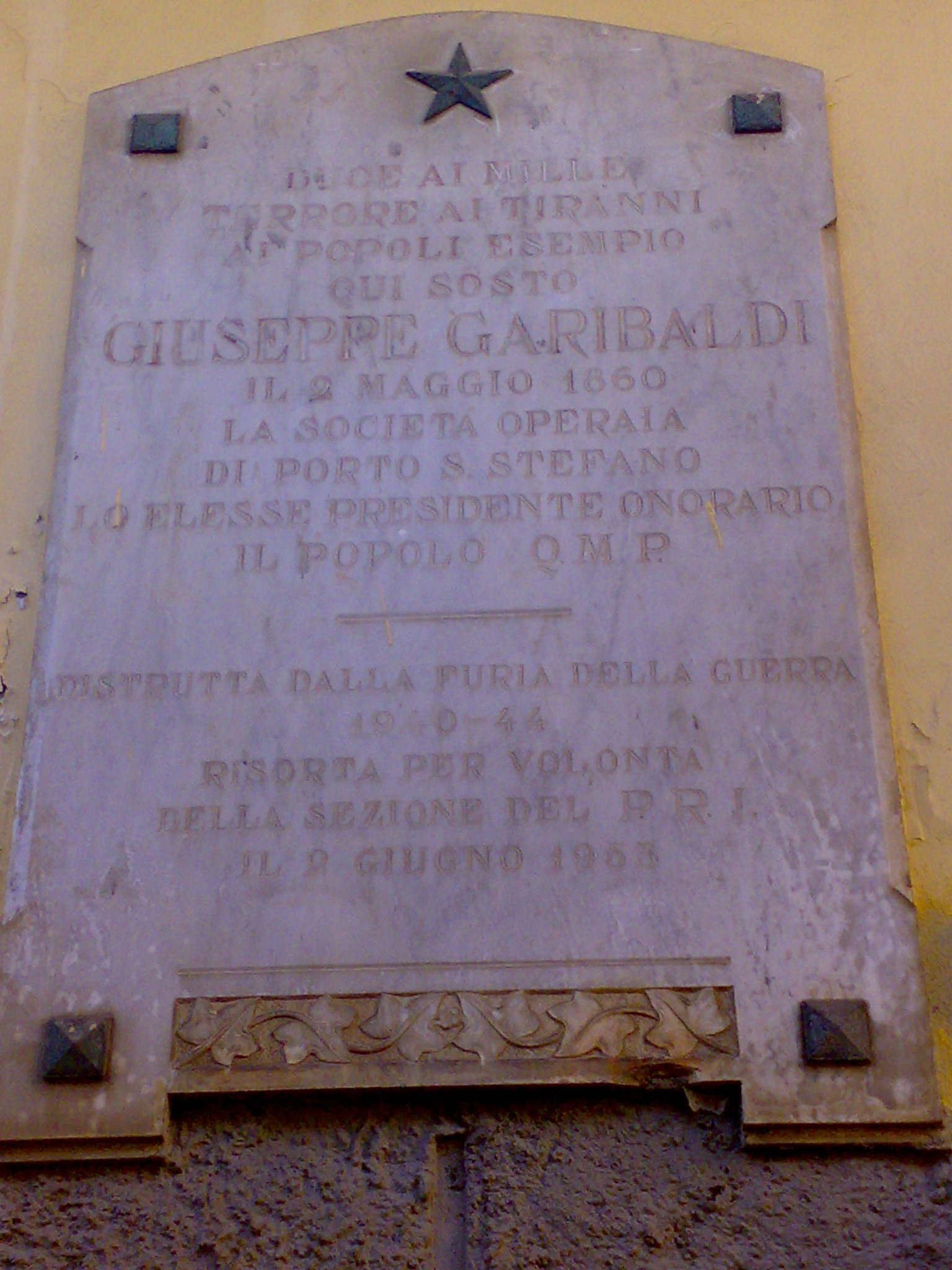
Targa in ricordo della sosta dei Mille a Porto Santo Stefano il 9 maggio 1860

I volontari, che al momento della partenza ammontavano sembra a 1162, erano armati di vecchi moschetti (a canna liscia) e privi di munizioni e polvere da sparo. Infatti, i due vapori piemontesi avrebbero dovuto incontrarsi nella notte con alcune scialuppe che avevano il compito di rifornirli, ma non vi riuscirono a causa di misteriose e controverse circostanze. Da ciò conseguì la decisione di Garibaldi di compiere una sosta il 7 maggio a Talamone; al largo nei pressi di Piombino aveva atteso l'arrivo dei vapori, la tartana Adelina con una settantina di volontari livornesi al comando di Andrea Sgarallino.
Il numero ed il nome esatto dei volontari partiti è controverso e nel tempo sono stati redatti vari elenchi ufficiali. 
Durante la sosta a Talamone, Garibaldi ordinò al colonnello Callimaco Zambianchi a 64 volontari e ai livornesi di Andrea Sgarallino di distaccarsi dalla spedizione per tentare un'insurrezione nello Stato Pontificio evitando la guarnigione francese nel Lazio. In caso di successo, il gruppo di circa 200 volontari avrebbe dovuto proseguire verso est e poi verso sud, facendo credere che l'attacco garibaldino veniva effettuato su più fronti e quindi provocare un teorico spostamento di forze borboniche verso il nord del Regno delle Due Sicilie, per facilitare l'azione di Garibaldi in Sicilia. L'azione si concluse con un rapido fallimento, il ritiro dai territori papali e l'arresto di Zambianchi, che sarà successivamente liberato e lasciato partire per il Sudamerica. Oltre ai 64 volontari staccatisi dal gruppo, 9 mazziniani, convinti repubblicani, abbandonarono la spedizione quando compresero che si sarebbe combattuto per la monarchia sabauda, mentre i restanti 1089 proseguirono nel viaggio, con la disposizione, incrociando altre navi, di mostrare solo l'equipaggio, nascondendo quindi alla vista i volontari imbarcati. Le due navi di notte ebbero l'ordine di navigare vicine.
Secondo altra fonte a Talamone Garibaldi lasciò a terra anche un centinaio circa di volontari, alcuni dei quali ammalati ed altri riformati, perché lo spazio a bordo non bastava per tutti. . Pertanto il numero di 1.081 o 1.089 volontari effettivamente partiti andrebbe ridotto a meno di 1.000.
Tra Talamone e Orbetello, Garibaldi recuperò, oltre alle munizioni, tre vecchi cannoni, un centinaio di moschetti Enfield e una colubrina, presso le guarnigioni della Regia Armata Sarda di stanza nelle fortificazioni toscane.
Durante lo scalo decine di bersaglieri, artiglieri e militi della guardia di finanza delle guarnigioni di Orbetello dettero l’assalto alle navi per partecipare alla spedizione, ma Garibaldi, che aveva dato la sua parola sul fatto che non avrebbe accettato soldati dell’esercito italiano, fece scendere tutti, tranne alcuni (4 o 5) che riuscirono a nascondersi nelle stive , tra cui Francesco Bidischini.
Non trovando carbone ad Orbetello, una seconda sosta fu effettuata il 9 maggio, nel vicino Porto Santo Stefano, per rifornimento di carbone e acqua potabile, elementi senza i quali non sarebbero mai arrivati a Marsala. Mentre le due navi erano alla fonda nella rada di Porto Santo Stefano, Garibaldi dette forma e consistenza al suo piccolo esercito, nominò i comandanti e gli ufficiali, assegnò compiti e incombenze, distribuì armi e munizioni.
Negli stessi giorni, il 7 e l'8 maggio, il comandante della marina sarda Carlo Pellion di Persano, alla guida di una divisione composta da tre pirofregate, aveva ricevuto da Cavour, tramite il governatore di Cagliari, l'ordine di arrestare la spedizione dei Mille solo se i legni di Garibaldi avessero fatto scalo in un porto della Sardegna, ma di non inseguirli se fossero stati incrociati in mare. L'11 maggio, in seguito alla richiesta del Persano di ricevere conferma degli ordini ricevuti, il conte di Cavour rispose con un telegramma, ribadendo le disposizioni del governo piemontese. Oltre ai legni piemontesi, altre imbarcazioni solcavano le acque del Tirreno: infatti, il contrammiraglio George Rodney Mundy, vicecomandante della Mediterranean Fleet della Royal Navy, aveva ricevuto ordine, dal suo governo, di assumere il comando del grosso delle unità navali della sua flotta e di incrociare nel Tirreno e nel canale di Sicilia, effettuando frequenti scali nei porti delle Due Sicilie, oltre che a scopo intimidatorio e di raccolta di informazioni, anche al fine di attenuare la capacità di reazione borbonica, anche se tale supposta presenza dissuasiva non ebbe particolare effetto, in quanto i circa 1000 del gruppo garibaldino Corte, partito da Genova nella notte tra l'8-9 giugno e in navigazione sulle navi Utile e Charles and Jane, vicini a Capo Corso erano stati intercettati e catturati dalla Marina borbonica, che li aveva condotti a Gaeta e successivamente rilasciati. I circa 1000 del gruppo Corte si imbarcheranno di nuovo per il Sud il 15 luglio sulla nave Amazon.

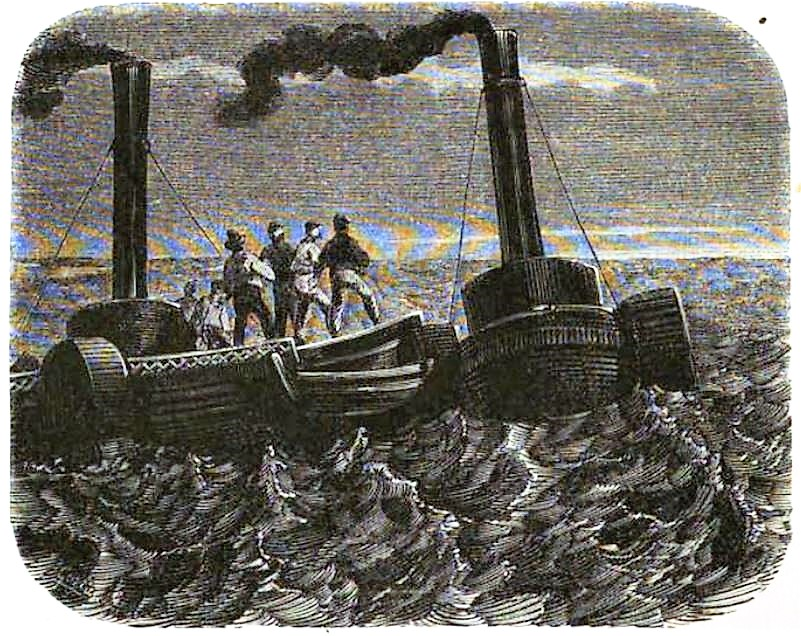
Immagine caricaturale della mancata collisione tra Piemonte e Lombardo

La navigazione procedette senza problemi l’8 e il 9 maggio, ma nella notte tra il 9 e il 10 in avvicinamento alla Sicilia, Garibaldi decise di navigare coperto dalle isole di Marettimo e di Favignana per poi sbarcare nel punto che era più adatto. Il Piemonte rallentò per attendere il Lombardo più arretrato e avvertire Bixio dell’operazione, ma a quel punto si presentò una situazione pericolosa, perché a nord e a ponente si vedevano i fanali rossi della flotta nemica; Garibaldi diede l’ordine di spegnere tutte le luci di bordo e di fare silenzio per evitare che il Piemonte fosse individuato. Mentre il Lombardo si avvicinava all'isola di Marettimo intravide la massa scura del Piemonte a luci spente e, scambiandola per una nave nemica, puntò verso di essa alla massima velocità, in quanto, in caso di incontro con nave nemica, Garibaldi aveva in precedenza dato ordine di gettarsi all’abbordaggio. Questo non avvenne, anche perché Augusto Elia al timone riconobbe il suono della campana del Piemonte, avvisando prontamente Bixio e dal Piemonte si levò la voce di allarme di Garibaldi:
(Crispi, pp. 174-175.)
 Da quel momento le due navi navigarono assieme. Sulle modalità di svolgimento del mancato incidente esistono anche altre versioni.
La partenza aveva provocato proteste diplomatiche a Torino: il Canofari, inviato straordinario e ministro plenipotenziario del Regno delle Due Sicilie, informava minuziosamente di quanto succedeva a Genova il suo governo a Napoli, che aveva forti sospetti per la precedente presenza davanti a Palermo delle navi piemontesi Authion e Governolo. Il ministro protestò per la spedizione con Luigi Carlo Farini, appoggiato dai rappresentanti di Russia e Prussia a Torino. Anche il francese Talleyrand, incaricato dal suo ministro degli esteri Édouard Thouvenel, richiamò il Cavour sulle responsabilità alle quali andava incontro il governo sardo nei confronti del Regno delle Due Sicilie. Solo l'Inghilterra non si allineò al generale coro degli stati europei contro la spedizione, alimentando la convinzione di Parigi che la spedizione garibaldina fosse favorita dal console inglese a Genova.

### L'arrivo in Sicilia

#### Lo sbarco a Marsala

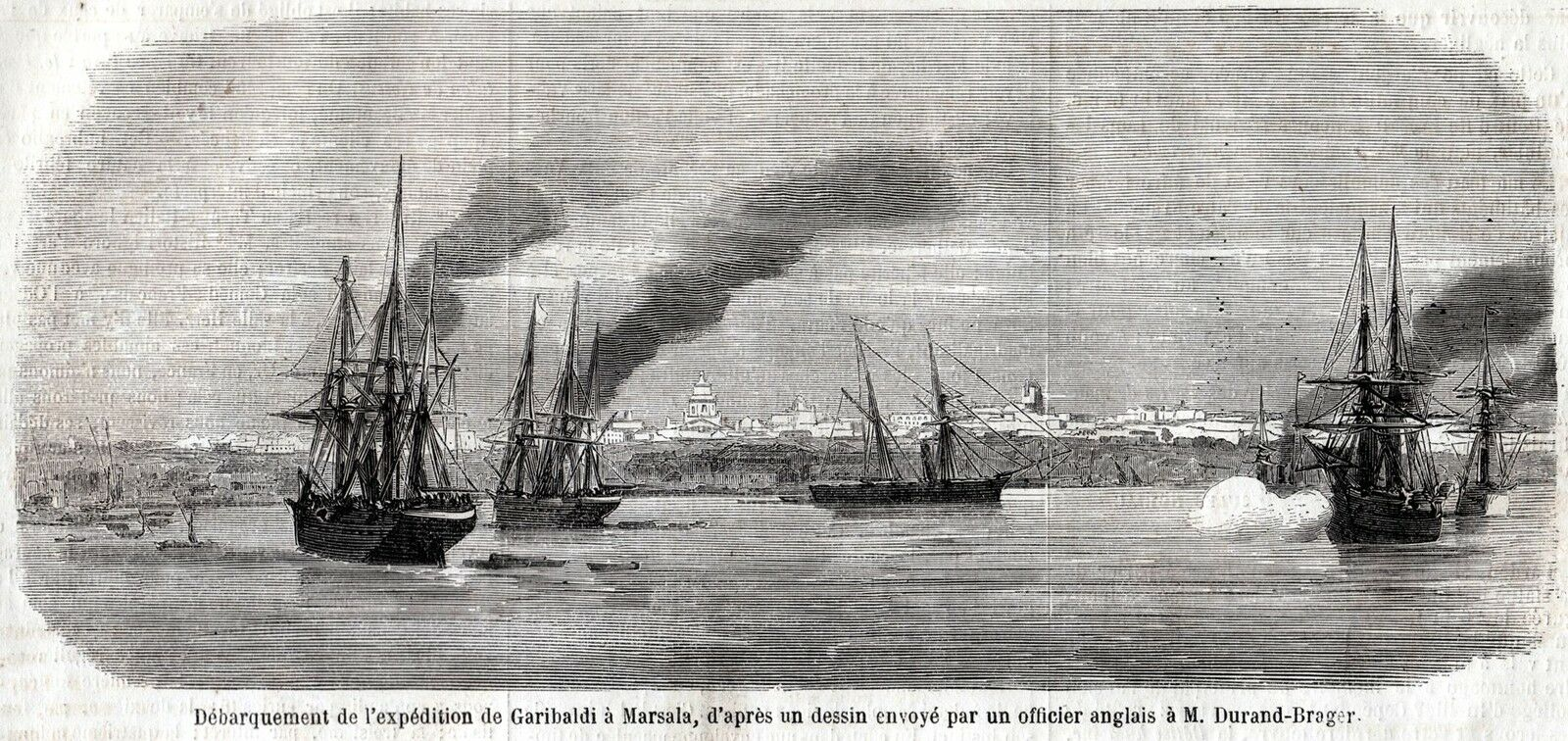
Lo sbarco dei Mille a Marsala da un disegno di un ufficiale osservatore a bordo di una nave inglese

I due vapori, per evitare navi borboniche, avevano seguito una rotta inconsueta, che li aveva portati fin quasi sotto le coste tunisine. Su tale rotta vicino alle coste tunisine è stato però osservato che il mattino dell'ultimo giorno di navigazione, alla velocità del Lombardo di 7 miglia orarie e dopo 40 ore di navigazione, i due vapori non potevano trovarsi a più di 280 miglia dalla partenza dall'Argentario e quindi circa all'altezza delle isole Egadi o a ovest delle stesse, ad almeno 70 miglia dal Capo Bon, senza considerare i ritardi e le soste.
I Mille, intenzionati a volgere verso Sciacca, dopo avere escluso Porto Palo, tra Selinunte e Sciacca, per basso fondale e difficoltà di sbarco, e anche per le informazioni fornite da Calogero Amato Vetrano, che informava Garibaldi per l'appunto che a Sciacca uno sbarco sarebbe stato molto difficile dato che erano presenti numerosi centri Borbonici, questo portò quindi i Mille a puntare a Marsala, poiché informati dagli equipaggi di un veliero inglese e di una paranza da pesca siciliana di padron Strazzeri che il porto della città non era protetto da vascelli borbonici. L'assenza di borbonici convinse Garibaldi a dirigersi verso Marsala, dove i vapori piemontesi giunsero nelle prime ore del pomeriggio. Secondo un'affermazione di Francesco Crispi, pronunciata a Palermo in occasione del 25º anniversario della spedizione, il cambiamento del punto di sbarco sarebbe stato dovuto al fatto che "una spia era penetrata nelle nostre file, e il governo di Napoli n'era stato informato".

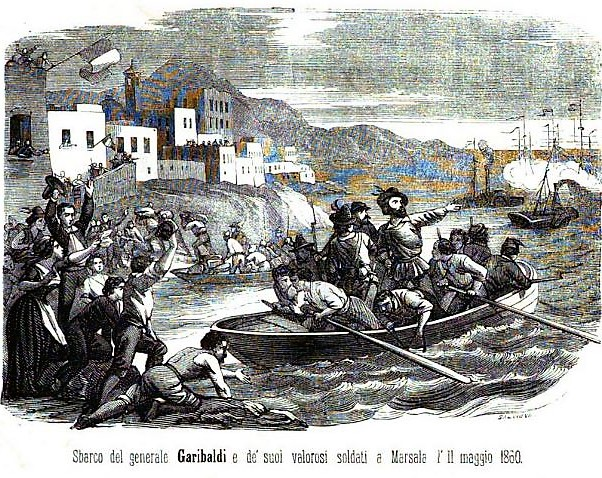
Garibaldi sbarca a Marsala

Lo sbarco dei garibaldini fu favorito da diverse circostanze, come la presenza nel porto di Marsala di due navi da guerra della Royal Navy, giunte per proteggere le imprese inglesi della zona, come i magazzini vinicoli Woodhouse e Ingham e che finì per condizionare l'operato della Real Marina del Regno delle Due Sicilie e il ritardo con cui le navi da guerra borboniche giunsero nelle acque marsalesi, da cui conseguì un'azione difensiva tardiva e sterile.
Secondo quanto affermato dallo storico inglese George Macaulay Trevelyan nel suo libro ‘'Garibaldi e i Mille'’, le due navi inglesi Argus e Intrepid non fecero nulla per aiutare Garibaldi, né avrebbero potuto perché avevano le caldaie spente ed erano ormeggiate al largo, con i loro comandanti Marryat e Winnington-Ingram a terra assieme a parte dell'equipaggio.
La neutralità della marina inglese fu confermata durante la battaglia di Palermo, quando Garibaldi, rimasto quasi privo di polvere da sparo, la richiese inutilmente ai comandanti delle flotte da guerra ormeggiate al largo della città.
A conferma di quanto sopra c'è anche il fatto che a Palermo nel 1885, in occasione del 25° dello sbarco a Marsala, lo stesso Crispi affermò che la meta iniziale di sbarco era Sciacca e che però Garibaldi mutò il punto di sbarco dapprima fissato, perché "una spia era penetrata nelle nostre file, e il Governo di Napoli ne era stato informato" .
Inoltre i comandanti borbonici, ignorando le segnalazioni dei servizi di informazione napoletani, appena un giorno prima dello sbarco avevano fatto rientrare a Palermo le colonne del generale Letizia e del maggiore d'Ambrosio per far fronte al pericolo d'insurrezione nella capitale siciliana. Questo cambiamento, però, fu fatale, in quanto, al momento dello sbarco, non vi erano truppe di terra né a Marsala né nei dintorni.
I garibaldini lasciarono Marsala e si inoltrarono rapidamente verso l'interno. A loro si unirono, già il 12 maggio, 200 volontari siciliani comandati dai fratelli Sant'Anna.
Il 13 maggio a Rampingallo la spedizione si organizzò in due battaglioni: 1º battaglione di Bixio e 2º battaglione di Carini, passando in totale da 8 a 9 compagnie, creando la 9ª compagnia, con aggregati i carabinieri genovesi, comandata da Griziotti, mentre La Masa partì, accompagnato da Buscaino e Curatolo, in cerca di volontari siciliani, lasciando il comando della 4ª compagnia al trapanese Mario Palizzolo; anche il calabrese Stocco lasciò il comando della 3ª compagnia allo Sprovieri; l'artiglieria era comandata da Orsini, che aveva aggregati anche la compagnia marinai del Castiglia.

#### Proclamazione della Dittatura

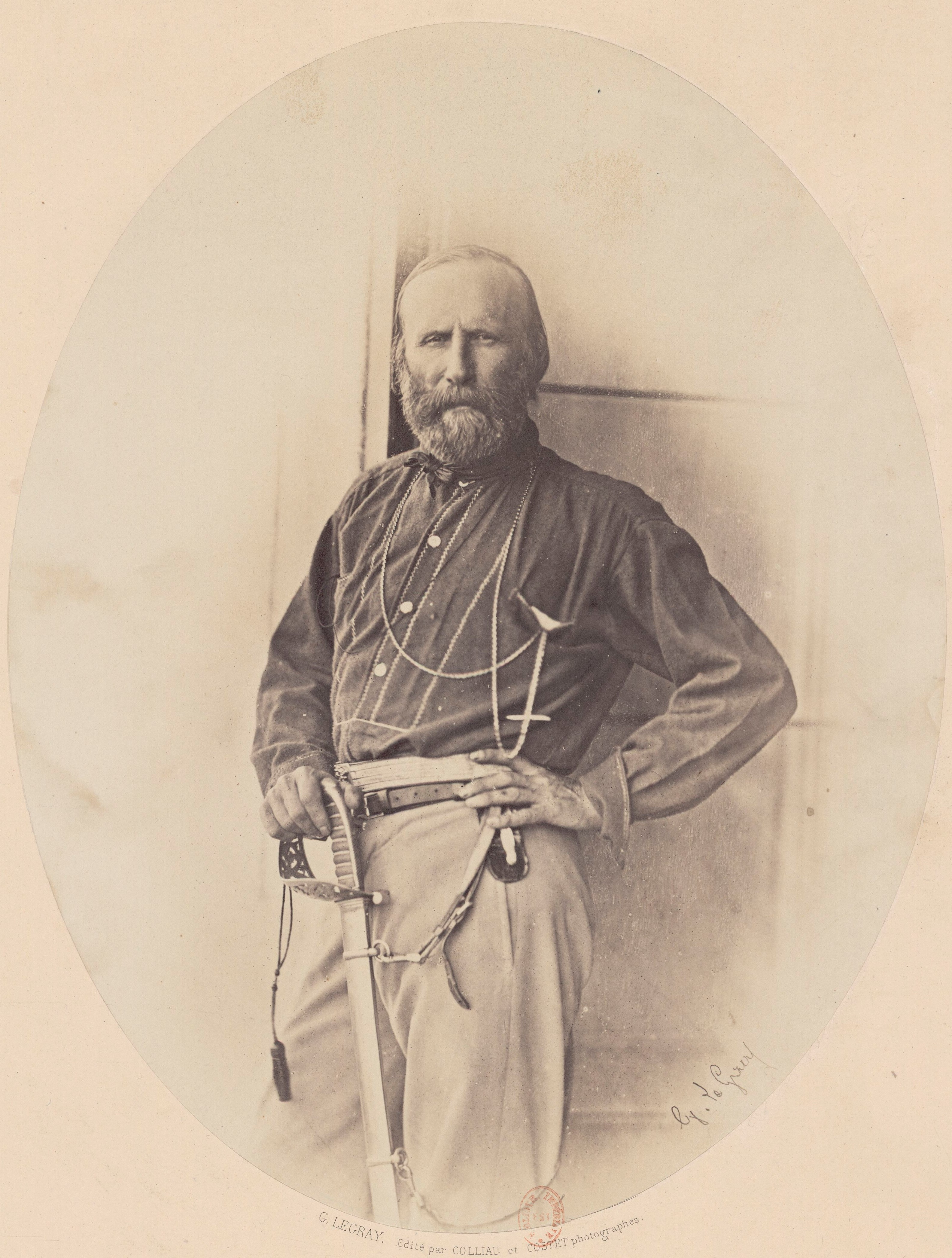
Garibaldi fotografato a Palermo nel luglio 1860

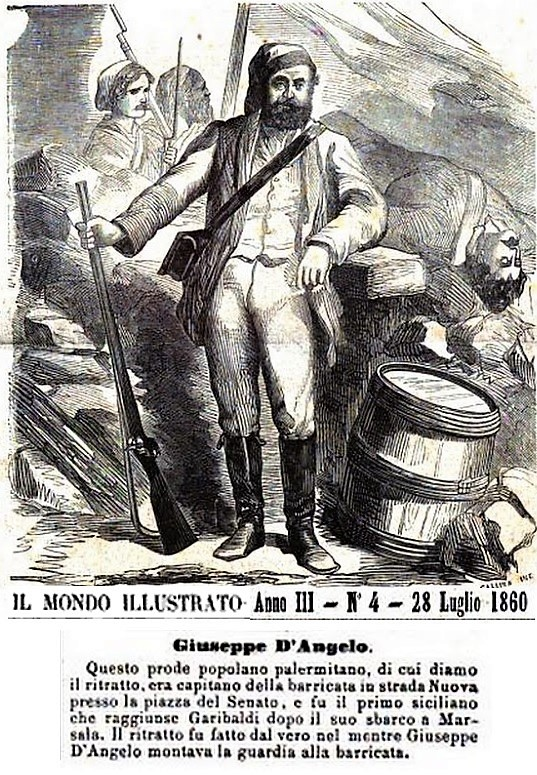
Giuseppe d'Angelo, patriota palermitano

Il 14 maggio a Salemi Giuseppe Garibaldi dichiarò di assumere la Dittatura della Sicilia in nome di Vittorio Emanuele II; tutta l'iniziativa garibaldina si mosse sotto il motto "Italia e Vittorio Emanuele". Il 17 Francesco Crispi venne nominato primo Segretario di Stato.
Il decreto seguente, opera di Crispi, è il primo atto in cui Vittorio Emanuele II viene definito "Re d’Italia".
Giuseppe Garibaldi, comandante in capo dell’esercito nazionale in Sicilia: dietro l’invito dei principali cittadini e quello dei comuni liberi dell’Isola;
considerando che in tempo di guerra è necessario che i poteri civili e militari siano concentrati nella stessa mano: 
DECRETA 
Che egli prende, in nome di Vittorio Emanuele Re d’Italia la dittatura di Sicilia.  

Salemi 14 maggio 1860. Giuseppe Garibaldi»
Lo stesso giorno Garibaldi emise un altro decreto, controfirmato da Crispi, che istituiva la nuova milizia siciliana, comprendente tutti i siciliani atti alle armi dai 17 ai 50 anni di età, decreto che però risulterà di non agevole applicazione.
A Salemi Garibaldi incontrò Fra Pantaleo, che si unì alla spedizione garibaldina diventando poi amico di Garibaldi e suo grande elemosiniere.

#### La battaglia di Calatafimi

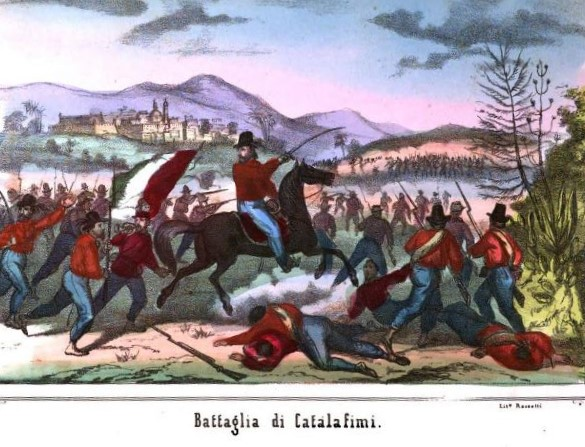
Per tradizione, come per lo sbarco di Marsala, i garibaldini vengono raffigurati tutti con la camicia rossa, anche se la sua adozione in massa avvenne solo dopo la presa di Palermo; inizialmente era solo una minoranza a indossarla

I Mille, affiancati da 500 "picciotti", ebbero un primo scontro il 15 maggio 1860 nella battaglia di Calatafimi contro circa 3000 soldati borbonici guidati dal generale Francesco Landi.
Lo scontro si svolse fuori dall'abitato in una località che i memorialisti dell'epoca riportarono come "Pianto Romano" e si risolse in ripetuti assalti alla baionetta dei garibaldini che superarono le successive linee di difesa dei borbonici attestati su terrazzamenti agricoli di un colle. Tanti gli episodi tramandati dall'epica risorgimentale, tra cui l'eroico gesto con il quale Augusto Elia salvò la vita al generale Garibaldi, riportando una grave ferita al volto.
Sconfitte le truppe borboniche, queste si ritirarono verso l'abitato di Calatafimi. La notizia della vittoria garibaldina si diffuse rapidamente nell'area, spesso accompagnata da mirabolanti narrazioni, fomentando la rivolta nella popolazione siciliana. Ad Alcamo, sulla via per Palermo, le truppe borboniche furono attaccate dai siciliani che sparavano dalle case e dai balconi e come rappresaglia i soldati incendiarono molte case. A Partinico la popolazione si ribellò al tentativo di requisizione forzata di beni e viveri da parte dei soldati in ritirata con una sanguinosa rivolta popolare.
Alla notizia della sconfitta di Calatafimi, Francesco II chiese al generale Filangeri di riprendere servizio, ma costui si rifiutò; il re, con una cerimonia ufficiale, depose ai piedi della statua di San Gennaro lo scettro e la corona, nominando il santo re di Napoli e implorando invano il miracolo della liquefazione del sangue; dietro suggerimento della consorte cominciò a considerare di concedere la costituzione, e cominciò a sondare l'opinione di padre Borelli, influente cappellano di corte, ricevendo una netta risposta negativa. 

#### Attacco e insurrezione di Palermo

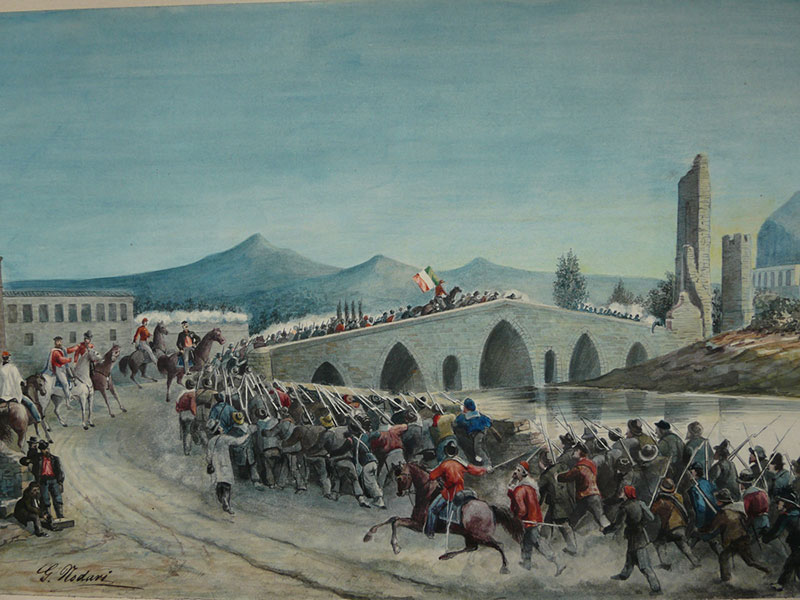
Attacco dei Mille al ponte dell'Ammiraglio in un acquerello di Giuseppe Nodari (uno dei Mille)

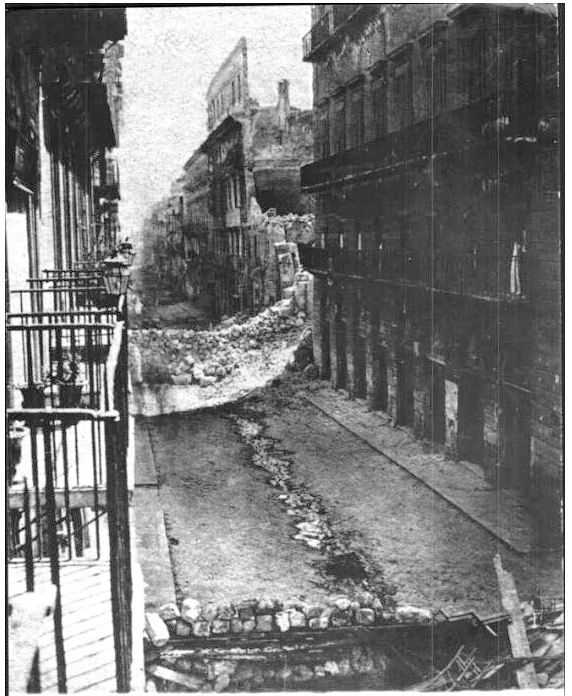
Fotografia di una strada di Palermo dopo i combattimenti: sono visibili le barricate e gli edifici distrutti dal bombardamento borbonico

Dopo la battaglia di Calatafimi Garibaldi puntò su Palermo passando da Alcamo e Partinico. Tuttavia il 19 maggio, arrivato a Pioppo presso Monreale e ormai vicino a Palermo, decise di ripiegare per l'interno passando da Altofonte e retrocedendo fino a Piana degli Albanesi. In questa sorta di ritirata, resa più dura da un temporale, i garibaldini, intercettati da truppe regie, rischiarono di subire una sconfitta, ma tutto si risolse in piccole scaramucce. Garibaldi decise anche di mandare verso Corleone una colonna con l'artiglieria, al comando di Vincenzo Orsini, cercando di ingannare il nemico. Dopo queste manovre diversive verso l'interno, di cui oggi non è semplice comprendere le ragioni, i garibaldini arrivarono a Gibilrossa tra Misilmeri e Belmonte Mezzagno, dove complessivamente con oltre 3200 siciliani delle squadre raggiungevano il numero di 4000 uomini. Di lì i garibaldini e i volontari siciliani, per strade secondarie scesero verso la costa e il 27 maggio giunsero a Palermo e si apprestarono a entrare in città, attraverso il Ponte dell'Ammiraglio e la Porta Termini presidiata dai militari borbonici. Dopo un duro scontro, le truppe reali abbandonarono il campo e rientrarono a Palermo. Una colonna di garibaldini attraversò la Porta Termini e entrò in città; un'altra colonna attraversò con minori difficoltà la Porta Sant'Antonino.
Negli scontri per l'ingresso in città cadeva l'ungherese Lajos Tüköry, mentre furono feriti, fra gli altri, Benedetto Cairoli, Stefano Canzio e Nino Bixio.

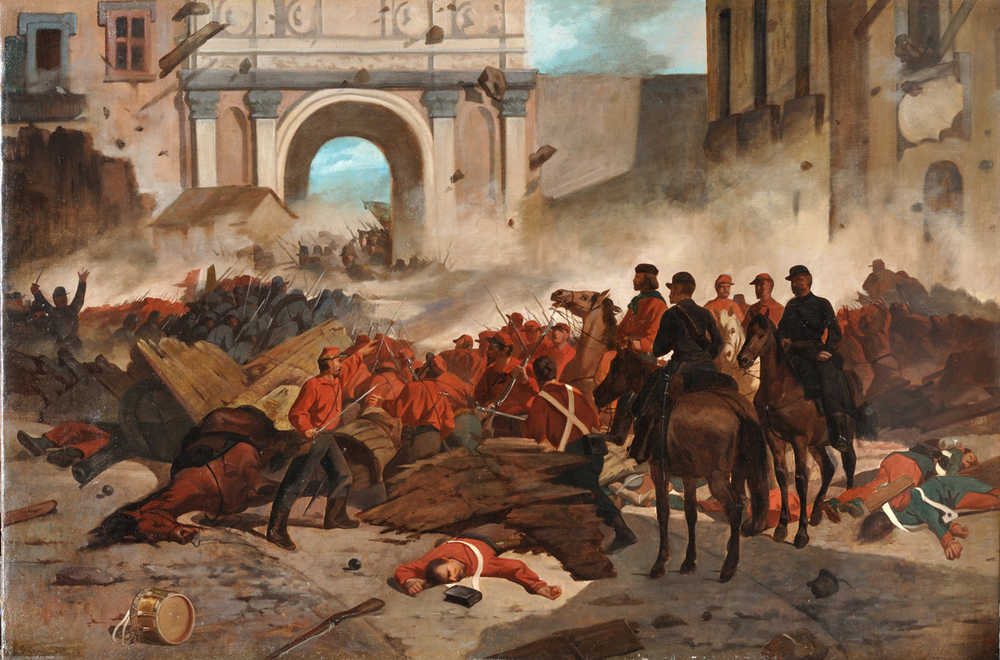
Fattori, Garibaldi a Palermo

Aiutati dall'insurrezione di Palermo, tra il 28 maggio e il 30 maggio i garibaldini e gli insorti, combattendo spesso strada per strada, conquistarono tutta la città, nonostante il bombardamento indiscriminato condotto dalle navi borboniche e dalle postazioni presenti presso il piano antistante il Palazzo dei Normanni e il Castello a Mare. Il 29 maggio si ebbe un deciso contrattacco delle truppe regie che, però, venne arginato.
Il giorno 30 maggio i borbonici, asserragliati nelle fortezze lungo le mura, chiesero un armistizio. Garibaldi, ormai padrone della città, si proclamò "dittatore", nominando un governo provvisorio in cui risaltava il ruolo di Francesco Crispi.
Dopo un armistizio dal 30 maggio al 3 giugno, il giorno 6 giugno le truppe che difendevano il capoluogo siciliano capitolarono in cambio del permesso di lasciare la città, chiedendo l'onore delle armi, che Garibaldi concesse in quanto anch'essi italiani; nel trattarli così, poté dire di aver riportato un'altra vittoria.
Uno dei primi atti di Garibaldi fu l'emanazione del decreto del 28 maggio con il quale disponeva che le terre dei demani comunali (e, in mancanza di queste, quelle appartenenti al demanio statale) fossero divise tra i contadini nullatenenti che avessero combattuto ai suoi ordini come volontari.
In quei giorni il porto di Palermo divenne un affollato crocevia dei più disparati personaggi, compresi molti cronisti di giornali inglesi e americani, tra cui l'ungherese naturalizzato britannico Nándor Éber, corrispondente del Times, che entrò a far parte dei Mille con il grado di colonnello. Il 30 maggio sbarcò dal suo panfilo personale Alexandre Dumas, con armi e champagne, accompagnato dal massone Giustiniano Lebano. Il 6 giugno arrivò Giuseppe La Farina, inviato da Cavour, che temeva una possibile influenza dei mazziniani. La Farina avrebbe dovuto, nel desiderio di Cavour, prendere il controllo politico della situazione a favore del Regno di Sardegna, ma non trovò al momento un'accoglienza favorevole. Lascerà nelle lettere di quei giorni severi giudizi sui garibaldini e il governo dittatoriale e continuerà a complottare per l'immediata annessione, fino alla sua espulsione dall'isola.
Nel frattempo il 31 maggio il re Francesco II convocò un Consiglio dei ministri in cui fu deciso di chiedere la mediazione di Napoleone III.
Michele Amari, osservatore definito imparziale, moderato e cavourriano, rientrato in Sicilia il 3 luglio 1860, così descriveva la situazione a Palermo:
Se hanno continuato fino a pochi giorni addietro ad ammazzare qualche birro, sai bene che il caso è eccezionale dopo tante infamie. 

È male al certo, ma non prova punto l'anarchia.»
(Garibaldi e la formazione dell'Italia - appendice D - G.M. Trevelyan - pag. 383.)

#### La formazione del governo dittatoriale
Intanto il governo dittatoriale prendeva forma.
Il 2 giugno a Palermo furono creati da Garibaldi sei dicasteri: della Guerra, dell'Interno, delle Finanze, della Giustizia, dell'Istruzione pubblica e del culto, degli Affari esteri e del commercio. Garibaldi nominò inoltre propri rappresentanti presso i governi di Londra, Parigi e Torino. Firmò anche un decreto che assegnava pensioni alle vedove e assistenza di stato agli orfani dei caduti per la causa nazionale, assimilando a questi anche i tredici fucilati del 14 aprile 1860, durante la cosiddetta Rivolta della Gancia.
Rappresentante presso il governo provvisorio siciliano da parte del Regno di Sardegna fu inviato il siciliano Giuseppe La Farina, con l'intento di controllare e condizionare l'operato di Garibaldi e per questo già a luglio espulso da Palermo; al suo posto Cavour inviò Agostino Depretis. Il 20 luglio Garibaldi nominò lo stesso Depretis "prodittattore", con l'esercizio di "tutti i poteri conferiti al Dittatore dai comuni della Sicilia". Il 14 settembre, tuttavia, Depretis si dimise, non avendo potuto convincere il generale all'annessione diretta della Sicilia al Regno di Sardegna e il 17 si insediò al suo posto Antonio Mordini, che restò fino alla conclusione del plebiscito d'annessione del 21 ottobre 1860. Nel settembre Cavour fece poi nominare prodittatore di Napoli Giorgio Pallavicino Trivulzio.

#### Gli sbarchi dei rinforzi e la formazione dell'esercito meridionale
Il 2 e il 3 giugno arrivarono a Catania, che intanto era insorta, due imbarcazioni con diversi volontari e rifornimenti provenienti da Genova, dopo un lungo viaggio che aveva toccato Malta. Il 7 giugno arrivarono da Malta 1500 fucili di produzione britannica. Sbarcò a Marsala una nave di rifornimenti (l'Utile) con 69 uomini al comando di Carmelo Agnetta, 1000 fucili e molte munizioni, che incontrarono Giuseppe Cesare Abba l'11 giugno a Palermo. Secondo Abba avevano portato "[...] due migliaia tra schioppi e schioppacci, e molte munizioni e i loro cuori"..
Il 18 giugno sbarcò a Castellammare del Golfo la seconda vera e propria spedizione, proveniente da Genova e comandata dal generale Giacomo Medici, con tre navi, circa 2500 volontari dei 3500 partiti, 8000 fucili moderni e munizioni, sbarcarono solo 2500 volontari, in quanto i circa 1000 del gruppo Corte, in navigazione sulle navi Utile e Charles and Jane erano stati intercettati e catturati dalla Marina borbonica, che li avrebbe condotti a Gaeta e successivamente rilasciati. I circa 1000 del gruppo Corte si imbarcheranno di nuovo per il Sud il 15 luglio sulla nave Amazon.

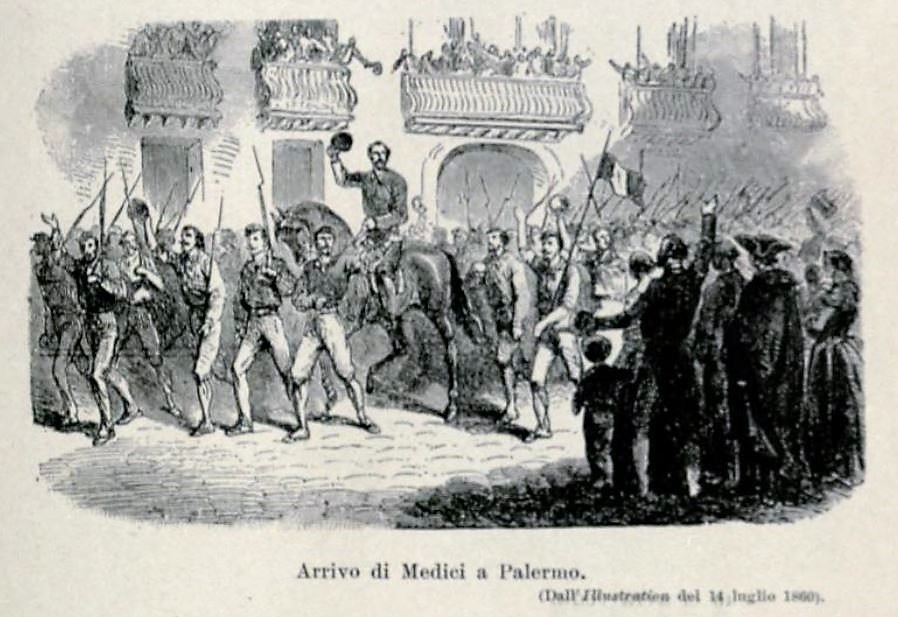
Medici entra a Palermo

Medici è arrivato con un reggimento fatto e vestito. Entrò da Porta Nuova sotto una pioggia di fiori. Quaranta ufficiali coll’uniforme dell’Esercito Piemontese, formavano la vanguardia.
Noi della spedizione dispersi nell’onda dei sopravvenienti, porteremo con noi le memorie di venticinque giorni vissuti come nella solitudine, faticando, combattendo e credendo.»
(Da Quarto al Faro libro di Giuseppe Cesare Abba, pag. 199)

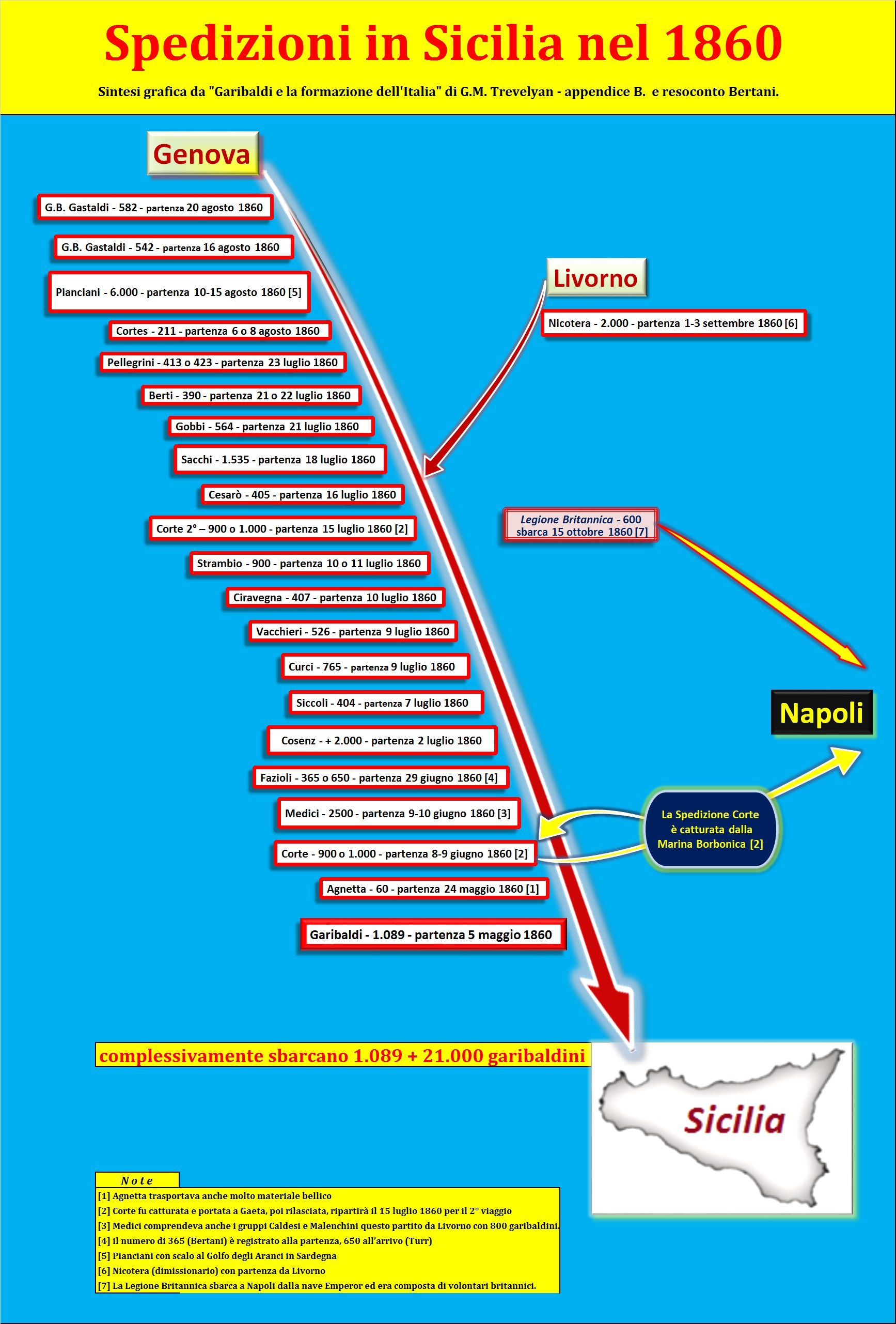
Sbarchi garibaldini in Sicilia nel 1860

Così Giuseppe Cesare Abba, dopo lo sbarco di Marsala, descrive l’arrivo della prima delle altre spedizioni garibaldine costituita da Medici con circa 2500 garibaldini; a questa seguiranno altre spedizioni descritte con dettaglio dallo storico britannico George Macaulay Trevelyan nella sua opera Garibaldi e la formazione dell’Italia.
Con Medici, tra gli altri, sbarcarono anche Jessie White (che entrò a far parte dell'ambulanza sotto Pietro Ripari, come Garibaldi le aveva promesso da tempo) e il marito Alberto Mario, al quale il Generale affidò l'incarico di fondare una scuola militare. Egli la progettò gratuita e capace di 3000 allievi. Quando, il dì dopo, il 24 giugno, sottopose il disegno a Garibaldi, questi l'approvò con decreto dittatoriale e la volle adatta per 6000 ragazzi. Mario, che pretese di non venir pagato per la sua opera e di poter seguire il Generale appena si fosse ripartiti, prese un ospizio che ospitava 60 trovatelli (che furono i primi allievi) e ne fece la sede dell'Istituto, il quale venne in seguito intitolato a Garibaldi per difenderlo dalla successiva gestione governativa. Dispose poi che i ragazzi, fino ad allora vagabondi e non avvezzi alle regole, uscissero dalla scuola come sotto-ufficiali o sottotenenti. Egli diresse l'istituto con grande passione e perizia ed affidò al maggiore Rodi il primo battaglione di 1000 giovani.

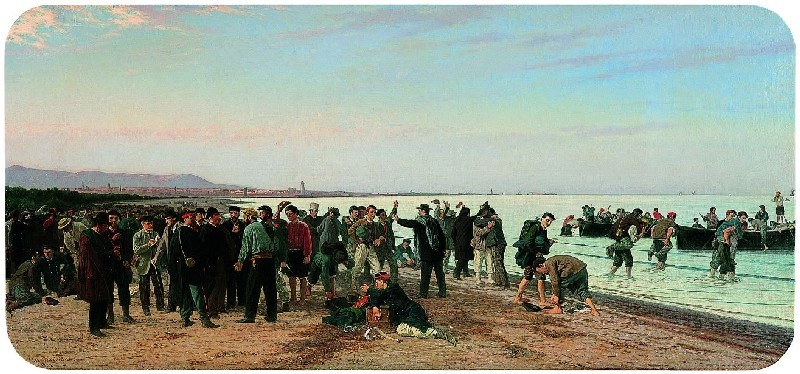
Dipinto di Cesare Bartolena che raffigura l'imbarco dei volontari livornesi, avvenuto il 9 giugno 1860 con l'ultimo contingente di volontari toscani

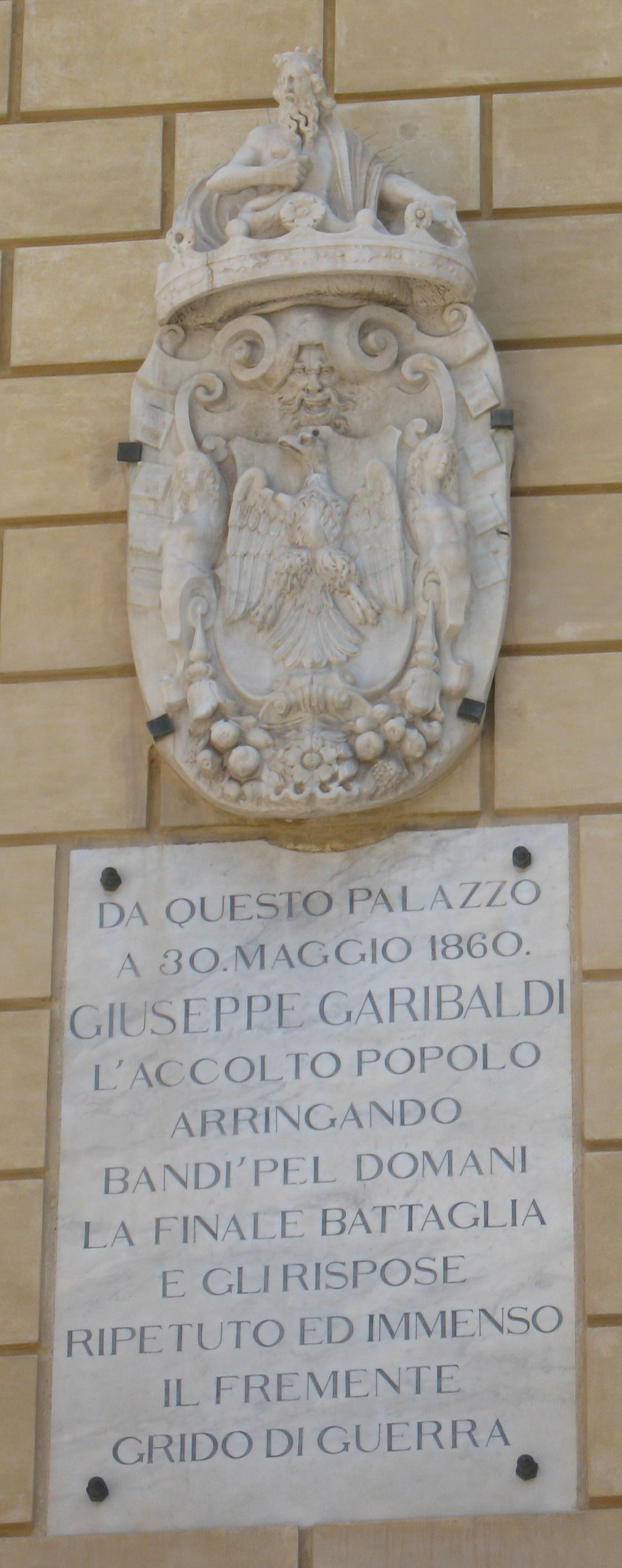
Lapide presso il Palazzo Pretorio di Palermo

Durante il mese di giugno ai garibaldini si aggregarono altri volontari siciliani e quelli provenienti da altre parti d'Italia, i cui arrivi si succedevano quasi quotidianamente, inquadrandosi in quello che poi fu chiamato "esercito meridionale"; sempre in giugno si formò il primo nucleo della Marina dittatoriale siciliana. Il 1º giugno, proveniente da Malta, sbarcò a Pozzallo, ancora sotto controllo borbonico, Nicola Fabrizi con 20 volontari della Legione italica, che muoverà verso Catania, raggiunta il 20 giugno, formando la colonna dei Cacciatori del Faro ed accrescendosi di volontari durante la marcia, fino a raggiungere il numero di 300 uomini.
Il 5 e il 7 luglio sbarcarono a Palermo oltre 2000 volontari comandati da Enrico Cosenz.
Il 9 luglio su una vecchia carboniera arrivarono diverse centinaia di volontari.
Il 22 luglio su due navi arrivarono a Palermo circa 1535 volontari, quasi tutti lombardi, al comando di Gaetano Sacchi.
Le partenze delle successive spedizioni garibaldine avvennero quasi tutte dal porto di Genova e due da Livorno nel periodo dal 24 maggio 1860 fino al 20 agosto 1860, quando le partenze dal porto ligure cessarono, per poi riprendere con un’ultima spedizione dal porto di Livorno, avvenuta tra il 1º e il 3 settembre (spedizione Nicotera).
Complessivamente partirono più di venti spedizioni navali, riepilogate nell’appendice B dell’opera indicata nella nota in calce, per un totale di circa 21000 volontari, oltre ai primi 1000 Alla fine di agosto 1860 le partenze dai porti del nord vennero sospese dal Cavour, che intendeva invadere lo Stato Pontificio e il territorio del Regno delle due Sicilie.
Al termine dell’appendice B lo storico britannico Trevelyan descrive anche le partenze di spedizioni navali con materiali e armi destinati a rifornire l’armata garibaldina, a mezzo delle navi: Queen of England (chiamata anche Anita -), Independence, Ferret, Badger, Weasel e le altre navi Spedizione e Colonnello Sacchi, mentre nell’appendice C vengono illustrate le altre organizzazioni che aiutarono, anche finanziariamente, l’impresa garibaldina, come la Società nazionale italiana, il Fondo per il milione di fucili, i Comitati organizzati da Agostino Bertani, nonché le altre fonti di finanziamento provenienti da quanto l’impresa garibaldina raccoglieva confiscando nei territori occupati i valori della zecca di Palermo..
Le fonti del prospetto delle spedizioni garibaldine sintetizzato dallo storico britannico sono ricavate principalmente dai diari e carteggi di Bertani, che annotava le partenze e Türr, che registrava anche gli arrivi delle spedizioni nel sud e altre fonti citate.

#### Insurrezione nel resto dell'isola

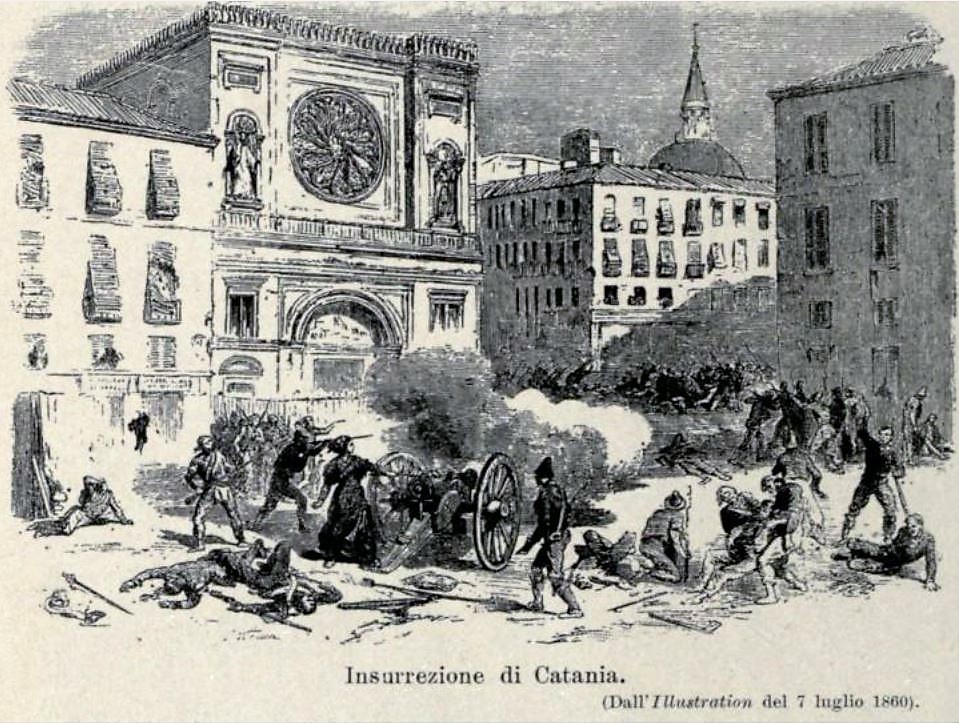
Insurrezione di Catania.

La città di Catania era duramente provata da 15 giorni di stato di assedio, che si aggiungeva ai disagi dovuti alla situazione in cui da due mesi si trovava l’isola.
Il 31 maggio alle 5 antimeridiane gli insorti, guidati dal maggiore Giuseppe Poletti al grido “Italia e Vittorio Emanuele” attaccavano 2000 soldati delle truppe regie asserragliate nel centro della città, dove avevano occupato anche molte case di cittadini, in quanto venuti a conoscenza che gli insorti stanziati presso Lentini minacciavano i sobborghi di Misterbianco e Mascalucia.
Le truppe regie avevano occupato il seminario, l’arcivescovado, il palazzo della città, il convento di S. Francesco, le logge del monastero femminile di S. Agata e l’Università, dove parecchi pregiati volumi finirono gravemente danneggiati, in quanto utilizzati dai militari per creare dei parapetti difensivi. Dopo otto ore di attacco gli insorti, aiutati dalla popolazione, erano riusciti ad avere un certo successo, strappando due cannoni ai regi, ma l’avvicinarsi di altri 2000 soldati e la scarsità di munizioni li costrinsero a retrocedere con poche perdite, mentre i regi borbonici perdettero parecchi effettivi.
Durante gli scontri si distinse la patriota Giuseppa Bolognara Calcagno nota anche come "Peppa la cannoniera”, in quanto era riuscita a sottrarre un cannone alle forze nemiche.
I soldati regi borbonici si abbandonarono quindi a rappresaglie nei confronti della popolazione civile, effettuando eccidi senza distinzione di sesso o di età, appiccando il fuoco a diverse case dopo averle saccheggiate. A questo si aggiunse anche il bombardamento della città da parte di un vapore da guerra regio ancorato nel porto, gli incendi appiccati non si propagarono a tutta la città a causa del fatto che le abitazioni in muratura offrivano poco materiale combustibile.
Il 3 giugno le truppe regie si ritirarono via terra verso Messina, scortate da parte di mare da una nave da guerra seguita da altre navi noleggiate e caricate di munizioni e di tutto quanto avevano potuto prendere nella città da loro abbandonata. Il generale Clary aveva anche ritirato tutto il denaro depositato nella ricevitoria generale, che rimaneva quindi con le casse vuote. Mentre si ritiravano le forze borboniche imponevano ai paesi attraversati il pagamento della tassa di guerra, gravandoli con il pagamento di ingenti somme. Ad Acireale, partite le truppe, la popolazione esasperata si abbandonò a ritorsioni nei confronti di diversi “birri” che vennero uccisi, ma la situazione venne presto riportata alla calma dai cittadini più influenti.
I garibaldini furono riorganizzati e verso la fine del mese di giugno mossero da Palermo, divisi in tre colonne, verso la conquista dell'isola. La brigata di Stefano Türr (poi comandata da Eber), con circa cinquecento uomini, s'incamminò per l'interno, Bixio con circa 1700 uomini verso Catania, passando da Agrigento, e Medici con Cosenz, al comando della colonna più importante, avanzarono lungo la costa settentrionale.
Intanto, mentre Garibaldi avanzava, erano stati ideati progetti per fermarlo, tramite un attentato alla sua vita, come risulta dal testo delle lettere scritte dal marchese di Villamarina al comandante d’Aste e dall’ammiraglio Persano allo stesso Garibaldi, nelle quali si rappresentava il pericolo di un tentativo di omicidio nei confronti del generale nizzardo, da parte di un finto disertore borbonico di nome Valentini, caporale della fanteria di marina borbonica e del bandito Giosafatte Tallarino accompagnato da altri sicari inviati al medesimo scopo.

#### La battaglia di Milazzo e la caduta di Messina

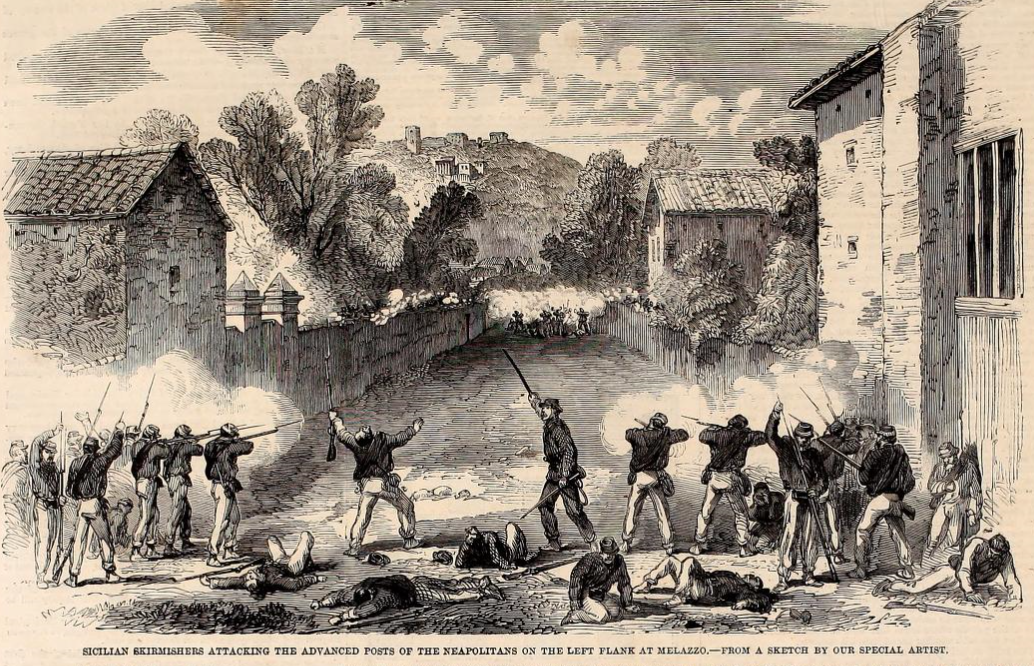
Milazzo - scontri sul fianco sinistro.

Il 20 luglio le truppe borboniche vennero sconfitte nella battaglia di Milazzo, a cui partecipò lo stesso Garibaldi, giunto da Palermo con 1200 volontari a bordo del vecchio vapore scozzese a pala “City of Aberdeen”, già utilizzato per portare in Sicilia la Spedizione Strambio, partita da Genova il 10-11 luglio con 900 volontari.
Il vapore “City of Aberdeen” era stato noleggiato grazie alle sottoscrizioni raccolte in Scozia, dove Garibaldi era molto popolare, in quanto considerato il Wallace italiano.
I garibaldini guidati da Medici giunsero a Messina il 27 luglio, quando già una parte delle truppe borboniche aveva lasciato la città. Il giorno seguente, giunse Garibaldi. Con la città in mano ai Mille, il generale Tommaso Clary, comandante dei borbonici, il sottocapo di Stato Maggiore del Comando Militare Cristiano Lobbia e il gen. Medici sottoscrissero una convenzione, che prevedeva l'abbandono di Messina da parte delle milizie borboniche, a patto che non venisse arrecato alcun danno alla città e che il loro imbarco verso Napoli non fosse molestato.
Garibaldi aveva ottenuto così campo libero, e i soldati borbonici si reimbarcarono verso il continente.
Il 28 luglio capitolarono anche le fortezze di Siracusa e Augusta, controllate dalla 2ª Brigata della 1ª Divisione garibaldina stanziata a Taormina. Così veniva completata la conquista dell'isola. Terminate le ostilità in Sicilia, il sottocapo di Stato Maggiore Cristiano Lobbia fu nominato Capo di Stato Maggiore per volere dello stesso Garibaldi vista la professionalità e la lealtà dimostrate nella campagna di Sicilia. Da allora il Lobbia avrebbe seguito Garibaldi fino alla sua ultima guerra contro la Prussia nel 1870 insieme all'esercito della terza Repubblica francese.
A difesa della Real Cittadella di Messina affacciata sul porto, rimase solo una guarnigione borbonica di circa 4000 soldati, ultimo baluardo siciliano del Regno borbonico che non tenterà alcun'azione bellica, ma che si arrenderà solo il 13 marzo 1861 con la resa delle truppe del generale Fregola al contingente piemontese del generale Cialdini.
Con la conclusione della campagna di Sicilia a Messina, mentre si preparava lo sbarco in Calabria, molti volontari siciliani lasciarono le forze garibaldine facendo ritorno alle loro case, a seguire Garibaldi fino al Volturno rimasero il cosiddetto “battaglione inglese” composto di seicento volontari siciliani guidati dal colonnello Dunne, ottocento “Cacciatori dell’Etna” e la brigata siciliana guidata da La Masa, Corrao e La Porta.
Con la neutralizzazione di Messina, Garibaldi cominciò i preparativi per il passaggio sul continente, nominando Agostino Depretis prodittatore, per governare la Sicilia. Cavour esercitava fortissime pressioni per procedere subito ai plebisciti in Sicilia, preoccupato che la benevola neutralità di Francia e Inghilterra potesse rovesciarsi, inficiando le conquiste compiute. Più aggressivo si dimostrava, sicuramente, Vittorio Emanuele II, il quale incoraggiava il generale a passi decisi.
Il 13 agosto Luigi di Borbone, zio di Francesco II e comandante della Real Marina del Regno delle Due Sicilie, propose in una seduta del Consiglio di Stato di Napoli assieme al principe d'Ischitella, di riunire la flotta napoletana e attaccare il porto di Messina per distruggervi le navi di Garibaldi, questa proposta fu respinta violentemente in consiglio, con grandi discussioni, Luigi di Borbone abbandonò la sala e venne pesantemente accusato di personali ambizioni e ne venne chiesto l'esilio.

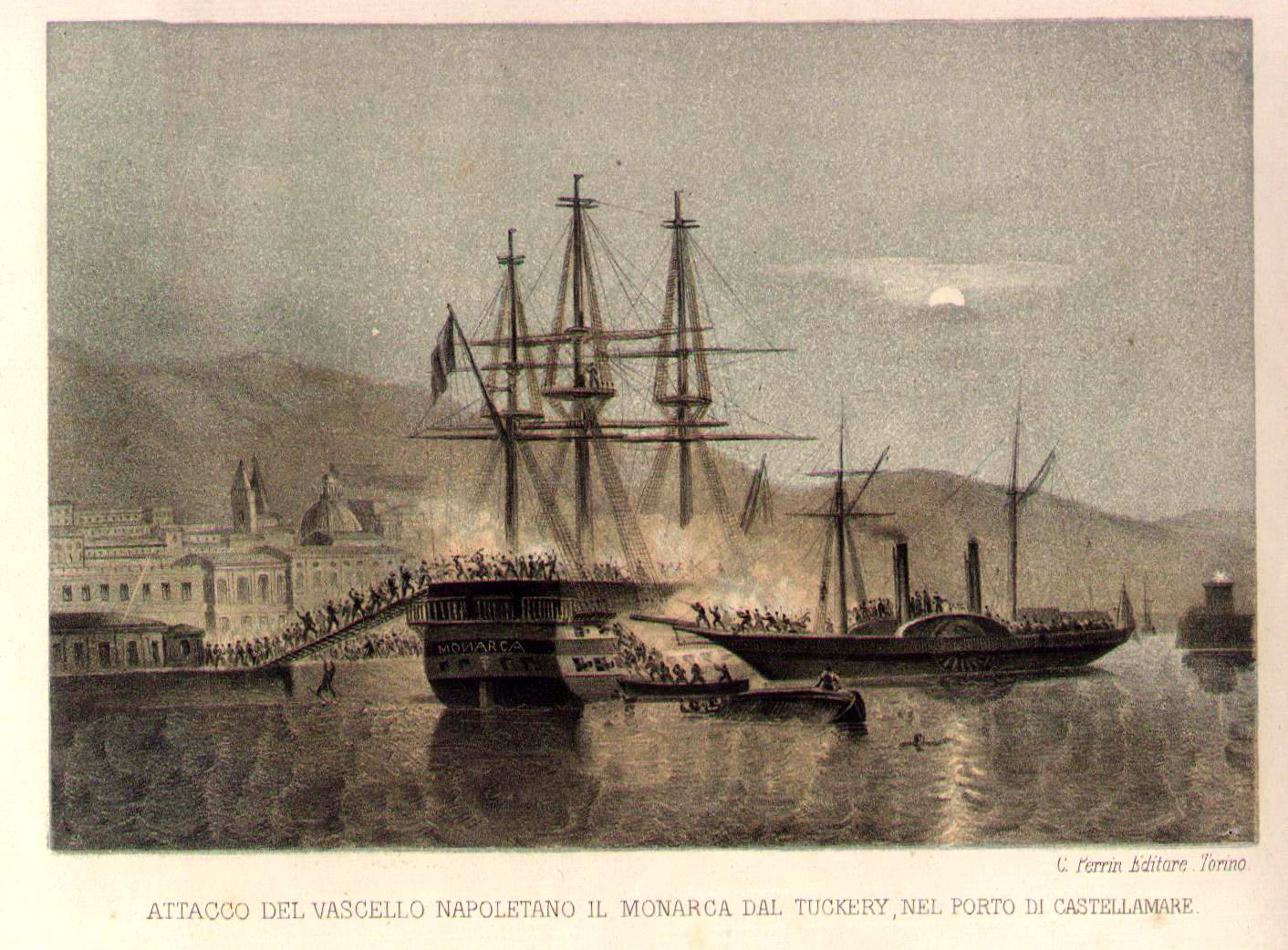
La tentata cattura della nave Monarca.

Sospettato di volersi fare un partito e di aspirare a un vicariato generale, sul tipo di quello di Luigi Filippo, Luigi di Borbone ricevette lo stesso giorno l'ordine di esilio scritto da Francesco II che gli negò la possibilità di un colloquio e dovette abbandonare il regno.
La notte fra il 13 e 14 agosto i garibaldini, salpando da Palermo con la pirofregata Tukery tentarono la cattura del pirovascello borbonico Monarca ormeggiata nella baia di Castellammare di Stabia, l'attacco fallì grazie alla pronta risposta del comandante Guglielmo Acton che venne lievemente ferito. Tuttavia l'attacco mise in allarme le truppe borboniche e Ritucci, comandante della piazza e provincia di Napoli, ne proclamò lo stato d'assedio.

#### Francesco II e la Costituzione

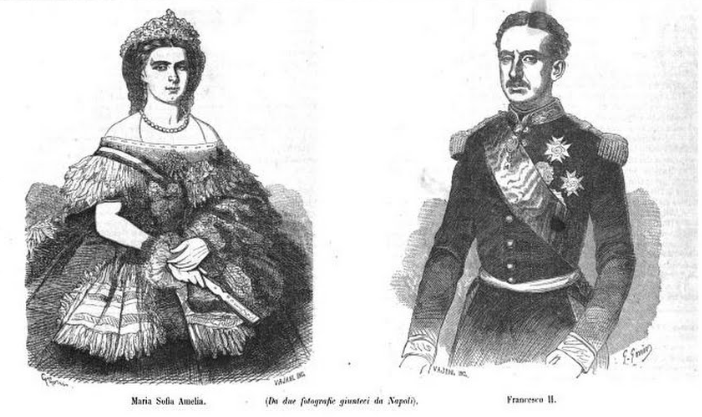
Francesco II e Maria Sofia.

Quando Garibaldi è venuto, la demolizione era già fatta.»
(Garibaldi – Rivoluzione delle Due Sicilie – Marco Monnier, pag. 329)
La sensazione generale che il crollo della dinastia borbonica fosse ormai inevitabile si era presto delineata dopo le sconfitte in Sicilia, già dopo la presa di Palermo, la proclamazione della Costituzione e l’adozione del tricolore. La libertà di stampa aveva fermato la repressione dei dissidenti politici e la stessa polizia, diretta dall’abile Liborio Romano, era praticamente divenuta un modo per favorire il liberalismo, al punto che il Persano scriveva a Cavour, che Liborio Romano stava di fatto agevolando la causa dell’unificazione nazionale nei limiti consentiti dalla sua funzione.

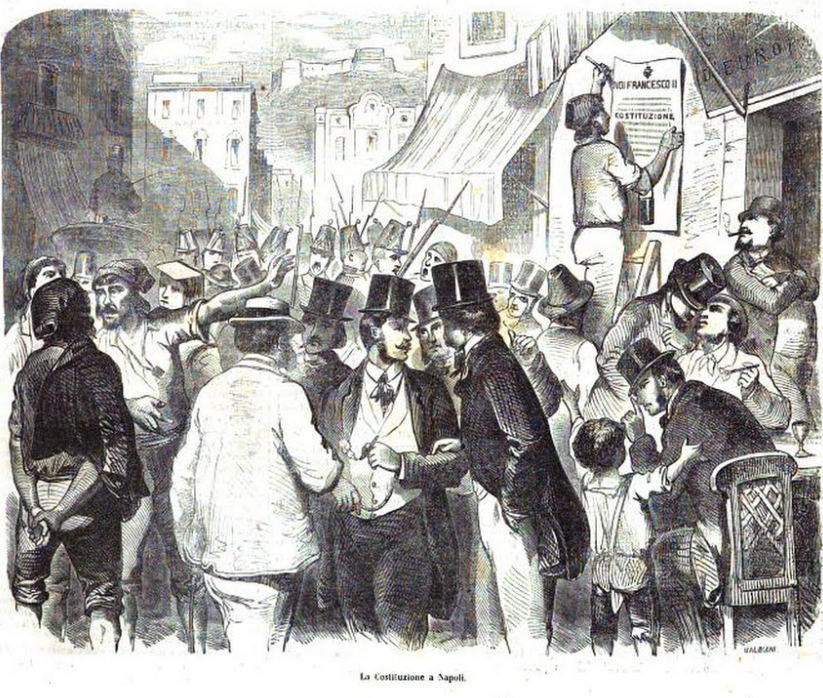
La concessione della Costituzione a Napoli.

Il ripristino della Costituzione del 1848, avvenuto il 1º luglio, aveva portato a Francesco II solo il consenso apparente della Francia e di pochi altri sudditi, ma non seguì alcun'applicazione pratica di governo costituzionale, in quanto il precedente comportamento della dinastia borbonica faceva temere che, in caso di iscrizione a liste elettorali, si potesse poi successivamente essere perseguiti in caso di revoca o di non applicazione delle norme costituzionali concesse, come già avvenuto in passato nel 1820 e 1848.
Mentre Garibaldi si trovava ancora in Sicilia, Cavour scriveva al Persano di non agevolare Garibaldi per il superamento dello stretto, in quanto lo stesso Cavour stava mettendo in atto tentativi per rovesciare il potere borbonico ancora presente a Napoli.
Dopo gli inutili tentativi di rovesciare il potere del re di Napoli, Camillo Benso Conte di Cavour si convinse che l’avanzata garibaldina era l’unico modo per provocare la definitiva caduta della dinastia borbonica e, dopo il superamento dello Stretto di Messina da parte delle forze di Garibaldi, permesso anche dalla revoca del blocco navale da parte dell’Inghilterra, Cavour cambiò atteggiamento, facendo sbarcare e distribuire armi a Salerno, per agevolare la marcia di Garibaldi verso Napoli comunicando al suo ambasciatore a Napoli, il Villamarina, di agevolare il nizzardo, mantenendo il controllo delle fortezze e delle navi.
L’ostilità nei confronti della Costituzione e dell’adozione del tricolore come nuova bandiera, avevano indotto la nobiltà reazionaria di Napoli, i contadini nel nord del regno e buona parte dell’esercito a rimanere fedeli al re, nonostante la situazione.
Gli agenti di Cavour offrirono il loro aiuto a Finzi, Visconti Venosta, Nisco, Mariano D'Ayala e Alessandro Nunziante per tentare una rivolta anti-borbonica e Persano lì arrivato con la flotta fece sbarcare anche una formazione di bersaglieri, ma l’esercito rimase fedele alle consegne ricevute, non coinvolgendo la città di Napoli in combattimenti; d’altra parte i mazziniani non agevolavano l’opera di Cavour e i cittadini della capitale attendevano l’arrivo di Garibaldi, senza peraltro impegnarsi e rischiare di persona.
La dinastia era però ormai prossima alla fine e tale convinzione aveva indotto Liborio Romano, oltre che per prestigio, ad accettare la carica di ministro dell’interno nel mese di luglio e a non forzare per le dimissioni del re, impegnandosi per evitare che il crollo dinastico potesse coinvolgere anche la città di Napoli, dove in caso di vuoto di potere potevano verificarsi situazioni pericolose, a causa della forte presenza criminale e della camorra che in mancanza di un ordine costituito potevano agire senza freno, con l’ulteriore possibilità di scontro tra l’Esercito Reale e la Guardia Nazionale, con conseguenze imprevedibili e nefaste.

#### Le rivolte contadine
Durante l'estate del 1860 in alcuni centri della Sicilia nord-orientale, prima dell'arrivo dei garibaldini che avanzavano sulle tre direttrici verso Messina e verso Catania, scoppiarono violente rivolte contadine, non contro eventuali guarnigioni militari ma contro i rappresentanti dei ceti dominanti. I braccianti esasperati da condizioni di vita disperate e nutrendo aspettative di riscatto e giustizia sociale per la notizia dell'imminente arrivo dei garibaldini assaltarono i nobili locali, causando fatti di sangue molto brutali.
Il 17 maggio 1860 Alcara li Fusi fu interessata da una rivolta che anticipò le altre, localizzate principalmente sui Nebrodi e dintorni. I contadini assaltarono il "casino dei nobili" trucidando con falci e coltelli numerose persone tra cui un bambino. I garibaldini della colonna Medici, sopraggiunti dopo alcune settimane di anarchia, imprigionarono alcuni dei rivoltosi che, dopo un rapido processo, furono giustiziati.
Il 2 agosto a Bronte il malcontento popolare causò la più conosciuta tra queste insurrezioni. Vennero appiccate le fiamme a decine di case e edifici pubblici e furono trucidati sedici fra nobili, ufficiali e civili, prima che la rivolta si placasse. Bixio intervenne con un reparto di garibaldini e, con un processo lampo, fece fucilare cinque rivoltosi il 10 agosto.
Altre analoghe rivolte si svolsero con modalità analoghe a Caronia, Petralia, Mistretta, Polizzi, Francavilla e in altri centri minori.
In relazione ai problemi dei lavoratori e con l’intento di conciliare libertà e rivoluzione, Garibaldi da Palermo, il 2 giugno aveva emanato un decreto che stabiliva un compenso per i volontari consistente in una quota delle terre demaniali comunali posseduti dalle comunità e da tempo immemorabile lasciati a uso di boschi o di pascoli, terre che spesso versavano in condizioni di abbandono e di deplorevole incuria e improduttive. Il decreto, travisato nella diffusione popolare, poté avere un qualche ruolo nella diffusione di tali rivolte.
Negli ultimi anni del regno borbonico erano stati fatti piani e progetti per dividere tra i cittadini quelle proprietà, ma sempre senza successo, anche per l'avversione del governo alle novità, oltre che per i pregiudizi popolari e le tristi condizioni dell'isola, fatti questi ultimi che concorrevano a rendere inefficaci i progetti di riforma.
Anche Carlo Afan de Rivera, importante funzionario dell'amministrazione borbonica, con le sue "Considerazioni su i mezzi da restituire il valore proprio ai doni che la natura ha largamente conceduto al Regno delle Due Sicilie", descrive la situazione arretrata dell'agricoltura nel Sud preunitario.

### L'arrivo sul continente

#### Lo sbarco a Melito e la battaglia di Reggio

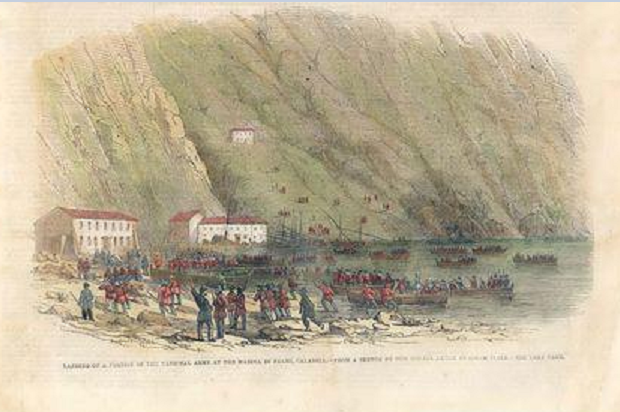
Stampa che erroneamente raffigura lo sbarco dei Mille a Palmi, il 22 agosto 1860.

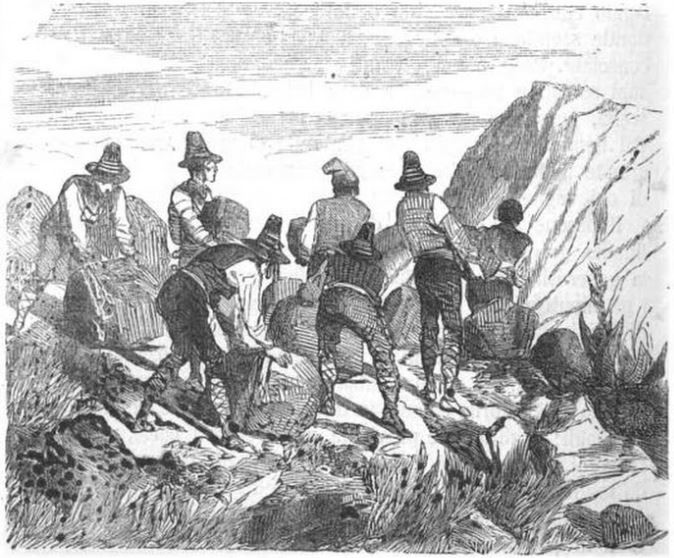
Volontari calabresi di Stocco pronti a bloccare le truppe borboniche.

I napoletani avevano radunato in Calabria circa quindicimila soldati agli ordini del generale Vial.
Garibaldi aveva per tempo inviato in Calabria autorevoli esponenti della cospirazione antiborbonica come Plutino, Stocco, Pace per preparare insurrezioni, mentre aveva inviato Mignogna in Basilicata.
Già l'8 agosto un piccolo contingente di garibaldini agli ordini di Benedetto Musolino e Giuseppe Missori era riuscito a sbarcare in Calabria. Il numero insufficiente li costrinse a rifugiarsi nell'interno. Mentre le forze borboniche attendevano lo sbarco garibaldino a Reggio o nei suoi dintorni, Garibaldi prescelse un tragitto alquanto più lungo, partendo da Taormina, con lo sbarco a Melito (30 chilometri da Reggio) il 19 agosto, sulla spiaggia ionica.. e il 22 agosto su quella tirrenica di Palmi.
A Reggio le forze regie si attestano nella piccola piazza del duomo in attesa dei garibaldini che il 21 agosto penetrarono in città ingaggiando battaglia mettendo in fuga e sbaragliando i borbonici e respingendo anche gli scarsi rinforzi inviati dal generale Briganti. Le unità della Marina ormeggiate nel porto presero il largo senza partecipare alla battaglia per non colpire la popolazione. Il 22 si arrese anche la guarnigione nel castello. Dopo pochi giorni il generale Briganti fu addirittura ucciso dai suoi stessi soldati in un episodio ancora da chiarire.
Il giorno 21 era sbarcato sulla costa tirrenica, tra Favazzina e Scilla, un altro contingente di garibaldini comandati da Cosenz.

#### Insurrezioni e avanzata in Calabria e Basilicata

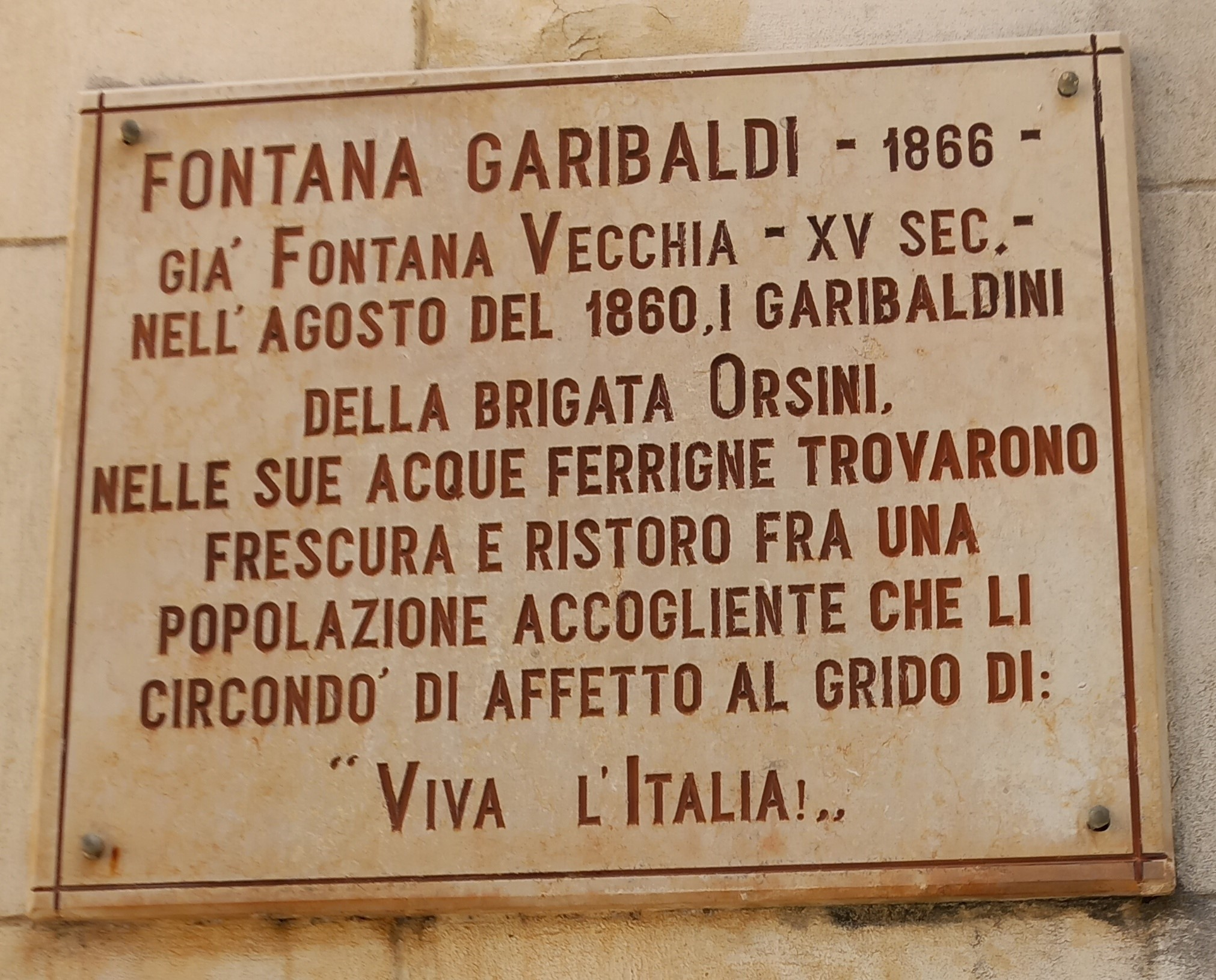
Targa in ricordo del passaggio dei garibaldini a Pizzo

Il comando in Calabria fu affidato al generale Vial, che non godeva di buona reputazione nel mondo militare: assente sul campo di battaglia avrebbe fatto carriera grazie alla reputazione del padre generale. In effetti Vial subì passivamente gli eventi e non seguì le indicazioni del generale Pianell e fu a sua volta fu mal coadiuvato dai generali Melendez e Briganti che non seguirono le sue. Ma questi disaccordi non erano l'unica debolezza del regio esercito: ormai né soldati, né ufficiali sentivano più la forza del proprio dovere, l'ambiente era ostile e la forza degli avversari era spesso sopravvalutata. A questo proposito si riporta il seguente aneddoto: 
Ma se l'Europa non lo vuole, perché dobbiamo farci ammazzare per lui ?.....»
(La fine di un Regno - vol. II, Raffaele De Cesare, pagg. 349-350)
Così in Calabria i borbonici non offrirono una dignitosa resistenza: interi reparti del loro esercito si disperdevano o passavano al nemico. Già dai primi di agosto i comitati insurrezionali controllavano parte del territorio della provincia di Cosenza.
In conseguenza di questo il generale Giuseppe Ghio era rimasto chiuso tra i volontari calabresi a nord e Garibaldi che avanzava da sud e che disponeva ormai di circa ventimila volontari. Il 30 agosto, a Soveria Mannelli, il giovane Eugenio Tano e il prete Ferdinando Bianchi con un'azione diplomatica ottennero la resa senza combattere dell'intero corpo di diecimila uomini, comandato dal generale Giuseppe Ghio, all'arrivo della colonna di garibaldini guidata da Francesco Stocco.
Il giorno seguente Garibaldi spedì un telegramma esaltando il successo:
(La fine di un regno, Raffaele de Cesare, cap. XVII)
Sempre in agosto, il giorno 16 a Corleto Perticara iniziava la rivolta in Basilicata che in pochi giorni portò alla formazione di un governo proto-dittatoriale guidato da Nicola Mignona e Giacinto Albini.
A Napoli il 25 agosto venne diffusa la stampa di una lettera scritta da Leopoldo di Borbone, zio di Francesco II, con la quale chiedeva al sovrano di seguire il nobile esempio della nostra regale congiunta di Parma che, all'irrompere della guerra civile, sciolse i sudditi dalla obbedienza e li fece arbitri dei proprii destini. Il 31 agosto Leopoldo si imbarcò sulla fregata sarda Costituzione, messagli a disposizione da Persano, alla volta del Piemonte.
Il 2 settembre Garibaldi e i suoi uomini entrarono in Basilicata (la prima regione della parte continentale del regno a insorgere contro i Borboni), precisamente a Rotonda. Il suo passaggio in terra lucana si concluse senza problemi, poiché fu instaurato il governo prodittatoriale ben prima del suo arrivo (19 agosto), grazie all'apporto di Giacinto Albini e Pietro Lacava, autori dell'insurrezione lucana in favore dell'unità nazionale. Il giorno seguente, Garibaldi attraversò in barca la costa di Maratea e presso Lagonegro raccolse gli uomini lucani che lo seguirono fino alla Battaglia del Volturno (tra questi vi fu Carmine Crocco, in seguito famoso brigante post-unitario). Il 6 settembre Garibaldi incontrò Albini ad Auletta e nominò il patriota Governatore della Basilicata. La notte dello stesso giorno dormì a Eboli nella casa di Francesco La Francesca e poi partì per Napoli.

#### I rapporti di Garibaldi con Torino
Vittorio Emanuele II, che era in buoni rapporti con Garibaldi, scriveva a quest'ultimo il seguente messaggio dettato dal re stesso al marchese Trecchi il 5 agosto 1860, anche se poi Cavour prendeva altre decisioni per opportunità politica.
Garibaldi in Napoli. Si regolerà secondo l'opportunità: o fare occupare l'Umbria e le Marche colle sue truppe o lasciando andare i corpi dei volontari. Appena Garibaldi in Napoli proclamerà l'unione al resto d'Italia come in Sicilia. Impedire disordini che farebbero male alla nostra causa. Tenere compatto l'esercito napoletano, perché fra breve Austria dichiarerà guerra. Lasciare fuggire il re da Napoli o in caso fosse preso dal popolo difenderlo e lasciarlo fuggire.»
(Il Risorgimento italiano, Denis Mack Smith, pag. 454)
Cavour era sempre stato al corrente che il re conduceva una parallela politica privata con Garibaldi, ma si rendeva comunque conto dell'importanza dell'opera di Garibaldi nel ridare fiducia agli italiani e mostrare all'Europa come gli italiani sapessero battersi per conquistare una patria, fatto quest'ultimo riconosciuto anche da giornali come il conservatore "Débats" e il radicale "Siècle". Nella lettera a Costantino Nigra del 9 agosto 1860 Cavour esprime il suo punto di vista sull'operato di Garibaldi e sui limiti che il governo sardo doveva imporsi:
Noi possiamo entrate in lizza con Garibaldi soltanto in due ipotesi:

1) Se volesse trascinarci in una guerra contro la Francia;:

2) Se rinnegasse il suo programma, proclamando un sistema politico diverso dalla monarchia con Vittorio Emanuele. Finché sarà fedele alla sua bandiera bisogna marciare d'accordo con lui.»
(Il Risorgimento italiano, Denis Mack Smith, pagg. 448 e 455)

#### Le aspirazioni al trono di Napoli

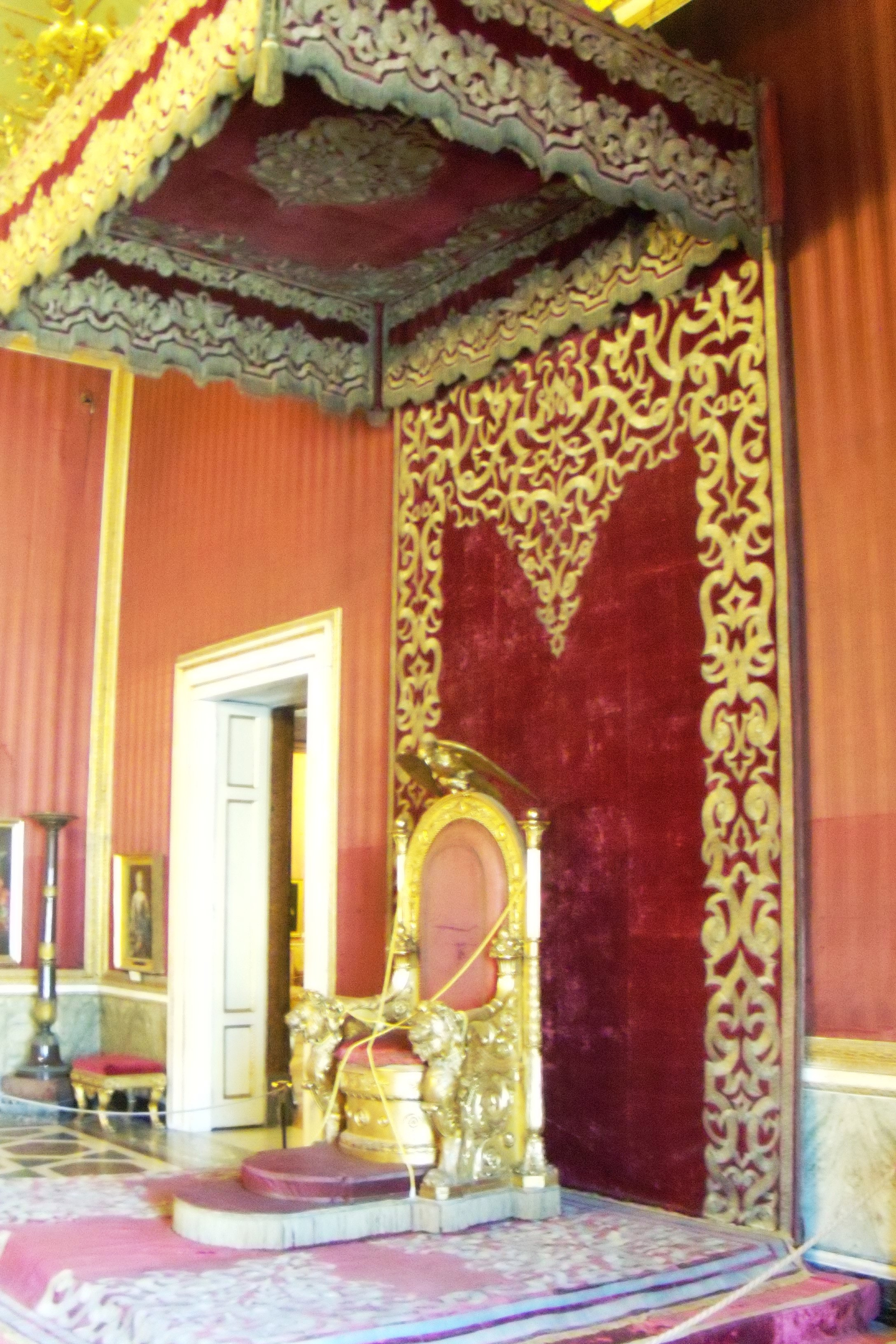
Napoli - Palazzo Reale - il trono.

L'avanzata di Garibaldi e le debolezze del regno borbonico misero alla luce alcune manovre attorno al trono di quel regno.
Il 29 giugno H. di Lazen, segretario dell'infante Giovanni di Borbone, consegnò una lettera all'ambasciatore piemontese a Londra, in cui riportando la volontà dell'infante, deprecava l'intervento del governo spagnolo «nelle cose d'Italia» e nello specifico «trattando in singolare maniera la questione dei diritti eventuali de' Borboni di Spagna al trono delle Due Sicilie» puntualizzava che: «Anche nel caso, in cui tutti i Borboni di Napoli venissero a mancare, i diritti della corona sarebbero riversibili nella persona del principe D. Giovanni e non mai nella persona d'Isabella di Borbone– S. A. mi ordina di dirvi ch'egli non vuole punto immischiarsi nelle questioni d'Italia […] S. A. è oggi, inoltre, decisa a farne la rinuncia, se così conviene all'ordine e alla tranquillità dell'Europa. Il Principe desidera che voi abbiate la bontà di far conoscere la sua risoluzione al Governo del Re».
Un gruppo di napoletani si recò a Parigi da Luciano Murat per offrirgli la corona di Napoli, a cui rispose il 19 agosto con una lettera il cui contenuto venne diffuso, nella quale scrisse:
«Quando la rivoluzione agita un popolo, la sola volontà popolare, liberamente espressa, può spegnere le discordie e le incertezze, […] Nello stato presente delle cose, giova all'Italia che venga stabilito in Napoli, più presto che si può, il Governo costituzionale, acciocchè sia assicurata la libertà e cansato il pericolo dell'anarchia o di un'invasione. […] Sacrifico adunque ogni mio privato interesse, […] ripetendo […] che l'Italia, a parer mio, ritroverà in una confederazione l'antica sua potenza e il prisco splendore.»
Queste sue affermazioni vennero interpretate come una decisa rinuncia al trono di Napoli in un commento del Moniteur, per cui il 4 settembre con una lettera al giornale puntualizzò: «ho voluto dire, se, fuori di ogni influsso straniero, il suffragio universale si manifestasse in mio favore, il voto delle popolazioni non sarebbe senza dubbio meno rispettato per Napoli, di quel che lo fu per le altre parti d'Italia».
Anche dall'interno del regno erano presenti aspirazioni al trono: secondo Nicola Nisco una cospirazione contro Francesco II fu effettivamente tentata da parte di suo zio conte dell’Aquila, al preciso scopo di divenire reggente e poi re, ma fallì grazie all'intervento di Liborio Romano. Diversamente per de Cesare non vi sarebbero prove storiche certe di una congiura, anche se effettivamente vennero sequestrate alcune casse di armi e di abiti confezionati con scritte e indirizzati al Conte, che facevano pensare ad una cospirazione.

#### Gli ultimi giorni di Francesco II a Napoli
L’ultimo periodo di permanenza di Francesco II a Napoli era stato contrassegnato da un clima cospirativo nei suoi confronti, quando verso la metà di agosto il Conte dell’Aquila era stato esiliato.

Francesco II non aveva più fiducia nei suoi ministri, anche se all’apparenza a lui leali, e neppure si fidava del già prefetto di polizia e poi ministro dell’interno dal monarca stesso nominato, il liberale Liborio Romano, del quale però non poteva fare a meno, perché controllava efficacemente la polizia, la Guardia Nazionale e teneva a freno l’organizzazione camorristica. Il 20 agosto fu infatti lo stesso Romano che suggerì al re di allontanarsi da Napoli “temporaneamente”, presentandogli un “memorandum” nel quale si evidenziava:
Pochi giorni dopo un altro zio del re, il Conte di Siracusa, aveva pubblicamente invitato il giovane sovrano di Napoli a lasciare il trono per il bene dell’unità d’Italia, fatto che scosse ulteriormente il prestigio di Francesco II, generando l’impressione che la dinastia fosse compromessa in modo irreversibile. La richiesta del re per finanziare un attacco a Garibaldi era stata rifiutata dal Direttore delle Finanze Carlo de Cesare, adducendo formali problemi di prelievo anticipato prima della disponibilità delle somme secondo le scadenze previste e dell'intangibilità dei depositi privati, il Direttore fu molto fermo e pronto a dimettersi.
I militari e i ministri davano consigli contraddittori, denigrandosi gli uni con gli altri, e lo spirito di corpo si era affievolito nei capi più che nella truppa. Il 2 settembre Pianell, ministro della Guerra di Francesco II presentò le sue dimissioni, che non ritirò nonostante il re l'invitasse a rimanere in carica. Il suo gesto fu seguito da altri ministri il giorno seguente.
Rimasto senza governo e abbandonato dagli uomini della corte, Francesco II, con Garibaldi che proseguiva senza ostacoli la sua avanzata verso Napoli, il re non aveva quasi più fiducia di nessuno, incerto se avanzare per affrontare Garibaldi, resistere a Napoli o ritirarsi verso nord.

L'anziano Raffaele Carrascosa disse al re molto chiaramente e profeticamente:
(La fine di un Regno, vol. II - Raffaele de Cesare - p. 367)
 L’altra possibilità di Francesco II era di mettersi alla testa dell’esercito borbonico e con la sua presenza di monarca infondere coraggio all’esercito demoralizzato, per fronteggiare Garibaldi avanzante da Salerno, ma tale soluzione appariva rischiosa, infatti già dalla metà di agosto gli agenti cavourriani tentavano di provocare una sollevazione a Napoli, che, se avvenuta mentre Francesco II affrontava Garibaldi a Salerno, poteva provocare una sconfitta definitiva, mentre nella zona tra le fortezze di Gaeta e Capua, con la flotta lì vicino, il dimezzato esercito borbonico poteva teoricamente resistere a lungo.
I timori che la precaria condizione della dinastia potesse generare gravissimi disordini a Napoli, erano condivisi da molti notabili, che pregavano Liborio Romano di continuare a rimanere ufficialmente in carica come rappresentante della monarchia e mantenere l’ordine almeno fino all’instaurazione di un nuovo stabile governo.

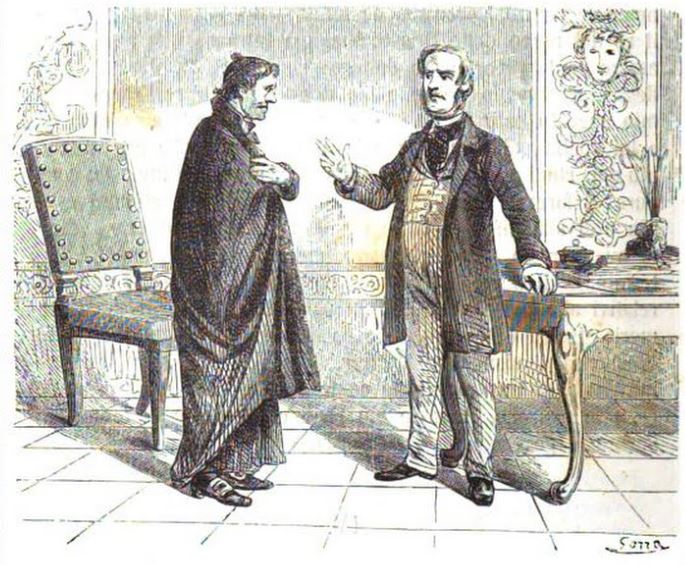
Liborio Romano e il nunzio papale che chiede di intervenire a Benevento in rivolta.

All'approssimarsi di Garibaldi verso Napoli anche i territori dell'exclave pontificia di Benevento insorsero contro il potere temporale del papato instaurando un governo provvisorio. Il nunzio papale di Napoli si recava prontamente presso Liborio Romano per chiedergli di intervenire con le truppe per sedare i tumulti nella zona di Benevento e Pontecorvo, allora territori pontifici all'interno del Regno delle Due Sicilie.

Liborio, dopo avere ascoltato le parole del nunzio papale rispose: 
- Al nunzio che proseguiva nella richiesta facendogli presenti le angustie del papa il Liborio disse quindi: 

« Sua Santità farà ciò che Francesco II è ora per fare, si rassegnerà a perdere il potere temporale, è più fortunato che il re Francesco, gli resterà il potere spirituale, cioè a dire l'eredità che gli viene in linea diretta da Gesù Cristo.» 

- Alle parole di malcontento del nunzio il Liborio aggiunse: 

« Monsignore, vi resta a benedire tre persone: il re Vittorio Emanuele II, il generale Garibaldi ed il vostro devotissimo servo Liborio Romano»
(I Mille di Marsala: scene rivoluzionarie, Giacomo Oddo, pag. 861)
Il 5 settembre il re prese la decisione di rinunciare alla difesa della capitale e comunicò al ministro Spinelli la decisione di lasciare Napoli per trincerarsi tra Capua e Gaeta. Lasciata la reggia in compagnia della regina, in Via Chiaja i reali videro una scala appoggiata sul muro della farmacia reale: si trattava di alcuni operai che staccavano dall'insegna i gigli borbonici.

Tornato alla reggia salutò i capi battaglione della guardia Nazionale, il loro comandante Roberto de Sauget e il sindaco, ai quali disse anche: 
(La fine di un Regno - Raffaele de Cesare - pag. 368)
 pronunciando un discorso dal quale traspariva commozione e difficoltà a trovare le parole.
Prima di lasciare Napoli Francesco II fece affiggere manifesti dove spiegava il suo comportamento, augurandosi di tornare presto, alle quattro del pomeriggio convocò e salutò i suoi ministri, che non desideravano seguirlo a Gaeta, quindi in uno stato di apparente buon umore si rivolse a Liborio Romano in tono semi-serio pronunciando la frase “Don Libò, guardat’u cuollo! ”, alla quale espressione Liborio Romano impassibile rispose che avrebbe fatto di tutto per farlo rimanere sul busto il più a lungo possibile.

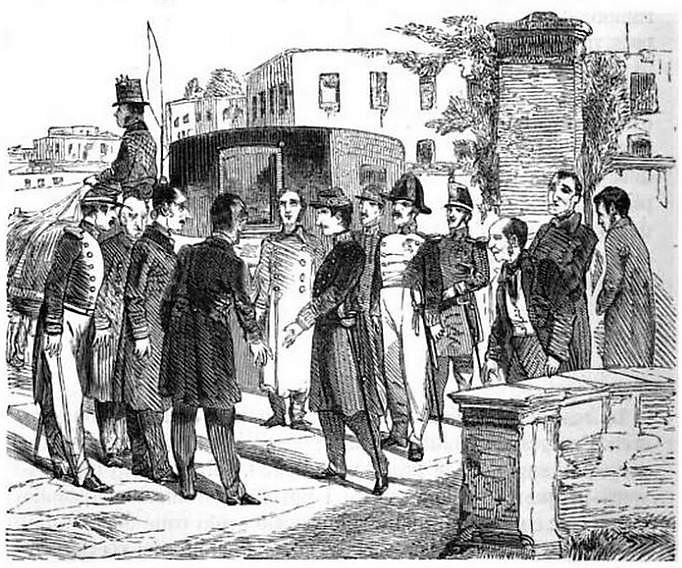
Francesco II lascia il palazzo reale a Napoli.

Non sentendosi più sicuro nella capitale, il 6 settembre re Francesco II lasciò Napoli per recarsi con la consorte a Gaeta, dove già si trovava il resto della famiglia reale, trincerando le sue forze tra la fortezza di Gaeta e quella di Capua, una zona protetta dove poteva difendersi e tentare un'azione di attacco. Tale soluzione gli era stata probabilmente suggerita dai suoi consiglieri segreti ultra-realisti, presumibilmente su consiglio dell'Austria e di Lamoricière, decisione che il re forse aveva già preso in precedenza, senza però averla rivelata ai suoi ministri nei quali la fiducia era ormai venuta meno.
Alla partenza del sovrano si notava l’assenza di molti titolati e ufficiali, che in altri tempi affollavano la corte, quindi in compagnia del fedele capitano Criscuolo il re e la regina si imbarcarono sul Messaggero, una piccola nave, che dopo la sua partenza lanciò inutilmente il segnale per farsi seguire dalle altre navi della marina borbonica, che rimase ancorata nel porto di Napoli, ad eccezione di tre navi, i due piccoli vascelli "Delfino", "Saetta" e la fregata Partenope, che seguirono la nave con al bordo il re di Napoli, accompagnata per un breve tratto anche da alcune navi della marina spagnola. La notizia della partenza del re si era comunque già diffusa in precedenza, alla vista di molti carri carichi di bagagli, che sotto scorta si dirigevano verso Capua. Tra le motivazioni della mancata partenza della flotta per seguire il re viene menzionato anche il timore che la flotta potesse essere ceduta all’Austria.

Le successive ventiquattro ore di vuoto di potere trascorsero senza particolari difficoltà, Liborio Romano era riuscito a evitare problemi e inviò un telegramma in risposta a Garibaldi, che chiedeva di entrare a Napoli subito dopo l’arrivo del comandante della Guardia nazionale. 
(Liborio Romano)

#### L'ingresso a Napoli di Garibaldi

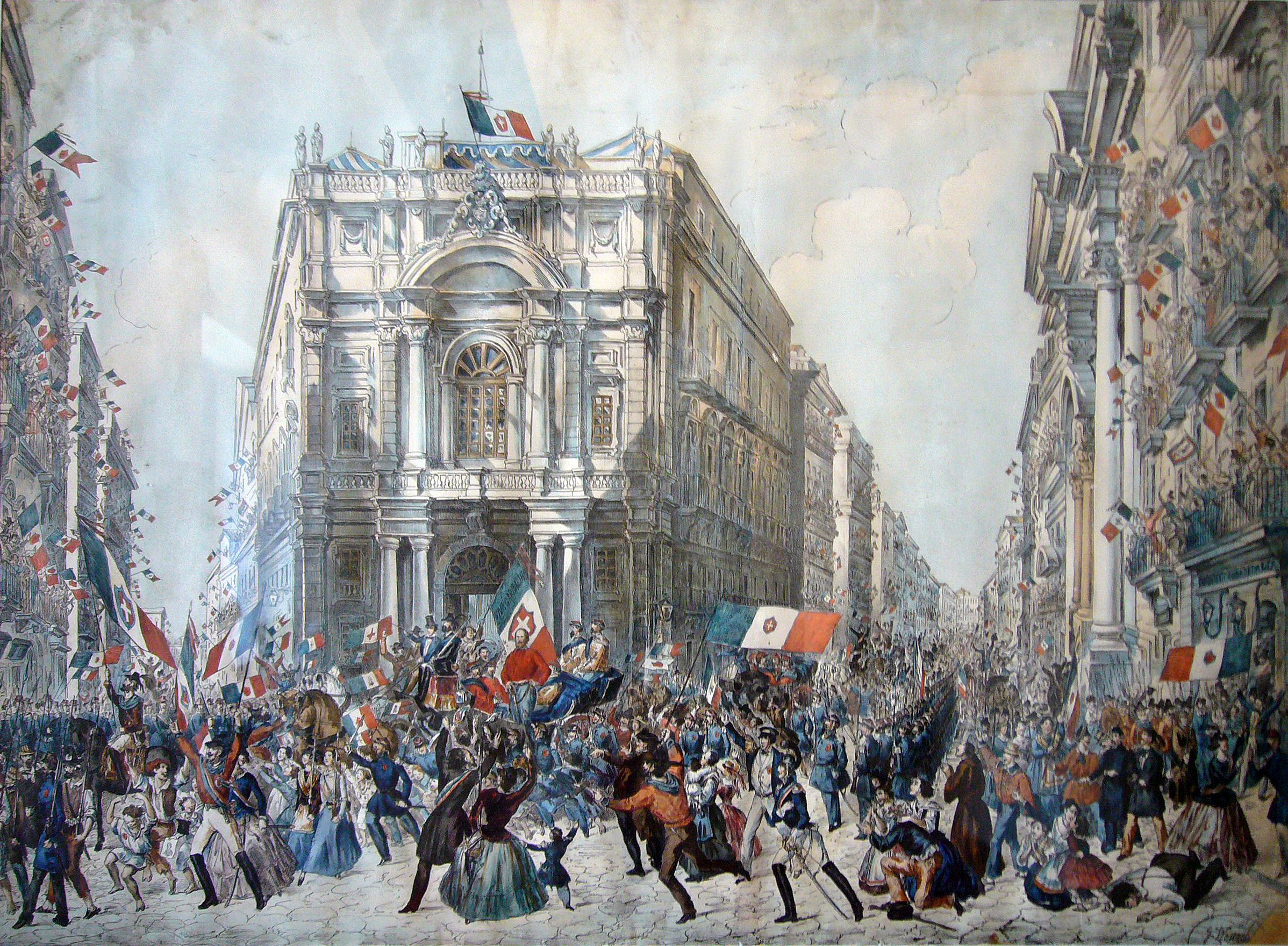
Ingresso di Garibaldi a Napoli il 7 settembre 1860, Franz Wenzel Schwarz.

Intanto, il 6 settembre re Francesco II abbandonava Napoli, imbarcandosi con la famiglia sul vapore Messaggero, cercando di riorganizzare il suo esercito fra la fortezza di Gaeta e quella di Capua, con al centro il fiume Volturno. Così, il 7 settembre, Garibaldi, precedendo il grosso del suo esercito, viaggiando su un treno, che da Torre Annunziata dovette procedere lentamente per non travolgere le ali di folla festante, poté entrare in città accolto da liberatore. Le truppe borboniche, ancora presenti in abbondanza e acquartierate nei castelli, non offrirono alcuna resistenza e si arresero poco dopo.
Dopo l'ingresso di Garibaldi a Napoli, la situazione italiana era questa: le regioni meridionali (Sicilia, Calabria, Basilicata, e quasi tutta la Campania) erano state conquistate da Garibaldi, mentre Lombardia, Emilia, Romagna, Toscana erano entrate nel Regno d'Italia in seguito alla seconda guerra d'indipendenza italiana e ai successivi plebisciti. Il Sud e il Nord della penisola erano però ancora separati dalla presenza dello Stato Pontificio. L'avanzata di Garibaldi, inoltre, preoccupava i moderati e le corti europee sia per una sua possibile avanzata fino a Roma e per il rischio di una svolta repubblicana rivoluzionaria causa la presenza mazziniana sempre più attiva.

#### La reazione borbonica in Irpinia e negli Abruzzi

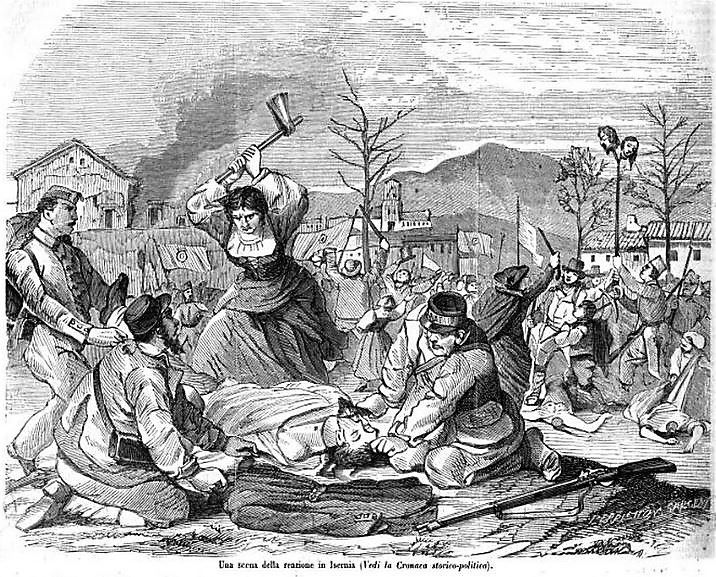
La reazione di Isernia - da Il mondo illustrato del 16-02-1861.

Nel nord del regno, dove la popolazione subiva maggiormente l’influenza clericale, si verificarono casi di cosiddetta “reazione”, termine allora usato per indicare chi si opponeva al cambiamento verso l’Italia unita. I “reazionari” iniziarono uno stato di guerra civile sporadica, con tutti gli orrori più crudeli che erano stati risparmiati alle province del sud del reame.
Il giorno 8 settembre nel distretto di Ariano e Monte Mileto i generali borbonici Bonanno e Flores, lì arrivati con 4000 soldati regi, avevano provocato una insurrezione anti-liberale da parte dei contadini realisti, che iniziarono a compiere ruberie, massacri, trucidando i capi del partito liberale che non erano fuggiti in tempo e rapine di ogni genere a danno della locale popolazione di sentimenti liberali.
Per sedare i tumulti vennero celermente inviati 1500 garibaldini comandati da Türr e nonostante la superiorità numerica i regi del generale Bonanno non opposero resistenza, in quanto i racconti dei soldati reduci dalle Calabrie avevano profondamente fiaccato il morale dei soldati al punto che il generale Bonanno non riteneva di poterli impegnare in combattimento, con conseguente sbandamento della truppa borbonica. Il Türr, coadiuvato anche dalla locale Guardia Nazionale, avanzò verso Venticane e Monte Mileto dove a seguito di un piccolo scontro furono effettuati arresti. A Grottaminarda il generale Flores era stato arrestato dalla Guardia Nazionale di Montefusco.
Il Türr agì con responsabilità, ordinando la fucilazione di solamente due dei caporioni del massacro e delle violenze, senza cedere alle richieste dei liberali del luogo, che avrebbero invece voluto una punizione ben più estesa ad almeno una dozzina di responsabili.
Successivamente negli Abruzzi e in Molise le truppe del nuovo regio esercito dovettero effettuare repressioni più dure contro i reazionari che insorgevano contro il nuovo assetto politico.
Altri simili e gravi fatti si verificarono a Isernia per alcuni giorni nel periodo della battaglia del Volturno, quando su indicazioni del vescovo, dell'autorità di Gaeta e, guidati dai gendarmi regi, i contadini invasero la città di Isernia e altri centri vicini compiendo per un'intera settimana saccheggi, eccidi, gravi violenze e perfino mutilazioni alle loro vittime liberali.
Gli episodi di reazione a danno dei liberali e dei sostenitori dell'unità proseguirono e furono spesso cruenti come riporta la stampa del tempo nel caso dell'eccidio di Lauro nell'allora Terra di Lavoro, che avvenne con grande efferatezza descritta dall'articolo del giornale Il mondo illustrato del 2 novembre 1861.

#### L'intervento piemontese

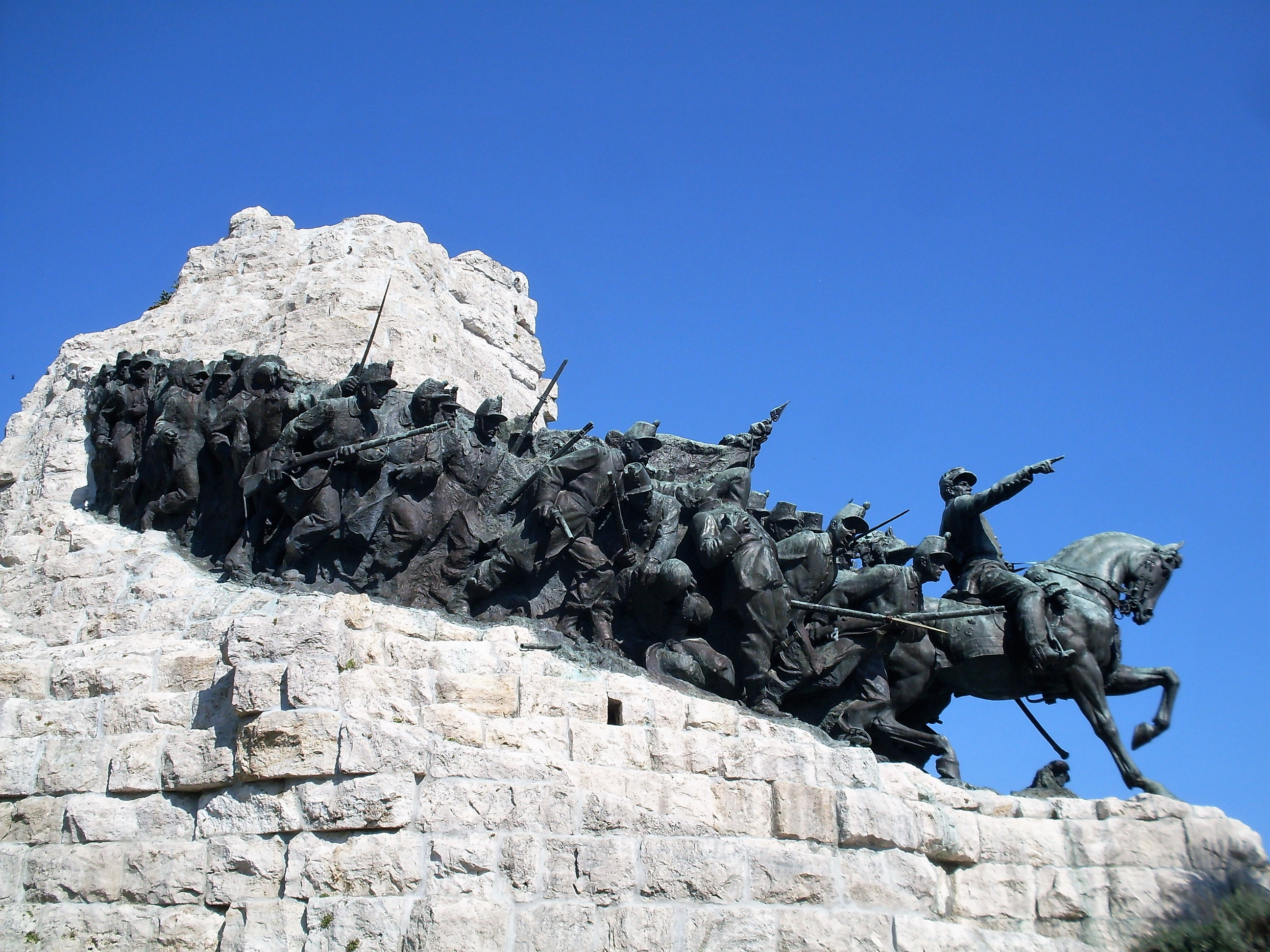
Il Monumento in ricordo della Battaglia di Castelfidardo (autore Vito Pardo).

Le dichiarate e apparenti intenzioni di Garibaldi di proseguire la sua marcia vittoriosa anche verso Roma e poi Venezia risulta da un suo decreto del 10 settembre 1860, che preoccupava Napoleone III, il quale temeva un estendersi della rivoluzione Garibaldina e non intendendo impegnarsi di nuovo militarmente, con il trattato segreto di Chambery aveva convenuto con Cavour di acconsentire ad un'occupazione delle Marche e Umbria pontificie, per salvaguardare il papato nel Lazio e fermare l’avanzata di Garibaldi.
Vittorio Emanuele II decise allora di intervenire con il proprio esercito per annettere Marche e Umbria, ancora nelle mani dello Stato Pontificio, e unire così il nord e il sud d'Italia. Al papa, secondo i piani del re, sarebbe stato lasciato il solo Lazio, come estremo baluardo del dominio temporale.
Nel frattempo la rapida avanzata di Garibaldi destabilizzava anche altre aree della penisola: ai primi di settembre, nelle province ancora sotto lo stato pontificio si verificarono tumulti: Urbino, Senigallia, Pesaro, Fossombrone, per la cui repressione si mosse l'esercito papalino da poco rinnovato e rinforzato dal generale Christophe de Lamoricière. Subito il governo di Torino protestò contro questa repressione e chiese con una nota ufficiale il disarmo e lo scioglimento delle truppe mercenarie pontificie, ottenendo come risposta un diniego. A seguito di ciò l'11 settembre l'esercito piemontese al comando di Fanti attraversava il confine avanzando nelle Marche e in Umbria, l'intervento si era reso necessario per bloccare da nord ogni possibile avanzata di Garibaldi oltre Napoli verso Roma, che se messa in atto avrebbe rotto la neutralità o il non intervento nella vicenda di potenze europee, in primis la Francia, che dalla restaurazione si era sempre mossa militarmente a difesa del pontefice e del suo potere temporale.

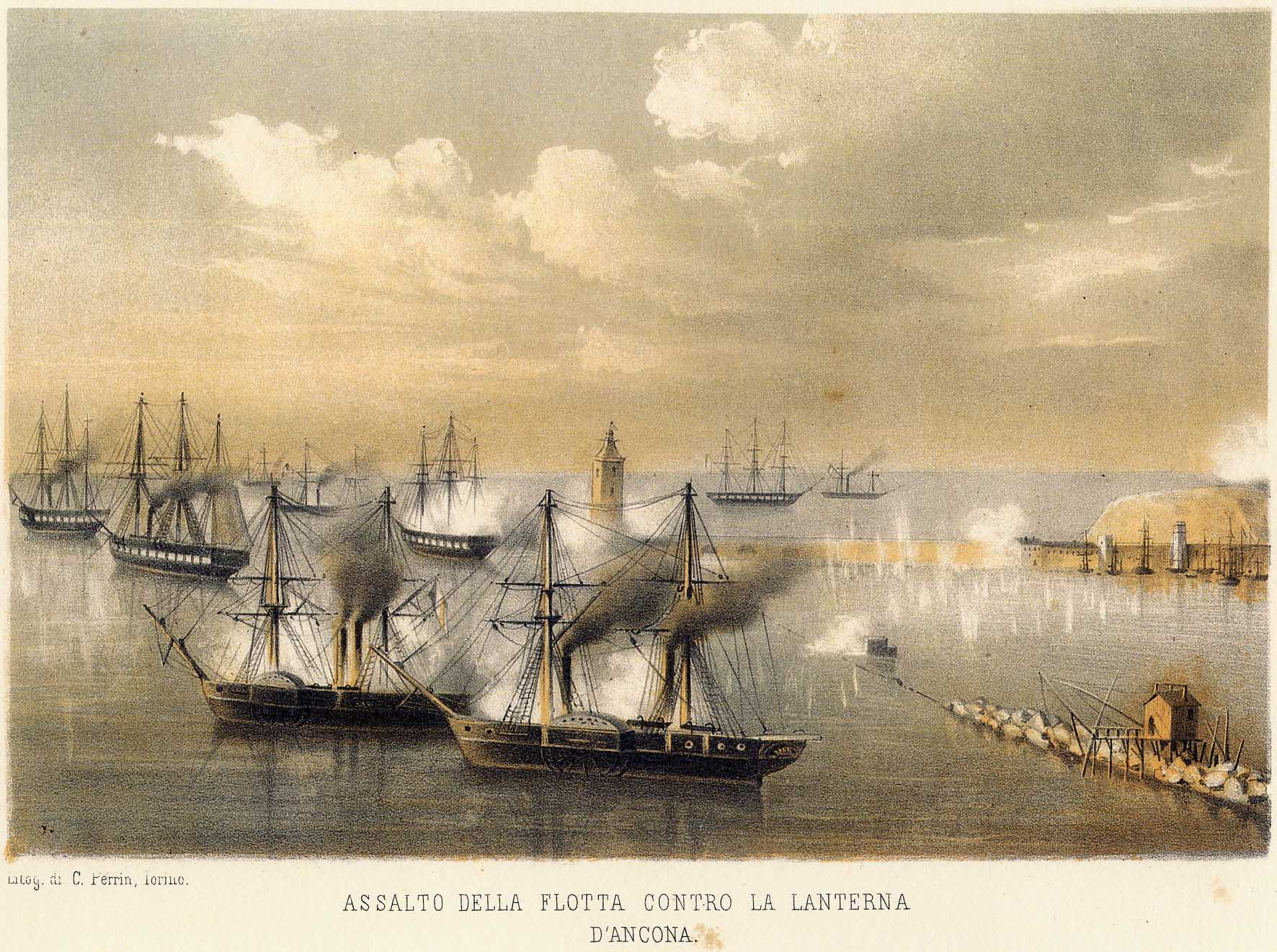
Le navi dell'ammiraglio Persano assediano Ancona - cannoneggiamento del "Forte della Lanterna".

Il 18 settembre 1860 durante la Battaglia di Castelfidardo le forze sarde sconfissero quelle pontificie, composte per oltre metà di volontari che, rispondendo all'appello del papa, provenivano da diversi paesi cattolici d'Europa. Secondo i dati forniti dallo storico Trevelyan l’armata del generale Fanti, impiegata in Umbria e Marche, era composta di 33000 soldati, comprensiva dei corpi d’armata di Cialdini e Della Rocca.
A Castelfidardo le forze piemontesi disponevano di 16449 soldati, ma ne vennero impiegati effettivamente 4880, contro i soldati comandati dal generale pontificio Lamoricière che, pur disponendo di una forza da campo di 8000 soldati, ne impiegò effettivamente 6650. Ebbero la meglio i piemontesi che inseguirono i superstiti papalini fino alla piazzaforte di Ancona, dove avvenne l'ultimo scontro, che vide ancora una volta le truppe regie vittoriose, dopo un assedio da terra e dal mare terminato il 29 settembre 1860. Con la caduta della piazzaforte di Ancona terminerà anche di fatto il potere temporale della chiesa in Umbria e Marche. Il 3 ottobre 1860 Vittorio Emanuele II, a bordo della nave Governolo, sbarca nel porto di Ancona calorosamente accolto dalla popolazione e dai generali Cialdini e Fanti, dal commissario Valerio e dai componenti della giunta provvisoria con a capo il presidente Fazioli.

#### Le battaglie del Volturno e del Garigliano

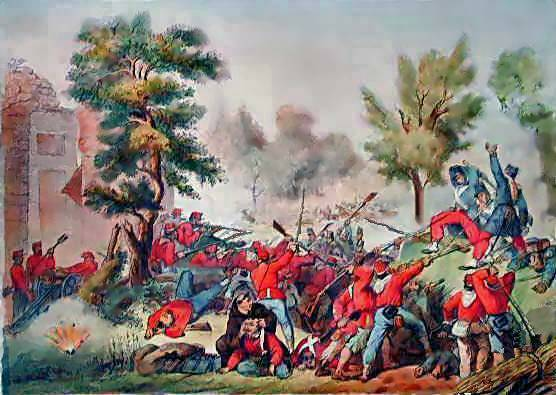
Battaglia del Volturno - combattimento di Porta Romana, verso Santa Maria Maggiore.

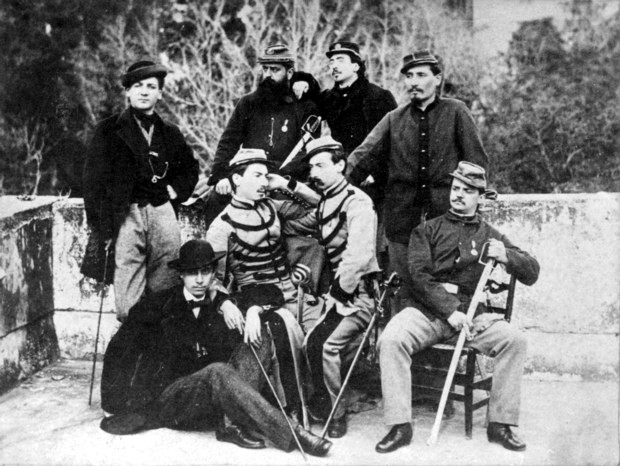
Volontari trentini al comando delle truppe garibaldine dopo la Battaglia del Volturno.

Tra fine settembre e i primi giorni di ottobre avvenne la decisiva battaglia del Volturno, dove circa 50000 soldati borbonici persero lo scontro con gli uomini di Garibaldi, i quali erano approssimativamente la metà. Si ritiene che le forze effettivamente impegnate nella battaglia del 1º ottobre furono di 28000 regi borbonici contro 20000 garibaldini, mentre il 2 ottobre ai garibaldini si aggiunsero i volontari calabresi di Stocco, quattro compagnie piemontesi e parecchie dozzine di cannonieri piemontesi a Santa Maria e Sant'angelo. La battaglia, la più aspra di tutta la spedizione, terminò il 1º ottobre (altri dicono il 2 ottobre).
Dopo questa sconfitta, il re, la regina e i resti dell'esercito borbonico si asserragliarono a Gaeta, ultimo baluardo a difesa del Regno delle Due Sicilie, assieme alla cittadella di Messina e Civitella del Tronto.
Il 9 ottobre ad Ancona Vittorio Emanuele II si pose a capo dell'esercito e il 15 ottobre attraversò il confine del Regno delle due Sicilie, l'esercito piemontese proseguì la sua discesa entrando in Abruzzo e convergendo quindi verso la Campania, muovendosi verso Gaeta e andando incontro alle truppe garibaldine.

#### L'incontro di Teano e l'assedio di Gaeta

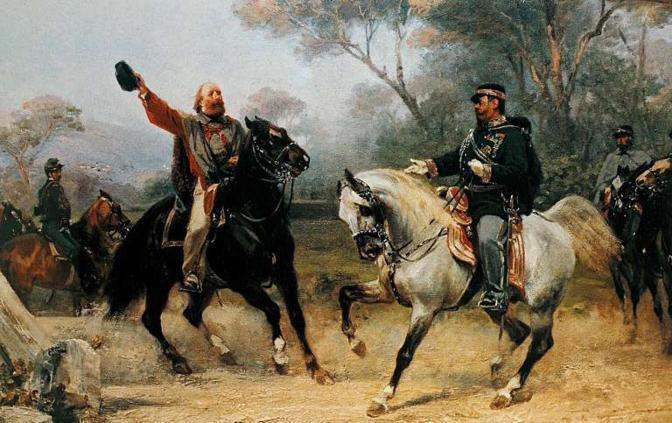
Incontro a Teano.

Il 20 ottobre il generale Cialdini sconfisse le truppe borboniche nella battaglia del Macerone. Il giorno seguente nei comuni dell'ex regno delle Due Sicilie si svolsero i plebisciti con il quesito: 
Il 26 ottobre Vittorio Emanuele II incontrò Giuseppe Garibaldi, in quello che diverrà noto come l'incontro di Teano: si concludeva così simbolicamente la Spedizione dei Mille. Garibaldi salutò Vittorio Emanuele come re d'Italia, consegnandogli le terre appena conquistate.
L'assedio di Gaeta fu dapprima iniziato dai garibaldini, sostituiti il 4 novembre 1860 dall'esercito sabaudo che concluse l'assedio il 13 febbraio 1861.
Durante i primi dieci giorni di novembre 1860 circa 17000 soldati borbonici, inseguiti dalle truppe di Vittorio Emanuele II, si rifugiarono nello Stato Pontificio a Terracina, dove furono disarmati e internati nei Colli Albani dalle autorità papali e dalla guarnigione francese di Roma.
Con la resa di Francesco II, gli ultimi Borbone delle Due Sicilie andarono in esilio a Roma sotto la protezione di Pio IX. La cittadella di Messina cadde il 12 marzo e la fortezza di Civitella del Tronto il 20.

#### La partenza di Garibaldi da Napoli

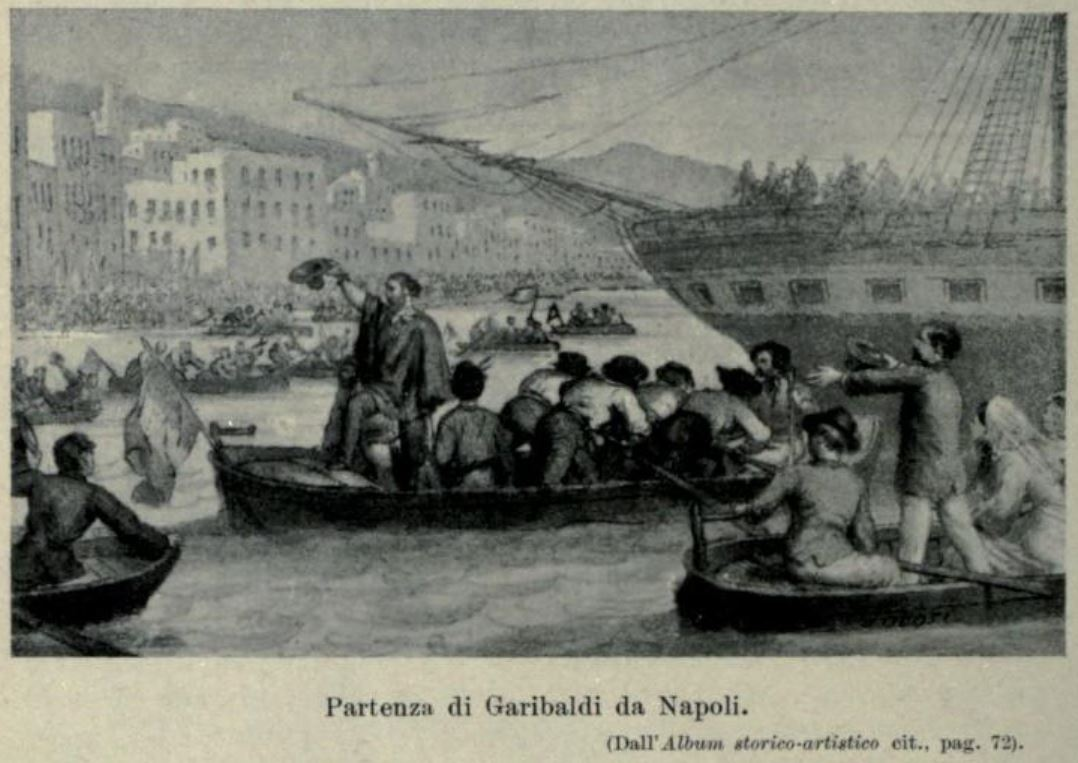
Partenza di Garibaldi da Napoli - Santa Lucia il 9 novembre 1860.

Il giorno 9 novembre 1860 alle ore 4 del mattino Garibaldi saliva su un palischermo nella rada di Santa Lucia di Napoli, per imbarcarsi a bordo della nave Washington. Con lui partirono anche il figlio Menotti, Basso, Stagnetti, Coltelletti, Froscianti, Gusmaroli. 

Gli altri amici che non si imbarcarono con lui lo avevano accompagnato dall’Albergo d’Inghilterra dove Garibaldi alloggiava. Erano trascorsi sei mesi e tre giorni dalla partenza nella notte tra il 5 e 6 maggio 1860.
Tornava a Caprera dopo avere compiuto un'impresa difficile, saliva a bordo della nave Washington dopo avere salutato l’ammiraglio britannico Mundy e partiva nonostante una lettera del re gli chiedesse di restare: la risposta di Garibaldi fu che per il momento si allontanava, ma che sarebbe stato pronto a ripartire il giorno in cui la Patria e il Re avessero avuto bisogno di lui.
Il giorno prima, dopo avere sbrigato le ultime formalità di passaggio dei poteri da dittatore al governo di Vittorio Emanuele II, il popolo napoletano si radunò sotto le finestre dell’albergo dove alloggiava per salutarlo e Garibaldi ricordò a tutti che ora avrebbero dovuto raccogliersi attorno al re, quindi Garibaldi li salutò dicendo loro che avrebbe serbato per sempre il ricordo del tempo trascorso con loro.

Nelle “Memorie autobiografiche” Garibaldi descriverà, con il suo linguaggio schietto, le adulazioni esagerate di cui era stato oggetto da parte di molte persone di riguardo, che fino a poco prima erano state borboniche e che con grande rapidità si proclamavano garibaldine, oltre ad esprimere critiche nei confronti di altri protagonisti degli avvenimenti di quel periodo e successivo.
(Memorie autobiografiche – Giuseppe Garibaldi–- (3° per. Cap. XIV, p. 388))
Il vincitore di un trono, il Dittatore delle Due Sicilie, salpava per Caprera con un fondo cassa di 3000 lire.
Garibaldi aveva scritto un proclama di congedo, i cui termini e toni sono ovviamente quelli che si usavano nella metà del XIX secolo, secondo i modelli culturali di quell’epoca:
(Giuseppe Garibaldi, in La Spedizione Garibaldina di Sicilia e Napoli, Mario Menghini, pp. 407-409)

## Le conseguenze

### La proclamazione del Regno d'Italia e le ripercussioni diplomatiche

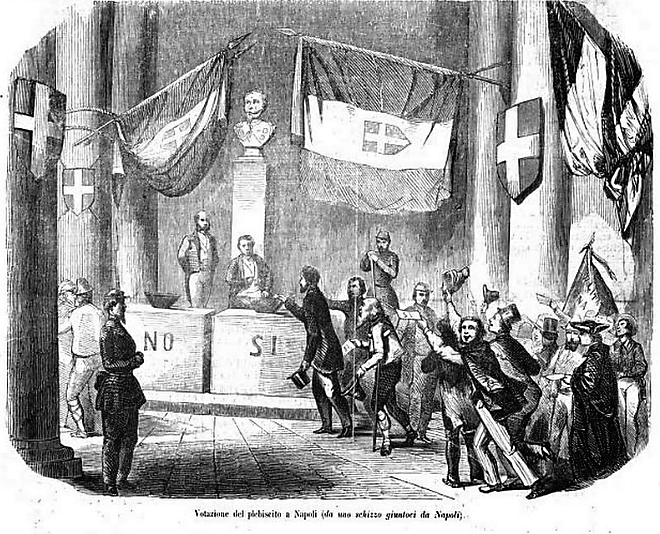
Plebiscito a Napoli

Sulla base dei plebisciti d'annessione dell'ottobre 1860 e in seguito alle capitolazioni delle fortezze di Gaeta e di Messina, il 17 marzo 1861, mentre la fortezza di Civitella del Tronto, nonostante l'assedio, ancora resisteva (si arrenderà tre giorni più tardi), venne proclamato il Regno d'Italia, del quale entrarono a far parte le regioni meridionali, già parte del Regno delle Due Sicilie.
Il 6 novembre Garibaldi schierò in riga, davanti alla Reggia di Caserta, 14000 uomini, 39 artiglierie e 300 cavalli. Essi attesero molte ore che il Re li passasse in rassegna, ma invano. Il giorno successivo, 7 novembre, il Re faceva il suo ingresso a Napoli. Garibaldi, invece, si ritirò nell'isola di Caprera. Nello stesso mese anche Marche e Umbria, con un plebiscito, scelsero l'unione al Regno d'Italia.
Così, unificata la penisola italiana, Vittorio Emanuele II poté essere proclamato Re d'Italia dal neoeletto parlamento italiano riunito a Torino. Il sovrano sabaudo mantenne il numerale "II" e il neoproclamato Regno d'Italia conservò l'apparato normativo e costituzionale del precedente Regno di Sardegna, con la costituzione definitivamente estesa a tutte le province del nuovo regno.
"Fatta l'Italia, bisogna fare gli Italiani": questo motto, attribuito dai più a Massimo d'Azeglio, ma da alcuni anche a Ferdinando Martini, avrebbe ispirato tutta la politica successiva alla spedizione dei Mille.

### Lo scioglimento dell'esercito meridionale

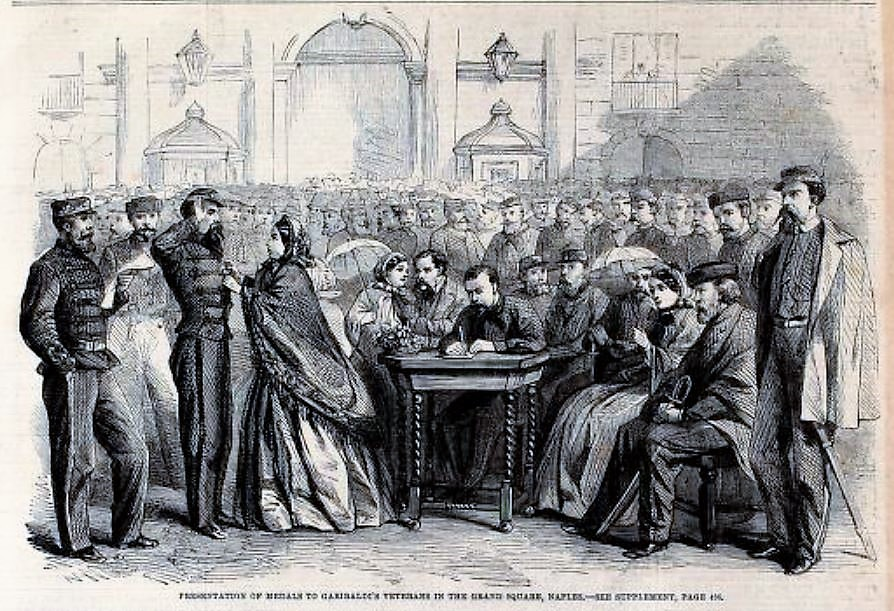
Napoli nov. 1860 - assegnazione di medaglie ai reduci garibaldini.

Al termine della campagna l’esercito garibaldino aveva consegnato il Regno d’Italia a Vittorio Emanuele II, che però non si recò a passare in rivista le truppe garibaldine a Caserta, né scrisse alcuna lettera giustificativa e neppure di ringraziamento per i garibaldini che avevano combattuto per lui. La firma sull'“ordine del giorno”, documento di ringraziamento per l’opera dei garibaldini, portava solo la firma del generale Della Rocca e Garibaldi se la prese con Cavour, pensando che fosse opera sua, mentre il suggerimento che il re non rendesse omaggio ai garibaldini schierati a Caserta era stato determinato dal generale Fanti o della naturale atmosfera di gelosia dell’esercito regolare nei confronti dei volontari garibaldini.
L’inconveniente poteva provocare un'eventuale mancata presenza di Garibaldi a fianco del Re con tutti i conseguenti problemi, ma Cialdini riuscì a convincere Garibaldi a partecipare alla sfilata a fianco di Vittorio Emanuele II, così il 7 novembre Garibaldi era a fianco del re nella carrozza che sfilava per le vie di Napoli e, nonostante la pioggia torrenziale, i napoletani erano in uno stato di entusiasmo frenetico.

Il piano di Cavour di dividere l’armata garibaldina in tre gruppi non ebbe attuazione, il piano prevedeva un primo gruppo da sciogliere, un secondo gruppo per formare i Cacciatori delle Alpi e un terzo piccolo gruppo di ufficiali da inquadrare con incarichi nell'esercito regolare.

La truppa garibaldina venne liquidata con una regalia, mentre i garibaldini ungheresi vennero impiegati nella repressione del brigantaggio negli Abruzzi e in Molise e nei successivi due anni vennero ammessi come ufficiali nell'esercito regolare solo 1584 ex garibaldini, con grande indignazione di Garibaldi e dei suoi fedeli, in quanto Garibaldi aveva sperato che l’armata garibaldina fosse mantenuta come corpo militare per le successive guerre per proseguire l’unità italiana con la liberazione di Venezia e di Roma..

### La questione meridionale e il brigantaggio post-unitario

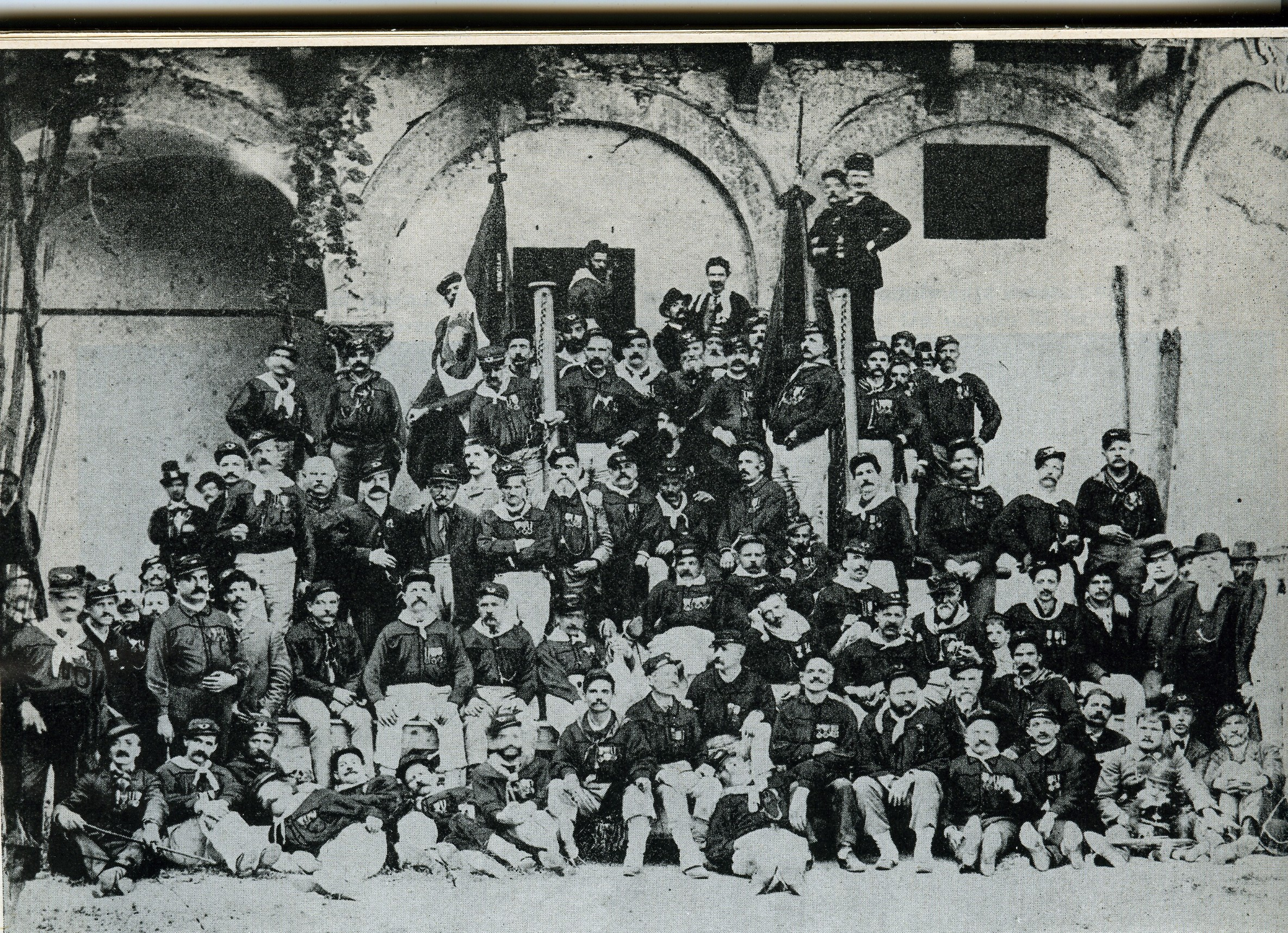
1860. I reduci garibaldini bresciani dei Mille.

Agli ufficiali dei disciolti esercito delle Due Sicilie e della Real Marina del Regno delle Due Sicilie fu consentito di entrare nell'esercito e nella marina del Regno d'Italia mantenendo il medesimo grado. Per contro, coloro che rifiutarono di prestare giuramento in favore del nuovo sovrano, rimanendo fedeli a Francesco II, furono deportati nei campi di prigionia di Alessandria, San Maurizio Canavese e nel Forte di Fenestrelle ove secondo il revisionismo neoborbonico, una grande quantità trovarono la morte per fame, stenti e malattie, ricostruzioni che secondo altre ricerche sembrano però non trovare fondamento.
Per quanto riguarda i soldati borbonici, molti si diedero alla macchia, continuando a combattere per l'indipendenza delle Due Sicilie, e anche tra coloro che si unirono a Garibaldi durante la spedizione, infine, non mancò chi, come Carmine Crocco, già soldato sotto Ferdinando II, poi fuorilegge amareggiato, secondo taluni, per gli esiti della spedizione o deluso, secondo altri, dalla mancata amnistia per le sue precedenti condanne da parte del nuovo governo unitario, sposò la causa legittimista, contribuendo alla nascita e allo sviluppo del brigantaggio postunitario, evento incentivato dal governo borbonico in esilio a Roma, con l'importante sostegno della "Corte di Roma" e di altri stati europei contrari alla piena unità italiana..

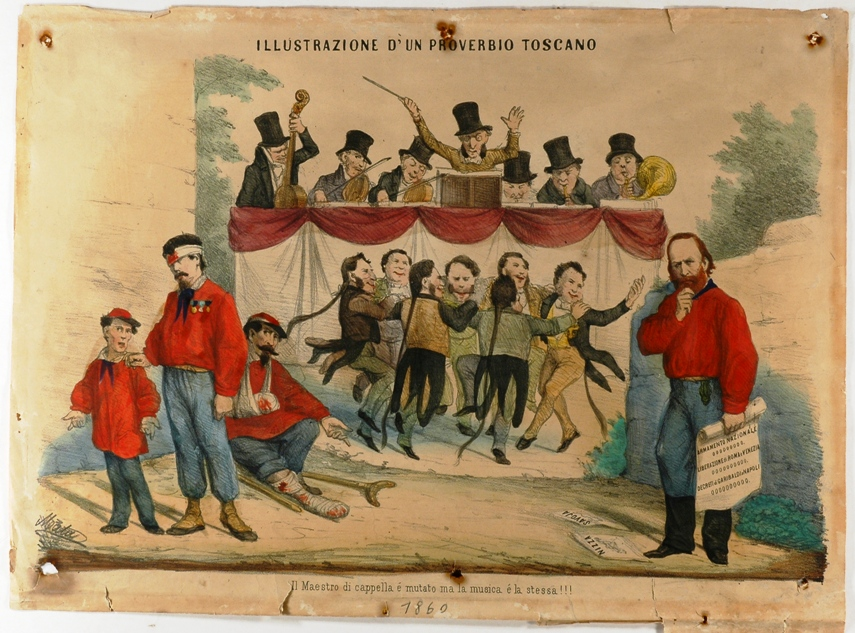
Stampa popolare del 1860 che mostra le delusioni garibaldine: un Garibaldi pensieroso regge un foglio sui temi dell'armamento nazionale, liberazione di Roma e Venezia e i suoi decreti emessi a Napoli, a terra giacciono due fogli con i nomi di Nizza e Savoia ormai perse alla unità nazionale, tre volontari garibaldini, di cui due feriti, messi in disparte, volgono le spalle a un gruppo di notabili e reazionari codini che ballano, commentati col detto: "Il maestro di cappella è mutato, ma la musica è la stessa".

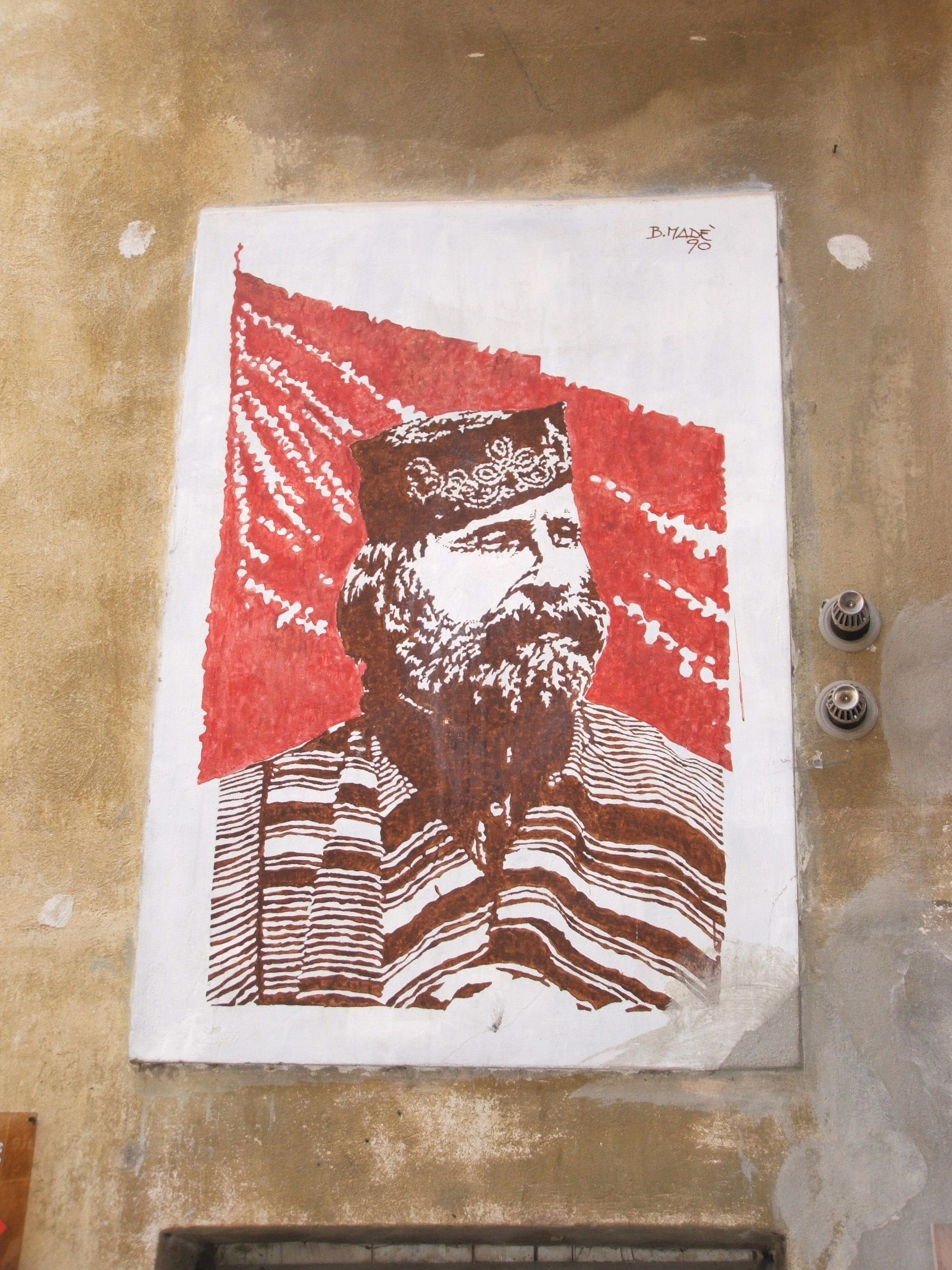
Garibaldi raffigurato in un affresco sul muro di un edificio a Guardabosone, in provincia di Vercelli.

Già prima dell'unità d'Italia, negli ultimi mesi del 1860 molte delle aspettative generate dalla spedizione dei mille furono deluse, cominciarono le proteste contro il nuovo governo e nell'Italia continentale cominciò il sostegno al brigantaggio postunitario da parte dei Borbone e del clero. Nei territori appartenuti al regno delle Due Sicilie i contadini e gli strati più poveri della popolazione, dopo aver inizialmente creduto che con Garibaldi le condizioni di vita sarebbero migliorate, si ritrovarono, invece, ad affrontare maggiori tasse e la coscrizione (servizio di leva) obbligatoria, con una conseguente diminuzione delle braccia in grado di sostenere una famiglia, mentre nel settentrione la leva militare obbligatoria generava meno problemi, in quanto i metodi di coltivazione erano più avanzati.
Va evidenziato che nel sud continentale la leva militare esisteva già in forma limitata a sorteggio e i territori più danneggiati dalla coscrizione erano la Sicilia e lo Stato Pontificio, dove il servizio militare prima dell'unità era esclusivamente volontario e professionale e dove, comunque, non si verificarono rivolte anti-sabaude. La constatazione che il sistema fiscale piemontese, esteso a tutto il Regno d'Italia, fosse troppo pesante per le regioni meridionali annesse e in parte anche per quelle centrali, è la prova del divario allora esistente tra i redditi pro-capite del settentrione e quelli del meridione nel 1861, è infatti facile concludere che, in caso di parità di reddito, negli anni successivi all'Unità le tasse del sistema fiscale del nuovo Regno non sarebbero state pesanti per il contribuente del sud o, comunque, non più di quanto lo erano per il contribuente del nord.
Ne I Malavoglia di Giovanni Verga appare chiara la disillusione, seguita da una cocente delusione, della popolazione di fronte alla nuova Italia unita, attraverso i racconti della lunga coscrizione del giovane 'Ntoni, la morte del giovane Luca nella battaglia di Lissa e le nuove tasse. L'amara delusione di chi sperava che l'unità d'Italia avrebbe cambiato le sorti del Sud è ben raccontata anche nel romanzo di Anna Banti, Noi credevamo. Nel meridione continentale questo malcontento popolare sfociò nel movimento di resistenza definito brigantaggio.
Lo stesso Garibaldi nel 1868 scrisse in una lettera a Adelaide Cairoli:
(Giuseppe Garibaldi a Adelaide Cairoli, 1868.)
Delusi furono anche molti liberali che avevano riposto nell'unità d'Italia la realizzazione delle loro ambizioni, ma che si ritrovarono in una situazione politica sostanzialmente immutata; mentre il risveglio economico, garantito dalle politiche fiscali di Ferdinando II e dalle floride condizioni del regno borbonico, cessò di colpo, non essendo l'economia del sud in grado di sostenere la concorrenza in regime di libero mercato e senza la protezione doganale. Le valutazioni sul buono stato delle condizioni dell’economia preunitaria borbonica non sono condivise da Giustino Fortunato, che evidenzia come le spese erano rivolte in grande maggioranza alla corte o alle forze armate, incaricate di proteggere la ristrettissima casta dominante del regno, lasciando pochissimo agli investimenti per opere pubbliche, sanità e istruzione.
Anche il marxista Antonio Gramsci attribuì il manifestarsi della Questione meridionale principalmente ai molti secoli di diversa storia dell'Italia meridionale, rispetto alla storia dell'Italia settentrionale, come chiaramente esposto nella sua opera "La questione meridionale".
Il patriota Luigi Settembrini, mentre era rettore all'università di Napoli, disse agli studenti: «Colpa di Ferdinando II! Se avesse fatto impiccare me e gli altri come me, non si sarebbe venuto a questo!». Rimase rammaricato anche Ferdinando Petruccelli della Gattina, che nella sua opera I moribondi del Palazzo Carignano (1862), espresse la sua amarezza nei confronti della negligenza della nuova classe politica. Anche il clero rimase deluso, sia per la perdita di Umbria e Marche da parte dello Stato pontificio, sia per il frequente esproprio di beni ecclesiastici, la soppressione degli Ordini Religiosi e la chiusura di numerosi istituti di utilità sociale. Non rimasero invece deluse le popolazioni ex pontificie, perché potevano vivere in uno stato laico, senza i condizionamenti e le costrizioni religiose della monarchia teocratica assoluta papale, che discriminava i cittadini in base alla religione professata e che prevedeva tribunali distinti per il clero giudicato dal Foro Ecclesiastico, mentre i cittadini erano giudicati dai tribunali ordinari. Con l'Unità il clero divenne soggetto alle leggi sul servizio militare, obbligo successivamente abolito nel 1929 a seguito dei Patti Lateranensi.
Secondo alcuni critici i moti del 1860 e il Risorgimento furono l'espressione dalle classi colte e dalla borghesia e non dalle masse, con la conseguenza che nel meridione la mancata mediazione del governo paternalistico borbonico provocò un rafforzamento della classe dei proprietari terrieri e della locale borghesia, anche a danno delle classi contadine.

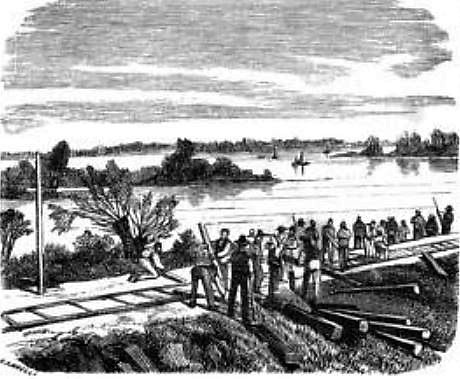
Costruzione di ferrovie nel sud dopo il 1861 dove erano presenti solo 184 km nella zona di Napoli e città vicine.

Con l'unità si evidenziò il divario infrastrutturale, infatti su una rete complessiva di circa 90000 km di strade della penisola, lo sviluppo della rete stradale del Centro-Nord era stimata approssimativamente 75500 km rispetto ai 14700 km valutati per il Meridione e isole, senza considerare i territori non ancora annessi del Lazio, Veneto, Friuli V.G. e Trentino.
La siderurgia della penisola presentava una produzione annuale di 18500 tonnellate di ferro, delle quali 17000 prodotte nel nord e solo 1500 nel sud.
Con l'unità d'Italia venne estesa anche al Meridione la rete ferroviaria largamente presente nel Settentrione, infatti nel 1861 dei 2520 km di ferrovie presenti nella penisola, solo 184 km si trovavano nel Meridione limitatamente alla zona attorno a Napoli, lasciando quindi Abruzzo, Molise, Puglia, Basilicata, Calabria Sicilia e Sardegna senza ferrovie.
Venne avviato anche un programma di insegnamento scolastico per combattere l'analfabetismo, largamente diffuso nella penisola e che nel 1860 raggiungeva la percentuale più elevata nei territori del Regno delle Due Sicilie.

La piemontesizzazione ovvero l'estensione a tutti i territori annessi delle leggi e regolamenti del Regno di Sardegna, creò polemiche con i sostenitori del federalismo come Cattaneo e di una più ampia autonomia amministrativa regionale, in particolare nei territori dell'ex Regno delle Due Sicilie dove erano presenti tradizioni diverse, che creavano problemi agli amministratori settentrionali: 
(Il Risorgimento Italiano, Denis Mack Smith, cap. XXXVII - La Questione Meridionale, pag. 525)
Certamente vennero commessi errori dovuti alla difficoltà di affrontare una situazione complessa:
(Il Risorgimento Italiano, Denis Mack Smith, cap. XXXVII - La Questione Meridionale, pag. 531)

## Il dibattito storiografico

### Cavour e la spedizione di Garibaldi
Secondo il Trevelyan la scuola interpretativa di cui Alessandro Luzio è un accreditato rappresentante, sostiene che il Cavour aiutò e favorì la spedizione garibaldina fin dall'inizio, indipendentemente dalle pressioni dell'opinione pubblica e del re e, nonostante le diverse e dibattute interpretazioni, lo storico britannico ritiene assodato che l'aiuto fornito da Cavour a Garibaldi fu comunque fondamentale per la riuscita dell'impresa garibaldina e che l'unità d'Italia fu possibile anche grazie alla decisione dei ministri britannici Russell e Palmerston di non ostacolare Garibaldi nell'attraversare lo Stretto di Messina, mentre gli altri stati europei sarebbero stati favorevoli al blocco navale nello Stretto.
L'andamento della Spedizione garibaldina generava comunque la preoccupazione per sviluppi politico-istituzionali non prevedibili e convinse anche Napoleone III che la rivoluzione in corso nel Regno delle Due Sicilie andasse fermata.
Con il trattato segreto di Chambéry
Napoleone III diede il via libera a Cavour per l’occupazione dell’Umbria e delle Marche pontificie per arrivare a Napoli, anche con l’evidente intento di prevenire una possibile invasione del Lazio papale da parte dell’armata garibaldina, già tentata con la cosiddetta diversione di Zambianchi per provocare un'insurrezione nello Stato Pontificio, terminata con il fallimento.
Il Cavour aveva sempre impedito l’attuazione dei progetti mazziniani di sbarchi e attacchi garibaldini diretti anche contro lo Stato Pontificio, fatto questo che avrebbe creato complicazioni internazionali, impedendo prima alla Spedizione del Medici e poi alle Spedizioni di Pianciani e Nicotera di invadere i territori pontifici, per poi dirigersi verso sud, attuando con forze maggiori la iniziale fallita “Diversione Zambianchi”, con l’intento di dividere le forze borboniche, facilitando l’azione di Garibaldi.
Pertanto il successivo invio delle navi francesi per proteggere Gaeta assediata può essere interpretato come un atto di politica interna francese al fine di mantenere il consenso dei clericali francesi, che erano importanti per mantenere il trono a Napoleone III.

### Agiografia e problema del Meridione

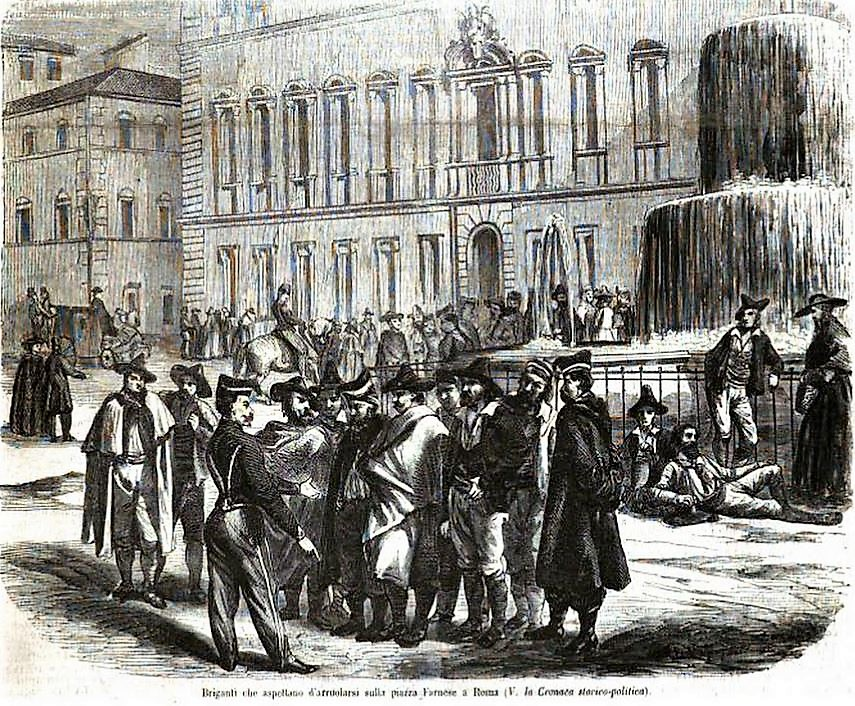
Arruolamento di briganti a Roma piazza Farnese.

La spedizione dei Mille è un passaggio obbligato per capire la storia dello Stato unitario italiano e ha generato diverse controversie su come sia stato concepito. Diversi storici vedono nell'impresa garibaldina il punto d'origine di fenomeni complessi come il Brigantaggio postunitario, lo squilibrio nord-sud, l'emigrazione (assente nel Sud Italia prima dell'unità) e la cosiddetta "questione meridionale". Denis Mack Smith precisava però che nel Regno delle Due Sicilie le infrastrutture erano scarse, l'agricoltura e l'industria arretrate per scelta politica ed erano necessari passaporti anche per spostamenti all'interno del regno. Anche Antonio Gramsci evidenzia la grande diversità delle condizioni socio-economiche presenti nella penisola italiana nel 1860 tra settentrione e meridione.
Qualche corrente di pensiero ritiene che la spedizione dei Mille sia stata narrata in modo "agiografico" dalla storiografia tradizionale.
Ciò, in particolare, a fronte al brigantaggio che fu ferocemente represso dal nuovo Regno d'Italia e a una presunta damnatio memoriae che sarebbe toccata alla dinastia borbonica. Nel decennio successivo all'unità, secondo alcune scuole storiografiche si scatenò nel meridione italiano una guerra civile per combattere la quale fu necessario l'impiego di un elevato numero di militari, secondo alcuni fino a 140000, la sospensione dei diritti civili (Legge Pica), nonché devastazioni e saccheggi di interi abitati (come a Pontelandolfo e Casalduni) come ritorsione alle violenze, spesso efferate, dei briganti, per poter annientare le bande armate.
Al riguardo si può sottolineare che il meridionalista Francesco Saverio Nitti affermò come il brigantaggio fosse un fenomeno endemico nel sud preunitario:
(Francesco Saverio Nitti, Eroi e briganti, pagg. 9-33.,)
L'affermazione del Nitti sul brigantaggio come "agente storico nel sud" è confermata anche dal fatto che, non essendo in grado di fermare Garibaldi, il governo borbonico si rivolse al famoso bandito calabrese Giosafatte Tallarino,, il quale, con una decina di complici, avrebbe dovuto uccidere Garibaldi (vedere: I progetti di attentato contro Garibaldi).
Il Nitti prosegue precisando come i briganti del Sud preunitario fossero un gravissimo e insolubile problema per i governi borbonici:
(Francesco Saverio Nitti, Eroi e briganti, pp. 9-33.)
Per la repressione del gravissimo problema del brigantaggio il Regno delle Due Sicilie aveva approvato leggi speciali come il Decreto di Re Ferdinando I n. 110 del 30 agosto 1821 e il Decreto di Re Francesco II n. 424 del 24 ottobre 1859, leggi molto più dure della stessa legge Pica successiva all'unità.
Il Nitti constatava quindi l'incapacità dei governi borbonici nel debellare il grave fenomeno del Brigantaggio, che formava bande grandi come eserciti e che costringeva addirittura i governi borbonici a vergognosi compromessi, mentre noi possiamo rilevare che al Regno d'Italia l'operazione di risolvere il problema del brigantaggio era invece riuscita.
Nell'iconografia tradizionale, la figura di Garibaldi assume le sembianze dell'eroe che combatte e vince contro un esercito ben più numeroso, mentre i tanti "briganti" che in seguito combatterono contro un ben più organizzato esercito piemontese ebbero il torto di essere perdenti.
A tale riguardo occorre anche precisare che il brigantaggio post-unitario era capeggiato in gran parte da briganti già condannati dagli stessi tribunali borbonici ed era finanziato dal governo borbonico in esilio a Roma, con il sostegno del clero e di alcune potenze straniere miranti a destabilizzare il nuovo stato italiano, erano infatti presenti ufficiali stranieri, il più noto dei quali era Borjes e che il cosiddetto "esercito piemontese" che reprimeva il brigantaggio, in realtà era il Regio Esercito Italiano e comprendeva anche molti ufficiali e soldati meridionali, con l'ausilio della Guardia Nazionale Italiana, milizia locale interamente meridionale. Lo stesso Stato Pontificio, che ospitava il governo borbonico in esilio, dovette poi istituire uno speciale corpo chiamato "Squadriglieri" per fronteggiare le gravi violenze dei briganti che sconfinavano nel Lazio meridionale per sfuggire al Regio Esercito e adottare norme anti-brigantaggio con gli "editti Pericoli".
Quindi, secondo i revisionisti del Risorgimento, il mito di Garibaldi sarebbe stato funzionale agli assetti di potere vincenti, non considerando però il diverso comportamento delle popolazioni degli altri stati preunitari anch'essi annessi al Regno di Sardegna, stati che in tale ottica sarebbero da considerare anche essi “vinti”, come il Lombardo-Veneto, i Ducati di Parma e Piacenza, Modena, il Granducato di Toscana e lo Stato Pontificio e che, invece, il revisionismo tende ad assimilare ai “vincitori” con evidente contraddizione.
Un'altra contraddizione del revisionismo è la mancata considerazione del grande voto filo-sabaudo in occasione del Referendum monarchia-repubblica del 1946, mentre il settentrione votò repubblica e tale voto filo-sabaudo del sud è particolarmente significativo, perché erano trascorsi solo 85 anni dall'unità, pertanto molti votanti meridionali al referendum avevano potuto ascoltare i racconti pre-unitari dalla viva voce dei nonni e dei genitori che li avevano vissuti in gioventù. Il revisionismo non considera anche che, con la proclamazione della repubblica fu il napoletano Achille Lauro a contribuire a fondare il Partito Monarchico, che era molto votato a Napoli e nel Sud, divenuto poi Partito Democratico Italiano di Unità Monarchica è esistito fino al 1972, quando si fuse con altro partito.
Lo storico inglese Denis Mack Smith ne "I re d'Italia", con riferimento al periodo storico che comincia dall'unità d'Italia, il periodo monarchico dal 1861 fino al 1946, scrive: "La documentazione di cui disponiamo è tendenziosa e comunque inadeguata [...] Gli storici hanno dovuto essere reticenti e, in alcuni casi, restare soggetti a censura o imporsi un'autocensura.", nella prefazione viene precisato anche che la mancanza di documentazione è dovuta soprattutto al fatto che molti archivi privati reali sono stati portati in esilio dopo l'avvento della repubblica. Lo stesso Denis Mack Smith ha però anche denunciato in altre opere il grave stato di arretratezza in cui versava il sud nel 1860.
Va comunque osservato che il brigantaggio anti-sabaudo, verificatosi dopo il 1860 nel sud continentale, non si verificò negli altri territori preunitari annessi del nord-est e del centro Italia, che pure subirono espropriazioni e imposizioni di nuove norme e tasse come il sud. Tale diverso atteggiamento nei confronti del nuovo assetto istituzionale unitario farà presto rilevare quel divario, poi noto come Questione meridionale e descritto dal meridionalista lucano Giustino Fortunato come segue: 
(Giustino Fortunato, Il Mezzogiorno e lo Stato Italiano, pp. 311,312)
Anche il politico e patriota torinese Massimo d'Azeglio aveva espresso il suo pensiero sulla diversità dei comportamenti delle popolazioni dei diversi territori pre-unitari annessi: 
(Massimo d'Azeglio, Scritti e discorsi politici, Firenze 1939, III, pp. 399–400)

### Le ipotesi di corruzione dei militari borbonici

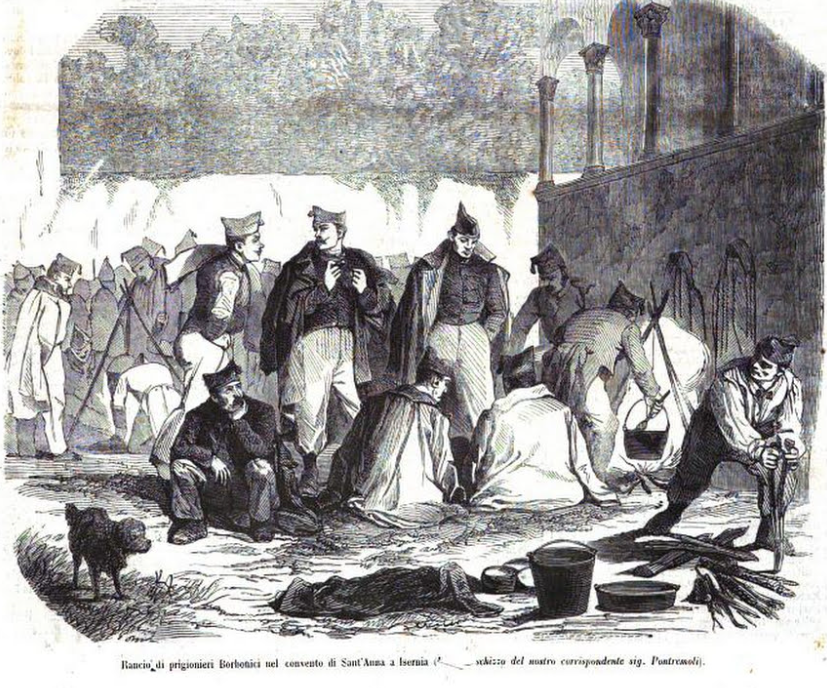
Prigionieri borbonici a Sant'Anna Isernia.

In passato e in tempi recenti, secondo certe interpretazioni, alcune vittorie di Garibaldi nella Spedizione 1860-1861 sarebbero da attribuirsi non alle azioni garibaldine, bensì alla supposta corruzione di diversi alti ufficiali borbonici, che in cambio di corrispettivi economici avrebbero consentito la vittoria sul campo.
Tali ipotesi di corruzione non risultano peraltro provate e, da un punto di vista logico, non si comprende come generali inclini alla corruzione avrebbero potuto comunque combattere validamente per un re che erano disposti a tradire per denaro.
L'interrogativo senza risposta è come mai, pur essendo a conoscenza della spedizione garibaldina con destinazione Sicilia, il Governo e il comando borbonico non si fossero preoccupati di selezionare e inviare contro Garibaldi i migliori generali e perché questi non si fossero proposti spontaneamente a tale compito.
Il de Cesare spiega come in quella situazione storica i generali borbonici fossero divisi da rivalità e gelosie, con tendenza a schivare le responsabilità per superare, come meglio si poteva, quel difficile momento, non essendo convinti che valesse la pena di battersi a rischio della vita o della reputazione per un re che non era amato, né temuto.
Un esempio fu quello di affidare all'anziano generale Landi il comando della colonna che, con maggiore probabilità, avrebbe incontrato la Spedizione garibaldina, nonostante egli non fosse in alcun modo all'altezza delle capacità militari di Garibaldi.
Discutibili erano anche l'assegnazione del comando delle truppe in Sicilia all'ultrasettantenne e in condizioni fisiche non idonee generale Lanza, oppure di affidare il comando delle truppe in Calabria al generale Vial, che non aveva alcuna esperienza militare.
Anche lo storico filo-borbonico Giacinto de' Sivo, nella sua opera: Storia delle Due Sicilie dal 1847 al 1861, volume III - libro decimottavo, descriveva in termini negativi la situazione delle forze armate del regno all'epoca dei fatti.

Le tesi del de Cesare tentano di spiegare l’abbandono del re, da parte della marina, adducendo vari motivi definiti: “ … patriottismo estemporaneo o volgare egoismo …”, “febbre rivoluzionaria”, “o effetto delle tradizioni antidinastiche e dei ricordi di Caracciolo e Murat” ... o tutti questi motivi riuniti insieme.
Il de Cesare cita anche, confutandola, la tesi che gli ufficiali della marina borbonica fossero tutti iscritti alla massoneria, spiegando che solo pochi lo erano, né si trattava di mancanza di fedeltà al re per corruzione o di volontà di tradire, bensì dell’effetto di una “generale frenesia” che tutti pervadeva in quel periodo, con la convinzione di essere fedeli al giuramento al re, anche mutando di parte, oppure di “leggerezza ed inquietudine” ... che contraddistingueva la marina, un po’ come era nella sua tradizione, come già Caracciolo aveva fatto nel 1799.
Le parole del de Cesare indicano che la dinastia borbonica si trovava spesso in grave crisi di consenso nei livelli più alti delle classi dirigenti, nonostante gli alti ufficiali di marina fossero di diretta nomina reale come gli alti gradi dell’esercito, scelti tra i sudditi, spesso con titoli nobiliari, ritenuti più fedeli alla monarchia, se poi spesso i generali pur non essendo corrotti, si ritiravano evitando lo scontro, si può desumere che la dinastia borbonica non era considerata un valore per il quale impegnarsi e quindi che la dinastia stessa era al suo epilogo.
Una prova della scarsa popolarità della monarchia borbonica è rappresentata dal viaggio di Garibaldi da Salerno a Napoli, effettuato con una scorta minima e la popolazione festante: i militari al suo passaggio non attentarono mai alla sua vita, anche se le condizioni di scarsa scorta lo avrebbero reso facile.
Ugualmente, a Napoli, durante la sfilata in carrozza scoperta Garibaldi avrebbe potuto essere colpito molte volte, particolarmente nel passaggio di fronte ai forti, Forte Carmine e Castel Nuovo, con i cannoni carichi e puntati: nessuno lo tentò neppure, nonostante nella enorme confusione sarebbe stato agevole.
Alcuni critici basano le loro supposizioni sui numeri degli schieramenti, sulla carta notevolmente a vantaggio delle forze borboniche, dimenticando che i garibaldini erano animati da un ideale per il quale erano disposti a sacrificare la propria vita e in un’epoca in cui le armi erano ancora tecnologicamente poco evolute, il grande idealismo ispirato da un forte sentimento patriottico svolgeva un ruolo molto importante e spesso determinante ai fini della vittoria sul campo tra opposti schieramenti.
A tale ultimo riguardo si sottolinea che, a Roma, Porta Cavalleggeri nel 1849 Garibaldi con i suoi volontari era riuscito a sconfiggere e mettere in fuga i ben più numerosi e famosi soldati francesi del generale Oudinot e le tante altre battaglie vinte da Garibaldi, anche in Sudamerica, molto spesso in notevole inferiorità numerica, in particolare, in occasione della Guerra franco-prussiana, vincendo la Battaglia di Digione e impadronendosi della bandiera del 61º Reggimento prussiano conservata a Parigi, Garibaldi con i suoi volontari è stato l'unico a vincere una battaglia contro l'Esercito prussiano che aveva sconfitto l'Esercito francese, lo stesso generale prussiano Karl Von Kettler affermò che, se le armate francesi fossero state comandate da Garibaldi, i Prussiani avrebbero perduto più di una bandiera. Per questo motivo a Parigi la Francia ha intitolato a Garibaldi l'importante Boulevard Garibaldi, oltre a una Piazza Garibaldi con la statua e una stazione della metropolitana parigina.
Per concludere si evidenzia anche che, con la nascita del Regno d'Italia (1861-1946), i generali e gli ufficiali, inquadrati nel Regio Esercito, in quanto provenienti dai territori dell’ex Regno delle Due Sicilie e quelli formatisi successivamente al 1861, hanno poi sempre mostrato fedeltà al Re d'Italia in tutte le guerre successive, già a partire dal 1866.

Lo storico de Cesare rappresenta come segue la situazione presente nelle forze armate borboniche all'epoca dei fatti: 
Compatimento scambievole, per cui era attutito il senso del lecito e dell'illecito, potendo la pietà per le persone farne perdonare i vizii, e anche le colpe. Se poi queste persone erano in conto di fedeli, allora si chiudevano tutti e due gli occhi.
Indifferentismo giustificato anche da questo: dall'opinione divenuta generale che il Regno delle Due Sicilie dovesse scomparire dalla storia, e che perciò non valesse la pena di riscaldarsi per una dinastia, la quale non aveva più difensori, né amici in Europa.»
(La fine di un regno – Raffaele de Cesare – vol. II – p. 326)

## Spedizione dei Mille nella cultura di massa

### Stampa dell'epoca
La partenza di Garibaldi per la Sicilia era stata commentata da molti giornali internazionali, che riportavano notizie a volte molto diverse da quelle poi accertate dagli storici, sia sul numero dei volontari, sia delle armi imbarcate, oltre che sul numero delle navi, che secondo la stampa di quei giorni, risulterebbero superiori alle due conosciute.
Le vicende militari della Spedizione in Sicilia venivano commentate dalla stampa internazionale in articoli con notizie riferite da fonti, che pur potendo commettere eventuali errori di valutazione, rappresentavano comunque la testimonianza diretta da parte di chi si trovava sui luoghi degli avvenimenti. Secondo tali fonti giornalistiche il numero dei siciliani insorti in tutta la Sicilia veniva stimato tra i 20000 o 30000

### Cinema e televisione
- 1860, regia di Alessandro Blasetti (1934)
- Un garibaldino al convento, regia di Vittorio De Sica (1942)
- All'ombra della gloria, regia di Pino Mercanti (1945)
- Viva l'Italia, regia di Roberto Rossellini (1961)
- Il gattopardo, regia di Luchino Visconti (1963)
- Napoli 1860 - La fine dei Borboni, regia di Alessandro Blasetti (1970) - miniserie TV
- Bronte: cronaca di un massacro che i libri di storia non hanno raccontato, regia di Florestano Vancini (1972)
- Il generale, regia di Luigi Magni (1987) - miniserie TV
- Li chiamarono... briganti!, regia di Pasquale Squitieri (1999)
- Eravamo solo mille, regia di Stefano Reali (2006) - film TV
- Noi credevamo, regia di Mario Martone (2010)
- Giuseppe Garibaldi eroe leggendario, regia di Silvia Monga (2024)
- L'abbaglio, regia di Roberto Andò (2025)

### Musica
- Inno di Garibaldi., scritta da Luigi Mercantini musiche di Alessio Oliverio (1858)
- Camicia Rossa., scritta da Rocco Traversa musiche di Luigi Pantaleoni (1860)
- Garibaldi blues., scritta e cantata da Bruno Lauzi (1965)
- Camicie Rosse., scritta da Massimo Bubola e cantata da Fiorella Mannoia (1994)
- Mille., scritta e cantata da Eugenio Bennato (2012)

### Illustrazioni e immagini
La spedizione dei Mille è stata molto rappresentata per immagini, quasi sempre disegni, effettuati anche da corrispondenti dei giornali sui luoghi dove si svolgevano i fatti. Si tratta a volte di immagini forse un po’ retoriche o idealizzate, che comunque sono entrate nell’immaginario popolare, contribuendo a far conoscere la spedizione dei Mille e ad alimentarne il mito. Parecchie immagini della campagna del 1860 provengono da giornali dell'epoca come il britannico The Illustrated London News a mezzo del corrispondente e artista Henry Vizetelly, il francese L'Illustration e il torinese Il Mondo Illustrato.
Alcune serie di immagini si distinguono invece per la loro importanza di documentazione storica:
- Gli acquerelli di Giuseppe Nodari, giovane garibaldino dei Mille e valente artista non professionista (diventerà medico dopo la spedizione). I suoi taccuini con schizzi di personaggi, luoghi e avvenimenti, rappresentano una preziosissima testimonianza diretta. Non sono stati però pubblicati fino ad epoca recente.
- Le lastre di Eugène Sevaistre, fotografo francese che si trovava a Palermo nel 1860. Le sue immagini documentano le barricate a Palermo e i danni dei combattimenti, con stampe stereoscopiche all'albumina.
- Le foto di Gustave Le Gray, giunto a Palermo al seguito di Alexandre Dumas.

### Esplicative
1. ↑  dove Domenico Romeo, nel settembre del 1847, fu a capo di una rivolta, di cui è considerato l'ideatore, il promotore e l'organizzatore. Egli ordì una trama tra Calabria, Sicilia e Basilicata che coinvolse i veterani della Carboneria, e che, in accordo con i patrioti siciliani, doveva propagarsi in tutto il Regno. Il 3 settembre, con 500 insorti, occupò Reggio, ma, non essendoci unità d'intenti tra i dissidenti, la rivolta fallì e venne repressa nel sangue. Romeo fu decapitato, mentre a Gerace vennero fucilati cinque insorti: Michele Bello, Rocco Verduci, Pierdomenico Mazzone, Gaetano Ruffo e Domenico Salvadori.
2. ↑  La rivolta fu capeggiata da Benedetto Musolino, che istituì un Governo provvisorio a Cosenza.
3. ↑  Il brigantaggio postunitario si configurò come un fenomeno di difficile interpretazione, dove le tre classiche chiavi di lettura dello stesso (quella liberale-crociana, quella marxista-gramsciana e quella legittimista), adoperate singolarmente, non sono sufficienti per la comprensione della dinamica complessa delle sinergie rivoluzionarie (quella politica, quella sociale e quella delinquenziale)[11].
4. ↑  25000 secondo George Macaulay Trevelyan, 36000 secondo Leone Fortis.
5. ↑  Come riportato nel verbale del consiglio camerale del 28 gennaio 1860.
6. ↑  In definitiva, la tanto famosa presenza di navi inglesi a Marsala si risolse in un nulla di fatto. All'informazione del comandante della flottiglia borbonica, capitano Acton, che avrebbe dovuto far fuoco sui garibaldini, i capitani dell'Argus e dell'Intrepid non opposero la minima obiezione, limitandosi a chiedere che le unità borboniche non colpissero gli inglesi. (George Macaulay Trevelyan, “Garibaldi e i mille”, Bologna 1909, p. 308).
7. ↑  Le due navi inglesi erano ormeggiate al largo e lì rimasero immobili: «Gli ufficiali inglesi gettarono le ancore tenendosi assai lontani dal porto; l'Argus a due o tre miglia, l'Intrepid alquanto più presso ma sempre a un miglio circa, «fra i tre quarti e il miglio di distanza dal faro sulla punta estrema del molo». E non abbandonarono queste posizioni lontane mentre si svolgevano gli avvenimenti straordinari di quel giorno non opponendo così il minimo impedimento materiale a qualsiasi operazione che i napoletani scegliessero o potessero scegliere di eseguire.» (George Macaulay Trevelyan, “Garibaldi e i mille”, Bologna 1909, p. 303).

### Bibliografiche
1. ↑   Carlo Alianello, La conquista del Sud, Milano, Rusconi, 1982,  pp. 15-16, ISBN 88-18-01157-X.
2. ↑   Ennio Di Nolfo, Europa e Italia nel 1855-1856, Roma, Istituto per la storia del Risorgimento italiano, 1967,  p. 412, ISBN non esistente.
3. ↑   Arrigo Petacco, Il regno del Nord: 1859: il sogno di Cavour infranto da Garibaldi, Milano, Arnoldo Mondadori Editore, 2009,  p. 142, ISBN 88-04-59355-5.
4. ↑   Nicomède Bianchi, Il conte Camillo di Cavour: documenti editi e inediti, Torino, Unione tipografico-editrice, 1863,  pp. 82-88, ISBN non esistente. URL consultato il 22 settembre 2010.
5. ↑  Oliva, p. 230.
6. ↑  de Cesare, p. 15.
7. ↑  Oliva, p. 231.
8. ↑  de Cesare, p. 311.
9. ↑  de Cesare, pp. 5-6.
10. ↑   Salvatore Lupo, L'unificazione italiana: mezzogiorno, rivoluzione, guerra civile, Roma, Donzelli, 2011,  p. 11, ISBN 9788860366276.
11. ↑   Angelo D'Ambra, Il brigantaggio postunitario in Terra di Lavoro, Grottaminarda, Delta 3 Edizioni, 2010,  p. 5.
12. ↑  de Cesare, pp. 24-25.
13. ↑   Rivista sicula di scienze, letteratura ed arti, Vol. 1, Palermo, Luigi Pedone Lauriel, 1869,  pp. 498-500, ISBN non esistente.
14. ↑  Scirocco, p. 208.
15. ↑   Federico Gasperetti, Nicola Fano, Castrogiovanni, Milano, Baldini Castoldi Dalai, 2010,  p. 115, ISBN 88-6073-536-X. URL consultato il 9 ottobre 2010.
16. ↑   Cesare Bertoletti, Il risorgimento visto dall'altra sponda, Napoli, Berisio Editore, 1967,  pp. 196-197, ISBN non esistente.
17. ↑   Lorenzo Del Boca, Maledetti Savoia, Milano, Piemme, 1998,  pp. 79-81, ISBN 88-384-3142-6.
18. ↑   Giuseppe Mazzini, Scritti editi e inediti di Giuseppe Mazzini, Vol. XIII, Roma, Commissione editrice degli scritti di Giuseppe Mazzini, 1884.
19. 1 2   Giuseppe Buttà, Un viaggio da Boccadifalco a Gaeta, Brindisi, Edizioni Trabant, 2009,  pp. 23-25, ISBN 978-88-96576-09-0. URL consultato il 27 febbraio 2019.
20. ↑   Salvatore Vecchio, La terra del sole: antologia di cultura siciliana, Vol. 2 - Dal Risorgimento ai nostri giorni, Caltanissetta, Terzo millennio, 2001,  p. 15, ISBN 88-8436-008-0.
21. ↑   Luigi Agnello, Giovanni Corrao, in Dizionario biografico degli italiani, vol. 29, Roma, Istituto dell'Enciclopedia Italiana. URL consultato il 27 febbraio 2019.
22. ↑  Scirocco, p. 211.
23. ↑  Trevelyan 1909, pp. 244-250.
24. 1 2   Leone Fortis, Francesco Crispi, Enrico Voghera, 1895,  pp.  166.-168.
25. ↑  Trevelyan 1909, pp. 154-155.
26. ↑  Trevelyan 1909, p. 210.
27. ↑   Rosario Romeo, Vita di Cavour, Bari, Laterza, 2004,  pp. 457-458, ISBN 88-420-7491-8.
28. ↑   Francesco Crispi, Repubblica e Monarchia, Torino, Tipografia Vercellino, 1865,  p. 21, ISBN non esistente. URL consultato il 27 febbraio 2019.
29. ↑   Vincenzo Botta, Sulla vita, natura e politica del conte di Cavour, Napoli, Stamperia dell’Iride, 1862,  p. 68, ISBN non esistente. URL consultato il 18 ottobre 2010.
30. ↑   AA.VV., Dizionario del Risorgimento Nazionale, Vol. IV, Vallardi, 1930,  p. 189.
31. ↑   Roberto Martucci, L'invenzione dell'Italia unita: 1855-1864, Firenze, Sansoni, 1999,  pp. 150-151, ISBN 88-383-1828-X.
32. 1 2  Rosario Romeo, pp. 459-460.
33. ↑  Roberto Martucci, p. 153.
34. ↑  De Lorenzo, p. 116.
35. ↑   Lorenzo Del Boca, Maledetti Savoia, Milano, Piemme, 1998,  p. 264, ISBN 88-384-3142-6.
36. ↑  Trevelyan 1913, p. 320.
37. ↑  Crispi, p. 165.
38. ↑  Trevelyan 1913, p. 381.
39. ↑  Agrati, p. 26.
40. ↑  Agrati, pp. 36-37.
41. ↑  Garibaldi e la formazione dell'Italia, G.M. Trevelyan, appendice E, pagg. 387-388
42. ↑  La Spedizione garibaldina di Sicilia e di Napoli–Mario Menghini - pagg. 13-14  La spedizione garibaldina di Sicilia e di Napoli, nei proclami, nelle corrispondenze, nei diarii e nelle illustrazioni del tempo.
43. ↑  Garibaldi e i Mille - George Macaulay Trevelyan – pp. 269 e 286  Garibaldi e i mille.
44. ↑  I Mille nella storia e nella leggenda, Carlo Agrati, pp. 116-118
45. ↑   Aldo Servidio, Op. cit.,  p. 93.
46. ↑  Agrati, p. 38.
47. ↑  Vedi articolo La compagnia Rubattino e la causa nazionale in prima pagina del giornale di Genova Il movimento, 21 giugno 1860
48. ↑  vedi pagg. 232-236 in  Giuseppe Pipitone Federico, Di alcune note autobiografiche di patrioti che presero parte alle rivoluzioni siciliane del 1848 e 1860, in Rassegna Storica del Risorgimento, anno VIII, suppl. al fasc. I, XVIII Congresso sociale di Palermo 1931,  pp. 228-243. URL consultato il 9 ottobre 2015 (archiviato dall'url originale il 4 marzo 2016).
49. ↑  Agrati, p. 41.
50. ↑   Anna Maria Isastia, FAUCHÈ, Giovanni Battista, in Dizionario biografico degli italiani, vol. 45, Roma, Istituto dell'Enciclopedia Italiana, 1995. URL consultato l'8 ottobre 2015.
51. ↑  Garibaldi and the making of Italy – G.M. Trevelyan – pag. 49
52. ↑  Giuseppe Cesare Abba, Storia dei Mille, Bemporad, 1926 (1904)
53. ↑  I Mille nella storia e nella leggenda, Carlo Agrati, Editore Mondadori, 1933, pagg. 116,117,118
54. ↑  Agrati, p. 136.
55. ↑  La Spedizione Garibaldina di Napoli e Sicilia, Mario Menghini, Società Tipografico-Editrice Nazionale (già Roux e Viarengo), 1907, pag. 13,14|https://archive.org/details/laspedizionegari00menguoft/page/12/mode/2up
56. ↑  George Macaulay Trevelyan - Longmans, Green, & Co. - London - 1912 - pag. 221 - Garibaldi and the Thousand
57. ↑   La partenza dei Mille di Garibaldi/Il Tirreno, su iltirreno.gelocal.it. URL consultato il 17 gennaio 2016.
58. ↑   Archivio Comune di Monte Argentario pag. 2 (PDF), su comunemonteargentario.gov.it. URL consultato il 17 gennaio 2016 (archiviato dall'url originale il 1º gennaio 2017).
59. ↑   Le mille storie dei Mille a Porto S. Stefano, su Il Tirreno, 18 maggio 2012. URL consultato il 23 novembre 2021.
60. ↑   Carlo Pellion di Persano, La presa di Ancona: Diario privato politico-militare (1860), Pordenone, Edizioni Studio Tesi, 1990,  pp. 78-79, ISBN 88-7692-210-5. URL consultato il 28 ottobre 2010.
61. ↑   Carlo Pellion di Persano, Op. cit.,  p. 8.
62. ↑   Alberto Santoni, Storia e politica navale dell'età moderna: XV-XIX secolo, Roma, Ufficio storico della marina militare, 1998,  p. 305.
63. ↑   Roberto Martucci, L'invenzione dell'Italia unita: 1855-1864, Firenze, Sansoni, 1999,  p. 165, ISBN 88-383-1828-X.
64. ↑  Garibaldi and the making of Italy - G.M. Trevelyan - Appendice B -pag. 318
65. ↑  Crispi, pp. 174-175.
66. ↑   Ricordi di un garibaldino dal 1847 al 1900., Augusto Elia, pagg. 21-22
67. ↑  Agrati, pp. 144-148.
68. ↑  Agrati, pp. 63-64.
69. 1 2 3   Raffaele de Cesare, La fine di un regno, vol. 2, Città di Castello, Scipione Lapi, 1900,  pp. 204-205. ISBN non esistente
70. ↑  I Mille nella storia e nella leggenda, Carlo Agrati, pagg. 148-149
71. ↑  I Mille nella storia e nella leggenda, Carlo Agrati, pag. 151
72. ↑  Editori Vari, Cronaca degli avvenimenti di Sicilia da aprile 1860 a marzo 1861, Harvard College Library, 1863, pp. 78-80.
73. ↑   Giuseppe Garibaldi, Memorie, a cura di Franco Russo, Roma, Avanzini e Torraca, 1968,  p. 388. ISBN non esistente
74. ↑   Raffaele de Cesare, La fine di un regno, vol. 2, Città di Castello, Scipione Lapi, 1909,  p. 204. ISBN non esistente
75. ↑   Raleigh Trevelyan, Principi sotto il vulcano, Milano, Rizzoli, 2001,  p. 164, ISBN 88-17-86671-7.
76. ↑   Antonio Saladino, L'estrema difesa del regno delle Due Sicilie (aprile-settembre, 1860), Napoli, Società napoletana di storia patria, 1960,  p. xxiii. ISBN non esistente
77. ↑   Raffaele de Cesare, La fine di un regno, Vol. 2, Città di Castello, Scipione Lapi, 1909,  p. 203. ISBN non esistente
78. ↑   Harold Acton, Gli ultimi Borboni di Napoli (1825-1861), Firenze, Giunti Editore, 1997,  p. 496, ISBN 88-09-21256-8.
79. ↑   George Macaulay Trevelyan, “Garibaldi e i mille”, Bologna, Zanichelli, 1909,  p. 308.
80. ↑   George Macaulay Trevelyan, “Garibaldi e i mille”, Bologna, Zanichelli, 1909,  p. 303.
81. ↑   George Macaulay Trevelyan, “Garibaldi e i mille”, Bologna, Zanichelli, 1909,  p. 416.
82. ↑  I Mille nella storia e nella leggenda, Carlo Agrati, Editore Mondadori, 1933, pagg. 150,151
83. ↑  De Gregorio, p. 8.
84. ↑  I Mille nella storia e nella leggenda, Carlo Agrati, pagg. 235-236
85. ↑   Copia archiviata, su pti.regione.sicilia.it. URL consultato il 15 novembre 2013 (archiviato dall'url originale il 7 novembre 2014).
86. ↑  http://pti.regione.sicilia.it/portal/page/portal/PIR_PORTALE/PIR_150ANNI/PIR_150ANNISITO/PIR_Schede/PIR_Lecartedellastoria/decreto17%20maggio%20-%20segretario%20di%20stato.pdf
87. ↑  CRISPI - PER UN ANTICO PARLAMENTARE COL SUO DIARIO DELLA SPEDIZIONE DEI MILLE, ROMA, EDOARDO PERINO, Editore-Tipografo Roma, 1890 - pag. 178)
88. ↑  Secondo il De Cesare (II. 210) i soldati regi sarebbero stati 4000 ed il de' Sivo dice 3000 (III. 121). Il numero di 3000 è stimato in base al fatto che erano previste 20 compagnie (oscillanti da 160 a 90 uomini), per circa 3000 uomini, poiché però lo stesso Landi afferma essere state presenti sul campo 14 compagnie, il numero andrebbe stimato secondo lo storico Trevelyan in 2000 - Garibaldi e i Mille - Appendice M, G. M. Trevelyan, pag. 447
89. ↑  Butta, pag 27.
90. ↑  vedi pag. 144-146 A. Petacco (2009)
91. ↑  I Mille nella storia e nella leggenda, Carlo Agrati, pag. 449
92. ↑  Giuseppe La Masa, Alcuni fatti e documenti della revoluzione dell'Italia meridionale del 1860, Tipografia Franco, Torino, 1861, p. 54.
93. ↑  Storia dei Mille, Giuseppe, Cesare Abba, pag. 207
94. ↑  Per il decreto vedere: Le rivolte contadine
95. ↑   Angelandrea Casale, Giustiniano Lebano Un massone alle falde del Vesuvio (1832-1910), Youcanprint, 2015, ISBN 8893210525.
96. ↑  Italo De Feo, Cavour, Edizioni Mondadori, 2013
97. ↑  http://pti.regione.sicilia.it/portal/page/portal/PIR_PORTALE/PIR_150ANNI/PIR_150ANNISITO/PIR_Schede/PIR_Lecartedellastoria/decreto%202%20giugno%20-%20dicasteri.pdf
98. ↑   Agostino Depretis in Dizionario Biografico – Treccani.
99. ↑  Giulio Adamoli, Da San Martino a Mentana. Ricordi di un volontario, Milano, Fratelli Treves, Editori, 1911, pag. 79
100. ↑  Secondo Abba erano 60 volontari e l'11 giugno era la data di incontro e non di sbarco avvenuto in precedenza (infatti l'Utile era ripartito da Genova tra l'8-9 giugno per il secondo viaggio) - (vedi: Garibaldi e la formazione dell'Italia - appendice B pag. 318-319) -  Da Quarto al faro - Cesare Abba - pagg. 175-176.
101. ↑  Washington, Oregon, Franklin
102. ↑  Indro Montanelli e Marco Nozza - Garibaldi - Editore Rizzoli - Milano 1962
103. ↑  Garibaldi and the making of Italy - G.M. Trevelyan - Appendice B - vedere: App. B - PAG. 318
104. ↑  Da Quarto al Faro, noterelle di uno dei mille, di Giuseppe Cesare Abba, Zanichelli – Bologna – 1882 -  Da Quarto al Faro; noterelle d'uno dei Mille.
105. ↑  Garibaldi and the making of Italy, di George Macaulay Trevelyan, Edizioni Longmans, Green and Co., New York, London, 1911  Garibaldi and the making of Italy.
106. ↑   Ivo Biagianti, Jessie White, biografa di Alberto Mario, in P. L. Bagatin (a cura di), Alberto Mario nel I centenario della morte. Atti del convegno nazionale di studio., Lendinara, Comune di Lendinara. Comitato per il I centenario della morte di Alberto Mario, 1984,  p. 85.
107. ↑   [[Alberto Mario|Alberto Mario]], La Camicia rossa, a cura di P. L. Bagatin, Treviso, Antilia, 2011  [1870],  pp. 9-11.
108. ↑  Ivi, pp. 14-16.
109. ↑   FABRIZI, Nicola.
110. 1 2  G. M. Trevelyan - Garibaldi e la formazione dell'Italia - appendice B - pp. 318-319
111. ↑    (The making of Italy - Appendice B - pp. 316-320).
112. ↑  (Garibaldi and the making of Italy - Appendice B - pag. 320)
113. ↑  Durand Brager, 169
114. ↑  (Garibaldi and the making of Italy - pag. 63 e Appendice C - pp. 321-322)
115. ↑  Le spedizioni di volontari per Garibaldi - e da altre fonti cifre e documenti complementari al resoconto del Bertani – estratto dal Corriere Mercantile – Genova – Tipografia e Litografia dei fratelli Pellas & C. – 1861 – p. 22 e segg.  Le spedizioni di volontari per Garibaldi cifre e documenti complementari al... - Google Libri.
116. ↑  La Spedizione di Sicilia e di Napoli–Mario Menghini–Società Tipografico Editrice Nazionale–Torino–1907–pp. 84-87  La spedizione garibaldina di Sicilia e di Napoli, nei proclami, nelle corrispondenze, nei diarii e nelle illustrazioni del tempo.
117. ↑  Peppa la cannoniera  Calcagno Giuseppa (Peppa la Cannoniera).
118. ↑  La Spedizione di Sicilia e di Napoli–Mario Menghini–p. 84 dal giornale “Opinione” del 17 giugno 1860
119. ↑  Agenti di polizia
120. ↑  Garibaldi, Vittorio Emanuele, Cavour nei fasti della Patria – Documenti inediti – Giacomo Emilio Curatolo – Zanichelli – Bologna MCMXI, pp. 187, 207, 208  Garibaldi, Vittorio Emanuele, Cavour nei fasti della patria, documenti inediti, dieci lettere di Vittoria Emanuele a Garibaldi nel 1860. Scritti di Cavour, Mazzini, Cattaneo, Pallavicino, Cosenz, Cialdini, etc., di Garibaldi all'imperatore Guglielmo I ed a Bismarck, con facsimili e quattro illustrazioni.
121. 1 2  indicato anche come: Talarico
122. 1 2  . La missione non ebbe successo perché Tallarino o Talarico fu conquistato dalla personalità del condottiero - L'episodio è raccontato anche da Garibaldi nelle sue memorie, si veda anche Alfonso Scirocco, Garibaldi, Laterza, Roma-Bari, 2001, ed. spec. RCS Libri, 2005, p. 229.
123. ↑  2000 secondo lo "Scottish Historical Review Trust"
124. ↑  The campaign of Garibaldi in the Two Sicicilies – Charles Stuart Forbes – William Blackwood and Sons – Edimburgo – 1861 – p. 88
125. ↑  Diversi scozzesi si arruoleranno per unirsi a Garibaldi con la Legione Britannica
126. ↑  Scottish volunteers with Garibaldi – Janet Fyfe – Scottish Historical Review Trust – Edimburgo – 1978, pagg. 168, 180  Janet FYfe, Scottish volunteers with Garibaldi.
127. 1 2  Giuseppe Ricciardi, Vita di G. Garibaldi, G. Barbera Editore, Firenze, 1860, p. 70.
128. ↑  Album della storia d'Italia - Gustavo Strafforello - pag. 41
129. ↑  Garibaldi and the making of Italy – George Macaulay Trevelyan – pp. 115-116
130. ↑  pp.139-144 Gli avvenimenti d'Italia del 1860: cronache politico-militari dall'occupazione della Sicilia in poi, Volume 1, Tipografia G. Cecchini, Venezia, 1860
131. ↑  ”per soprassello” = per giunta, per di più
132. ↑  Garibaldi – Rivoluzione delle Due Sicilie – Marco Monnier – Alberto Dekter Editore – Napoli – 1861 – pag. 329  Garibaldi e La Rivoluzione Delle 2 Sicilie.
133. ↑   Garibaldi and the making of Italy – G.M. Trevelyan – pagg. 166-182.
134. ↑  Garibaldi and the thousand – G. M. Trevelyan - pag. 4
135. ↑  L'episodio è al centro del capolavoro dello scrittore Vincenzo Consolo, Il sorriso dell'ignoto marinaio e si presta al dibattito sul carattere più o meno popolare del Risorgimento e sui rapporti tra gli avvenimenti storici e la realtà degli strati più bassi della popolazione meridionale.
136. ↑   La Scuola per i 150 anni dell'Unità d'Italia - Il problema del Mezzogiorno - Il divario di partenza.Carlo Afan de Rivera, Considerazioni su i mezzi da restituire il valore proprio ai doni che la natura ha largamente conceduto al Regno delle Due Sicilie, Napoli 18332 II, pp. 35-38, 40-45, 52-55 - riprodotto in D. Mack Smith, "Il risorgimento italiano. Storia e testi", Bari, Laterza, 1968, pp. 152-155.]
137. ↑  Garibaldi and the making of Italy – George Macaulay Trevelyan – pag. 115
138. ↑  La fine di un Regno di Raffaele de Cesare - ediz. 1900 - pagg. 348-349
139. ↑  I mille di Marsala: scene rivoluzionarie - Giacomo Oddo–Giuseppe Scorza Di Nicola–Milano–1863 - pag. 820  I mille di Marsala: scene rivoluzionarie - Giacomo Oddo - Google Libri.
140. ↑  Cesare Sinopoli, La Calabria: storia, geografia, arte, Catanzaro: Guido Mauro editore, 1926; nuova edizione a cura di Francesco Giuseppe Graceffa, Soveria Mannelli: Rubbettino, 2004, p. 180  on-line.
141. ↑  Raffaele de Cesare, La fine di un Regno, Cap. XVII, Città di Castello: S. Lapi, 1909
142. ↑  pp.144-146 Gli avvenimenti d'Italia del 1860: cronache politico-militari dall'occupazione della Sicilia in poi, Volume 1, Tipografia G. Cecchini, Venezia, 1860
143. ↑  Tommaso Pedio, La Basilicata nel Risorgimento politico italiano (1700-1870), Potenza, 1962, p. 109
144. ↑  Carmine Crocco, Come divenni brigante, Edizioni Trabant, 2009, p. 11
145. ↑  Messaggio per Garibaldi dettato dal re al marchese Trecchi, ripreso in "Nuova Antologia" giugno 1910, Vol. CCXXXI, p. 426
146. ↑  Carteggio Cavour-Nigra, vol. IV, pp. 144-45
147. ↑   AA.VV., Gli avvenimenti d'Italia del 1860: cronache politico-militari dall'occupazione della Sicilia in poi, Libro primo, Venezia, Tipografia G. Cecchini, 1860,  pp. 177-178.
148. ↑   AA.VV., Gli avvenimenti d'Italia del 1860: cronache politico-militari dall'occupazione della Sicilia in poi, Libro primo, Venezia, Tipografia G. Cecchini, 1860,  pp. 178-180.
149. ↑  Nisco, pp. 97-101.
150. ↑  De Cesare, pp. 302--304.
151. ↑  La fine di un Regno - Raffaele de Cesare - pag. 364-365-366
152. ↑  La fine di un Regno - Raffaele de Cesare - pag. 367
153. ↑  Garibaldi e la rivoluzione delle Due Sicilie–Marco Monnier–Ed: Alberto Dekten Libraio Editore. Napoli 1861–p. 292  Garibaldi e la Rivoluzione delle 2 Sicilie.
154. ↑  Trevelyan, pp. 176-184.
155. ↑  I Mille di Marsala: scene rivoluzionarie, Giacomo Oddo, pagg. 870-871
156. ↑  Garibaldi e la formazione dell’Italia–G.M. Trevelyan, pp. 238-239.
157. ↑  Garibaldi e la formazione dell'Italia, G.M. Trevelyan, cap. XIV, pagg. 325-326.
158. ↑  La reazione nel distretto di Isernia, Napoli, Stamperia Nazionale, 1864  La reazione avvenuta nel distretto d'Isernia dal 30 settembre al 20 ottobre 1860 - Google Libri.
159. ↑  Il mondo illustrato - Torino - Anno IV - nº 44 - 2 novembre 1861  Il mondo illustrato giornale universale - Google Libri.
160. ↑  Costanzo Rinaudo, Il Risorgimento Italiano, p. 685, Scuola di Guerra, Tipografia Olivero, Torino, 1910
161. ↑  Garibaldi and the making of Italy – George Macaulay Trevelyan – Appendix K (b) – pagg. 346-347
162. ↑   Presa di Ancona 1860 - I sedici forti di Ancona.
163. ↑  Girolamo Arnaldi, Storia d'Italia, Volume 4, UTET, Torino, 1965, p. 167
164. ↑  Garibaldi e la formazione dell'Italia, G.M. Trevelyan, Appendice J-II-b-c, pag. 406
165. ↑  Garibaldi and the making of Italy - George Macaulay Trevelyan - pag. 276
166. ↑  palischermo = barca con molti remi
167. ↑  La Spedizione Garibaldina di Sicilia e Napoli – Mario Menghini – Società Tipografico Editrice Nazionale – Torino – 1907 pagg. 405-406  La spedizione garibaldina di Sicilia e di Napoli, nei proclami, nelle corrispondenze, nei diarii e nelle illustrazioni del tempo.
168. ↑  Memorie autobiografiche – Giuseppe Garibaldi – G. Barbera Editore – Firenze – 1888 – pag. 388  Memorie autobiografiche.
169. ↑  Dizionario del Risorgimento Nazionale – Vol. IV - Vallardi – 1930 – pag. 191
170. ↑  (da “Supplemento al Movimento del 12 novembre 1860.”)
171. ↑  Al riguardo si veda Vittorio Emanuele II di Savoia#Il numerale invariato
172. ↑   Giorgio Balladore Pallieri, Diritto costituzionale, Collana "Manuali Giuffré", Milano, Giuffrè Editore, 1970,  p. 138.
173. ↑  Sulla frase vd. ora C. Gigante, "Fatta l'Italia, facciamo gli Italiani". Appunti su una massima da restituire a d'Azeglio", in "Incontri. Rivista europea di studi italiani" XXVI, 2/2011, pp. 5-15 ( Copia archiviata, su rivista-incontri.nl. URL consultato il 7 gennaio 2012 (archiviato dall'url originale il 28 marzo 2012).)
174. ↑  Garibaldi and the making of Italy – George Macaulay Trevelyan - p. 279
175. ↑  Garibaldi and the making of Italy – George Macaulay Trevelyan - p. 280
176. ↑  Garibaldi and the making of Italy – George Macaulay Trevelyan - p. 281
177. ↑   Neoborbonici all'assalto di Fenestrelle 'In quel forte ventimila soldati morti', su ricerca.repubblica.it, La Repubblica, 5 maggio 2010. URL consultato il 29 luglio 2010.
178. ↑  Gigi Di Fiore, Controstoria dell'unità d'Italia: fatti e misfatti del Risorgimento, Milano, 2007, p. 178.
179. ↑   Massimo Novelli, I morti borbonici a Fenestrelle non furono 40mila, ma quattro, in La Repubblica, Torino, 8 luglio 2011. URL consultato il 26 aprile 2014.
180. ↑   Massimo Novelli, Fenestrelle e il genocidio (inesistente) dei borbonici, in La Repubblica, Torino, 3 agosto 2012. URL consultato il 26 aprile 2014.
181. ↑   Alessandro Barbero, Ma Fenestrelle non fu come Auschwitz, in La Stampa, 21 ottobre 2012. URL consultato il 26 aprile 2014.
182. ↑   Rassegna storica del risorgimento, Vol. 48[collegamento interrotto], Roma, Istituto per la storia del Risorgimento italiano, 1961,  p. 438. URL consultato il 6 ottobre 2010. ISBN non esistente
183. ↑   Carmine Crocco, Come divenni brigante, a cura di Marcello Donativi, Brindisi, Edizioni Trabant, 2009,  pp. 7-10, ISBN 88-96576-04-0. URL consultato il 27 novembre 2011.
184. ↑  Il Mondo Illustrato del 25 maggio 1861, nº 21
185. ↑   Giovanni Verga, I Malavoglia, collana Oscar Mondadori, Arnoldo Mondadori Editore, 1983, ISBN 88-04-52519-3.
186. ↑   Anna Banti, Noi credevamo, Milano, Arnoldo Mondadori Editore, 1967. ISBN non esistente
187. ↑  Citato in Lettere ad Anita ed altre donne, raccolte da G. E. Curatolo, Formiggini, Roma 1926, pp. 113-116.  on line (PDF).
188. ↑   Francesco Saverio Nitti, L'Italia all'alba del secolo XX: discoursi ai giovani d'Italia, Torino-Roma, Casa Editrice Nazionale Roux e Viarengo, 1901,  p. 118.
189. ↑   Emilio Gentile (a cura di), Carteggio 1865-1911, Bari, Laterza, 1978,  p. 65.
190. ↑   Giustino Fortunato, ‘'IL MEZZOGIORNO E LO STATO ITALIANO'’ - DISCORSI POLITICI (1880-1910), LATERZA & FIGLI, Bari, 1911, pagine 336-337.

«"Eran poche, sì, le imposte, ma malamente ripartite, e tali, nell'insieme da rappresentare una quota di lire 21 per abitante, che nel Piemonte, la cui privata ricchezza molto avanzava la nostra, era di lire 25,60.
Non il terzo, dunque, ma solo un quinto il Piemonte pagava più di noi.
E, del resto, se le imposte erano quaggiù più lievi — non tanto lievi da non indurre il Luigi Settembrini, nella famosa 'Protesta' del 1847, a farne uno dei principali capi di accusa contro il Governo borbonico, assai meno vi si spendeva per tutti i pubblici servizi: noi, con sette milioni di abitanti, davamo via trentaquattro milioni di lire, il Piemonte, con cinque [milioni di abitanti], quarantadue [milioni di lire].
L'esercito, e quell'esercito!, che era come il fulcro dello Stato, assorbiva presso che tutto; le città mancavano di scuole, le campagne di strade, le spiagge di approdi; e i traffici andavano ancora a schiena di giumenti, come per le plaghe d'Oriente.”»
191. ↑  Pag. 5  La questione meridionale di Antonio Gramsci - Il Mezzogiorno e la guerra 1 – Progetto Manuzio - www.liberliber.it – tratto da: La questione meridionale, Antonio Gramsci; a cura di Franco De Felice e Valentino Parlato. - Roma: Editori Riuniti, 1966. - 159 p.; (Le Idee; 5).

«La nuova Italia aveva trovato in condizioni assolutamente antitetiche i due tronconi della penisola, meridionale e settentrionale, che si riunivano dopo più di mille anni.

L'invasione longobarda aveva spezzato definitivamente l'unità creata da Roma, e nel Settentrione i Comuni avevano dato un impulso speciale alla storia, mentre nel Mezzogiorno il regno degli Svevi, degli Angiò, di Spagna e dei Borboni ne avevano dato un altro.

Da una parte la tradizione di una certa autonomia aveva creato una borghesia audace e piena di iniziative, ed esisteva un'organizzazione economica simile a quella degli altri Stati d'Europa, propizia allo svolgersi ulteriore del capitalismo e dell'industria.»
192. ↑  Benedetto Croce, Storia d'Italia dal 1871 al 1915, Laterza Editore, 1966, p.287.
193. ↑   Carmine Cimmino, L'Unità d'Italia fatta da delusi e "moribondi". URL consultato il 21 dicembre 2010 (archiviato dall'url originale il 4 settembre 2014).
194. ↑  Il Risorgimento Italiano, Denis Mack Smith, cap. XXXVII - La Questione Meridionale, pag. 531
195. ↑  Vedi pag. 420-421  L'Unificazione Italiana – Treccani – volume pubblicato con il contributo di Aspen Italia – Sez IV) (PDF) (archiviato dall'url originale il 3 marzo 2016).
196. ↑  150 anni di statistiche italiane: nord e sud 1861-2011, Svimez, Il Mulino
197. ↑  Garibaldi and the thousand – George Macaulay Trevelyan – Longmans – Londra - 1909 – pagg. 5 (fine) e 6: “One school, of which signor Luzio is the able representative maintains that the great minister (Cavour) aided and abetted the Sicilian expedition from the first, not under compulsion from king and people, but as a part of his own policy […] but there can be no question that the assistance that he gave was absolutely indispensable to the success of the enterprise.”  Garibaldi: and the thousand: Trevelyan, George Macaulay, 1876-1962: Free Download, Borrow, and Streaming: Internet Archive.
198. ↑  Garibaldi and the thousand – G. M. Trevelyan - pag. 4, riga 13: “… Garibaldi’s attack on the Bourbon would have been prevented by the Concert of Europe […] but in July 1860 England broke up such partial Concert of Europe […] and refused to prevent Garibaldi from crossing the Straits of Messina. That decision of Lord John Russel and Lord Palmerston is one of the reasons why Italy is a free and united State to-day”.
199. ↑  Garibaldi and the making of Italy – G. M. Trevelyan – pag. 277, righe 14 e seguenti:
”[...] Napoleon III, only two months after he had given his consent to Cavour’s invasion of the papal Marches. The secret agreement that he made at Chambéry was that the North Italian Army should invade and traverse the papal territory, so as to arrive at Naples in time to stop Garibaldi and ‘’absorb the revolution’’.“ Garibaldi and the making of Italy.
200. ↑  Garibaldi and the making of Italy - Trevelyan pag. 277
201. ↑  Massimo Viglione, Francesco Mario Agnoli, La rivoluzione italiana: storia critica del Risorgimento, Roma, 2001, p. 98
202. ↑  Italy: a modern history–Denis Mack Smith –University of Michigan–1959–pag. 3  Italy A Modern History.
203. ↑  
«This difference between North and South was fundamental. A peasant from Calabria had little in common with one from Piedmont, and Turin was infinitely more like Paris and London than Naples and Palermo, for these two halves were on quite different levels of civilization. Poets might write of the South as the garden of the world, the land of Sybaris and Capri, and stay-at-home politicians sometimes believed them; but in fact most southerners lived in squalor, afflicted by drought, malaria, and earthquakes. The Bourbon rulers of Naples and Sicily before 1860 had been staunch supporters of a feudal system glamorized by the trappings of a courtly and corrupt society. They had feared the traffic of ideas and had tried to keep their subjects insulated from the agricultural and industrial revolutions of northern Europe. Roads were scanty or nonexistent, and passports necessary even for internal travel. In the “annus mirabilis” of 1860 these backward regions were conquered by Garibaldi and annexed by plebiscite to the North.

«La differenza fra Nord e Sud era radicale. Per molti anni dopo il 1860 un contadino della Calabria aveva ben poco in comune con un contadino piemontese, mentre Torino era infinitamente più simile a Parigi e Londra che a Napoli e Palermo; e ciò in quanto queste due metà del paese si trovavano a due livelli diversi di civiltà. I poeti potevano pure scrivere del Sud come del giardino del mondo, la terra di Sibari e di Capri, ma di fatto la maggior parte dei meridionali vivevano nello squallore, perseguitati dalla siccità, dalla malaria e dai terremoti. I Borboni, che avevano governato Napoli e la Sicilia prima del 1860, erano stati tenaci sostenitori di un sistema feudale colorito superficialmente dallo sfarzo di una società cortigiana e corrotta. Avevano terrore della diffusione delle idee ed avevano cercato di mantenere i loro sudditi al di fuori delle rivoluzioni agricola e industriale dell'Europa settentrionale. Le strade erano poche o non esistevano addirittura ed era necessario il passaporto anche per viaggi entro i confini dello Stato. In quell'annus mirabilis che fu il 1860 queste regioni arretrate furono conquistate da Garibaldi e annesse mediante plebiscito al Nord.»»
(Italy: a modern history – Denis Mack Smith - page 3)
204. ↑  (“La questione meridionale - Il Mezzogiorno e la guerra 1, pag. 5),  La questione meridionale di Antonio Gramsci - Il Mezzogiorno e la guerra 1 – Progetto Manuzio - www.liberliber.it – tratto da: La questione meridionale, Antonio Gramsci; a cura di Franco De Felice e Valentino Parlato. - Roma: Editori Riuniti, 1966. - 159 p.; (Le Idee; 5).
205. ↑  
«La nuova Italia aveva trovato in condizioni assolutamente antitetiche i due tronconi della penisola, meridionale e settentrionale, che si riunivano dopo più di mille anni. L'invasione longobarda aveva spezzato definitivamente l'unità creata da Roma, e nel Settentrione i Comuni avevano dato un impulso speciale alla storia, mentre nel Mezzogiorno il regno degli Svevi, degli Angiò, di Spagna e dei Borboni ne avevano dato un altro.
Da una parte la tradizione di una certa autonomia aveva creato una borghesia audace e piena di iniziative, ed esisteva una organizzazione economica simile a quella degli altri Stati d'Europa, propizia allo svolgersi ulteriore del capitalismo e dell'industria.
Nell'altra le paterne amministrazioni di Spagna e dei Borboni nulla avevano creato: la borghesia non esisteva, l'agricoltura era primitiva e non bastava neppure a soddisfare il mercato locale; non strade, non porti, non utilizzazione delle poche acque che la regione, per la sua speciale conformazione geologica, possedeva. L'unificazione pose in intimo contatto le due parti della penisola.»
206. ↑   Giacinto de' Sivo, Storia delle Due Sicilie, dal 1847 al 1861, Roma, Tipografia Salviucci, 1863,  p. 64. URL consultato il 29 settembre 2010. ISBN non esistente
207. ↑  Rosario Villari, Corso di Storia, Laterza
208. ↑   Gigi Di Fiore, Controstoria dell'unità d'Italia: fatti e misfatti del Risorgimento, Napoli, Rizzoli Editore, 2007,  p.  259., ISBN 88-17-01846-5.
209. ↑  Francesco Saverio Nitti Eroi e briganti (edizione 1899) - Edizioni Osanna Venosa, 1987 - page 9-33
210. ↑   Eroi e briganti-.
211. ↑  (Napoli)
212. ↑  Uomini e cose della vecchia Italia, Benedetto Croce, pp. 308-340
213. ↑  Mons. Luigi pericoli, delegato apostolico della città e provincia di Frosinone, contenenti una serie di norme anti-brigantaggio: «alla più efficace e pronta repressione del flagello brigantaggio che infesta le province di Velletri e Frosinone.
214. ↑  Denis Mack Smith, I re d'Italia, Rizzoli, 1990  I Savoia re d'Italia - Denis Mack Smith - Google Libri.
215. ↑  Italy: a modern history–Denis Mack Smith –University of Michigan–1959–pag. 3
216. ↑  Il fiume Tronto demarcava approssimativamente il confine fra l'ex-Regno di Napoli e lo Stato Pontificio e comunemente serviva da territorio di confine fra Italia settentrionale e meridionale.
217. ↑   Massimo d'Azeglio, “Scritti e discorsi politici”, Firenze, La nuova Italia, 1939,  p. 416.
218. ↑  (La fine di un Regno - vol. II, Raffaele De Cesare, pag. 211)
219. ↑  

«La fine di un Regno - vol. II, Raffaele De Cesare, pag. 211»
220. ↑   Storia delle Due Sicilie dal 1847 al 1861 di Giacinto De Sivo, volume III - libro decimottavo, pp. 117-123.
221. ↑  
«... Adunque se togli i gendarmi, gli invalidi, i collegiali, i mancanti e molti altri scritti sì né ruoli, ma inabili al servizio, consegue che l'esercito napolitano effettivo pronto a combattere non passava i sessantamila, su tutta la superficie del Regno.

... Gli uffiziali in gran parte né onesti, né sapienti, surti per favori, beneficiati oltre misura, avean grosse mercedi, croci cavalleresche, percettorie, collegi gratis a' figliuoli, e a' figliuoli e nepoti uffizii per grazia in magistratura, in amministrazioni, nelle finanze e nell'esercito. Fatto i Sardanapali all'ombra de' gigli, presero la croce sabauda piuttosto per iscansar fatiche, che per congiurazione. Non che congiuratori vi mancassero, ma i più subirono la congiurazione per codardia.

… Da più anni si sussurrava di furti grandi nella costruzione di legni, negli arsenali, sulle mercedi agli operai, sulle tinte de' bastimenti, e su vettovaglie, polvere e carbone. ...[ ]...Ma il male interno era la mancanza di nesso tra gli uffiziali, i pensieri diversi, le avidità, le malizie, l'ignavia di ciascuno. Pochi eran buoni.»
(Storia delle Due Sicilie dal 1847 al 1861, Giacinto de' Sivo, volume III - libro decimottavo, p. 122)
222. ↑  La fine di un Regno – Parte seconda – Raffaele de Cesare – S. Lapi Editore – Città di Castello – 1900 – pp. 310-312  La fine di un regno (Napoli e Sicilia).
223. ↑  Una spada per un ideale, Pierercole Musini, pag. 198, Sovera Edizioni, 2011 https://books.google.it/books?id=6WM8lWGNpr4C&pg=PA198&lpg=PA198&dq=bandiera+del+61%C2%B0+reggimento+prussiano&source=bl&ots=CXoa5oebvl&sig=ACfU3U1PaeXrATY2tiP9ev4C68X_nYJkOQ&hl=it&sa=X&ved=2ahUKEwirnKTX_P7oAhVBDewKHalmBEEQ6AEwEHoECAYQAQ#v=onepage&q=bandiera%20del%2061%C2%B0%20reggimento%20prussiano&f=false
224. ↑  La fine di un regno – vol. II – Raffaele de Cesare – p. 326  La fine di un regno (Napoli e Sicilia).
225. ↑  Molti disegni del giornale L'Illustration sono presenti nel libro: La Spedizione Garibaldina di Mario Menghini